# Musée de l'Air et de l'Espace
Pour les articles homonymes, voir MAE.

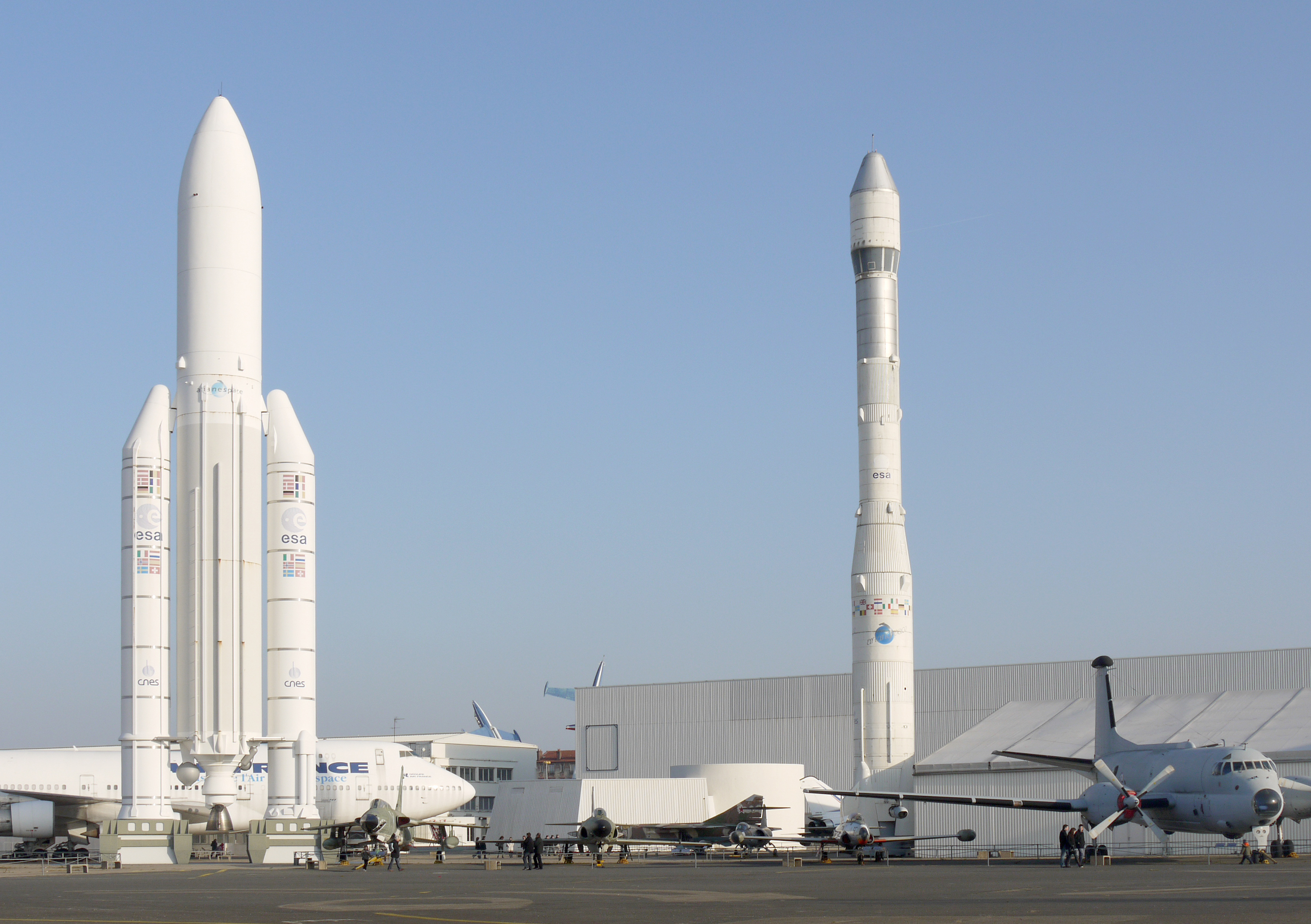
Sur le tarmac se côtoient des avions modernes et les maquettes des fusées Ariane 1 et Ariane 5.

Le musée de l'Air et de l'Espace (MAE) du Bourget est le plus important musée aéronautique de France. Fondé en 1919, il est le plus ancien et l'un des plus grands musées d'aviation du monde. Ses espaces ouverts au public, situés dans la partie sud-est de l'emprise de l'aéroport du Bourget, sur le territoire des communes de Dugny et Le Bourget, au nord-est de Paris, occupent l'aérogare de style Art déco du Bourget, construite par Georges Labro pour l'Exposition universelle de 1937, à proximité du Bureau d'enquêtes et d'analyses pour la sécurité de l'aviation civile (BEA).
Une partie des collections, qui compte plus de 150 avions, est présentée dans plusieurs halls, dont le plus important est la « Grande galerie », tandis que les avions les moins fragiles sont exposés à l'air libre. Les réserves du musée sont essentiellement conservées au sud-ouest de l'aéroport, sur la commune de Dugny. En 2027, dans le cadre du Grand Paris Express, le musée devrait être desservi par la station Le Bourget - Aéroport de la ligne 17 du métro de Paris.
L'accès du musée est payant, sauf le premier dimanche du mois.

## Histoire
Fondé en 1919 d'après la proposition d'Albert Caquot, la collection commence à prendre forme dans un hangar du terrain d'Issy-les-Moulineaux. Le musée est inauguré en 1921, à Chalais-Meudon, puis le 20 novembre 1936, boulevard Victor, dans le 15e arrondissement de Paris. Durant la Seconde Guerre mondiale et l'Occupation, les Allemands le font fermer. Toutes les pièces exposées boulevard Victor sont déplacées à Chalais-Meudon après la guerre. À partir de 1973, le musée déménage progressivement de Chalais-Meudon à l'aéroport du Bourget, sous l'impulsion de son nouveau directeur, le général de brigade aérienne Pierre Lissarrague. En 1974, la création du nouvel aéroport de Roissy-Charles-de-Gaulle libère de la place au Bourget et le regroupement des collections dispersées, dans une partie des halls de l'aéroport, est étudié. Le premier hall, le hall B, est inauguré en 1975, peu avant le Salon du Bourget.

## Rénovation
Lors de son déménagement au Bourget en 1975, le musée occupait une partie de l'esplanade ainsi qu'un hangar, au sud de l'aérogare. En 1977, la disparition du trafic commercial entraîne la reconversion rapide de l’aéroport dans l’aviation d'affaires, et libère de l'espace pour l'extension du MAE qui ouvre, en moyenne, un nouveau hall tous les deux ans jusqu'en 1983.
C'est en 1987 que l'aérogare, en partie désaffectée depuis 1977, devient « La Grande Galerie », qui présente la plus belle collection d’avions originaux des débuts de l’aviation et de la « Grande Guerre ». Le « Hall Concorde », conçu par Jean-Luc Chancerel, est construit en 1994.
L'esplanade est réhabilitée en 1999, et le « Hall de l'Espace », ainsi que le Planétarium sont entièrement rénovés en 2000. En 2008, la Galerie des maquette s'est ouverte ; elle présente de nombreuses maquettes anciennes, autrefois conservées dans les réserves. La salle des 8 colonnes et sa verrière, au centre de la Grande Galerie, ont fait l'objet d'une restauration importante à partir de mars 2012,. Ce chantier s'est poursuivi en 2013 malgré la tenue du 50e Salon international de l'aéronautique et de l'espace de Paris-Le Bourget. L'aérogare a été restaurée dans son état d'origine et a rouvert le 14 décembre 2019 pour célébrer le centenaire du musée.
Le musée est un établissement public administratif (EPA) dépendant du ministère des Armées, placé sous la tutelle de la direction de la Mémoire, du Patrimoine et des Archives (DMPA). Depuis le 1er janvier 1994, il est doté de la personnalité morale et de l'autonomie financière.

Les halls
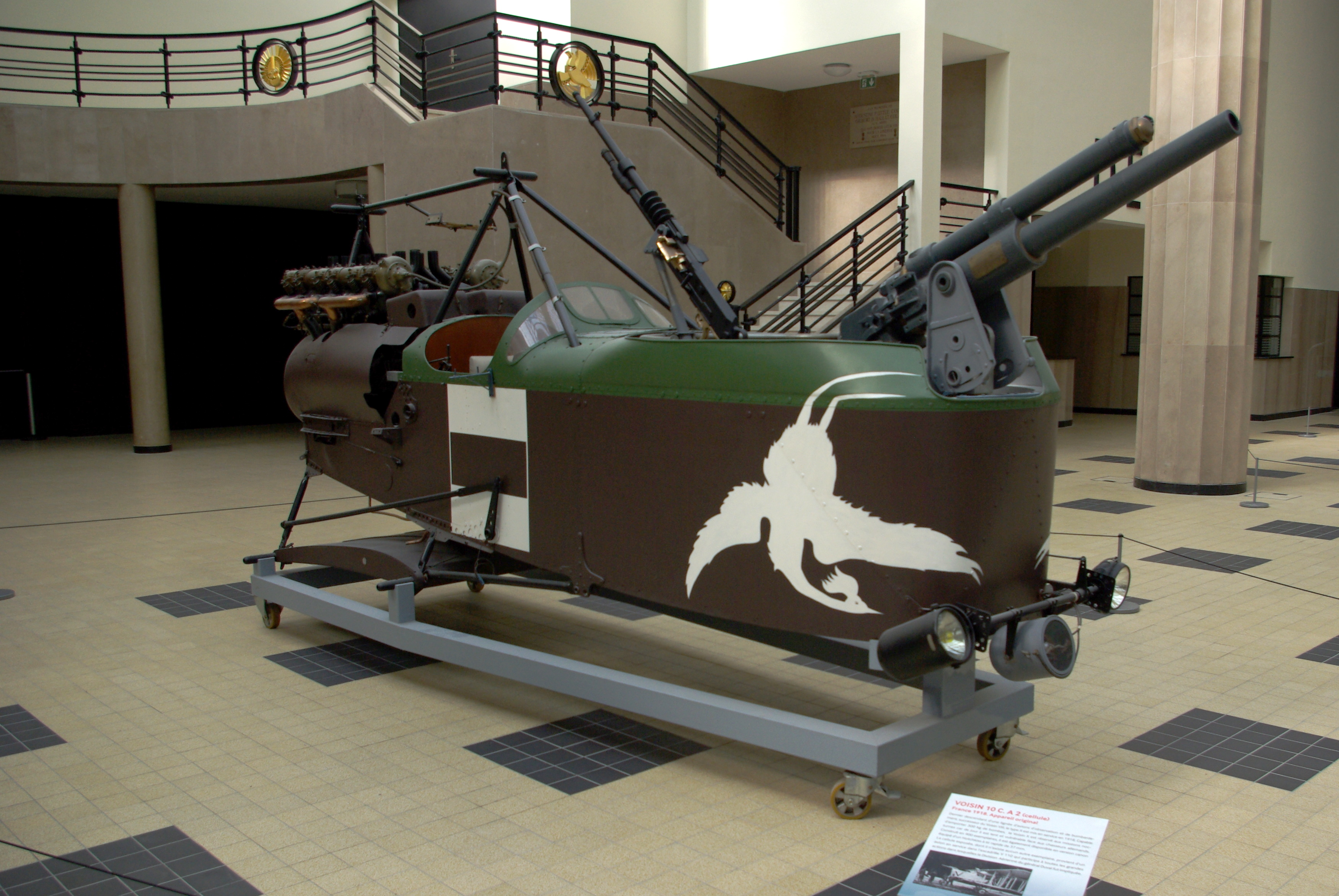
Cellule d'un Voisin 10 CA2 dans la salle des 8 colonnes de la Grande galerie en 2015.
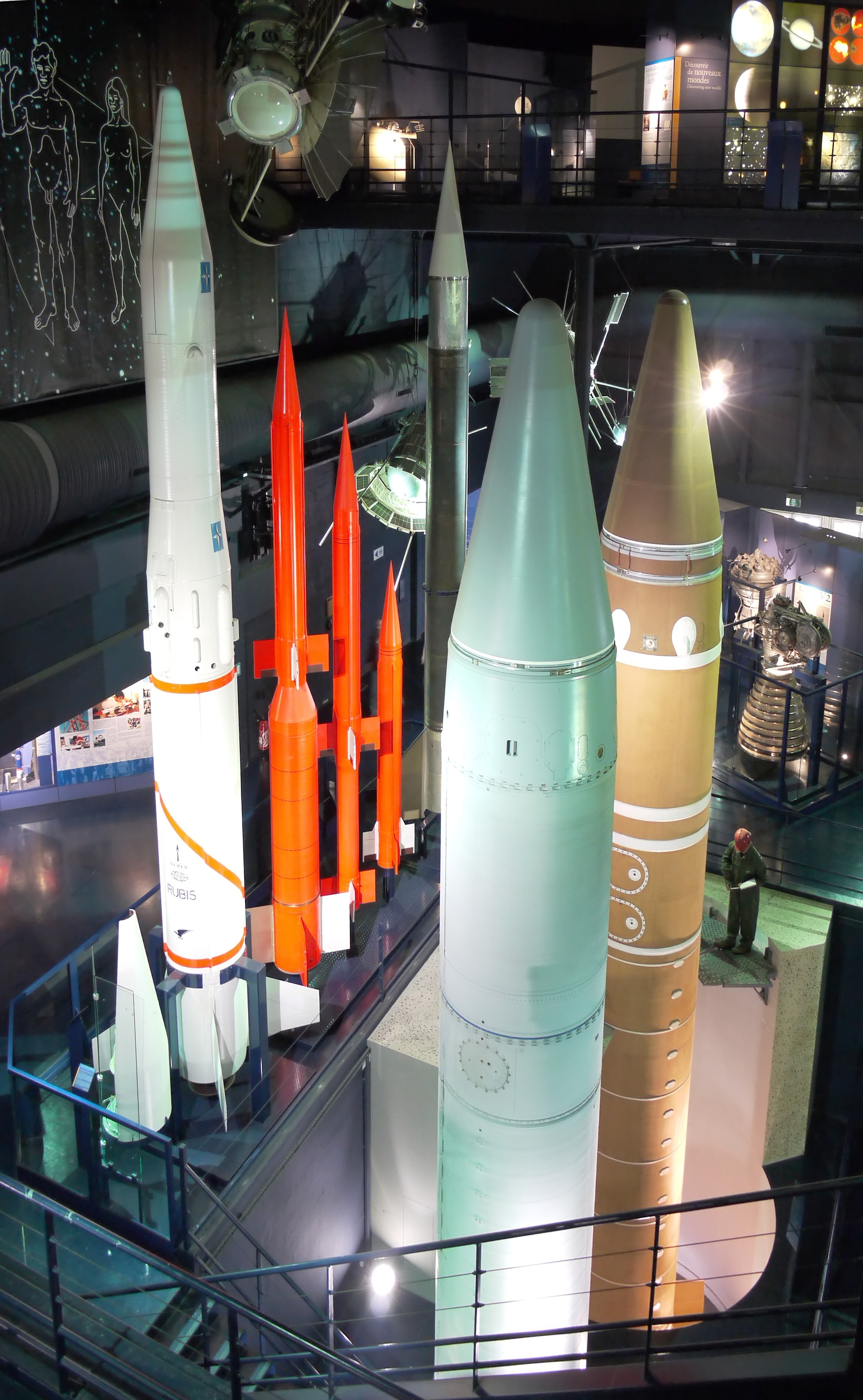
Fusées-sondes et missiles dans le hall de l'Espace.
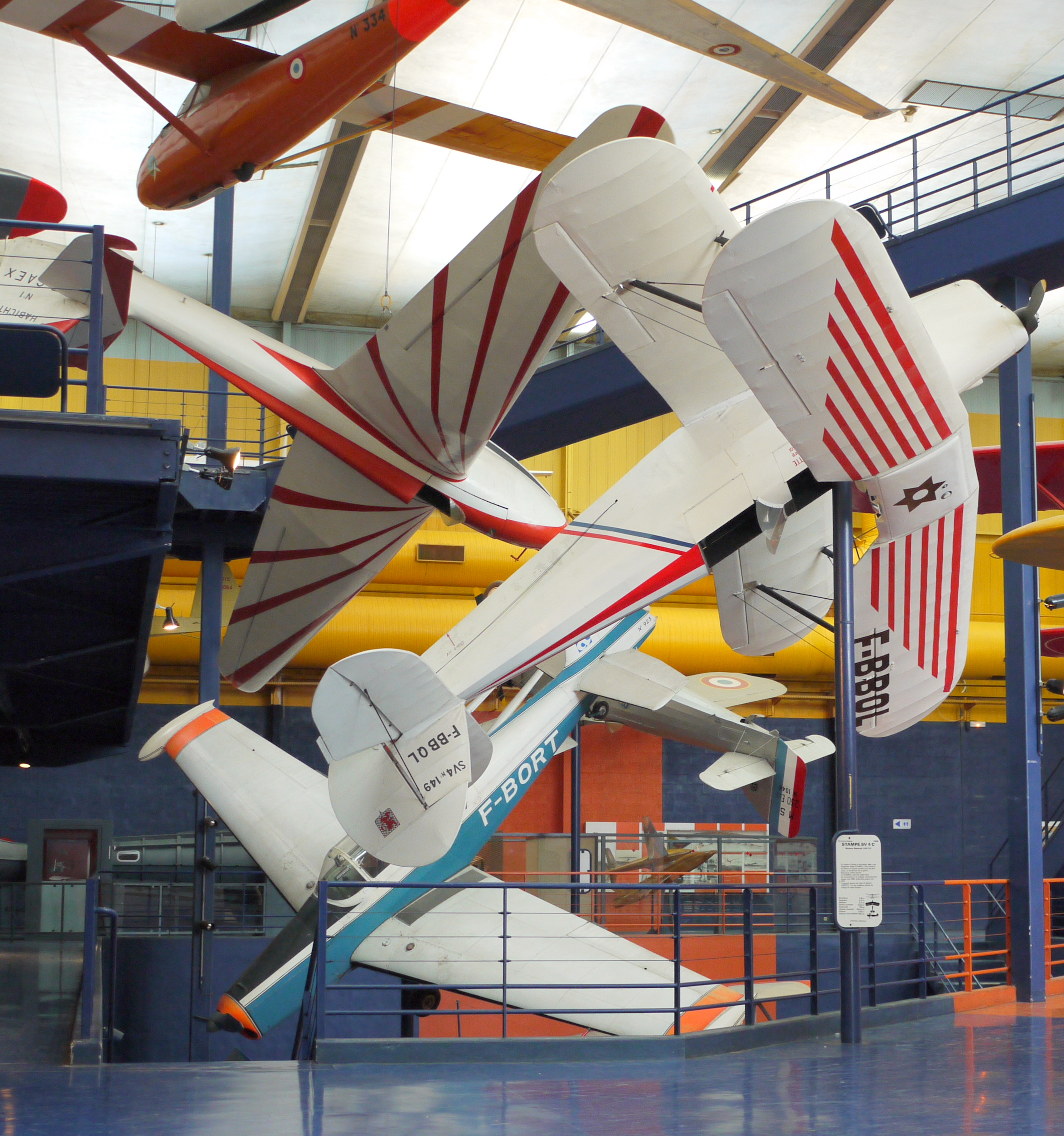
Le hall consacré à l'aviation de loisirs et aux avions de voltige.

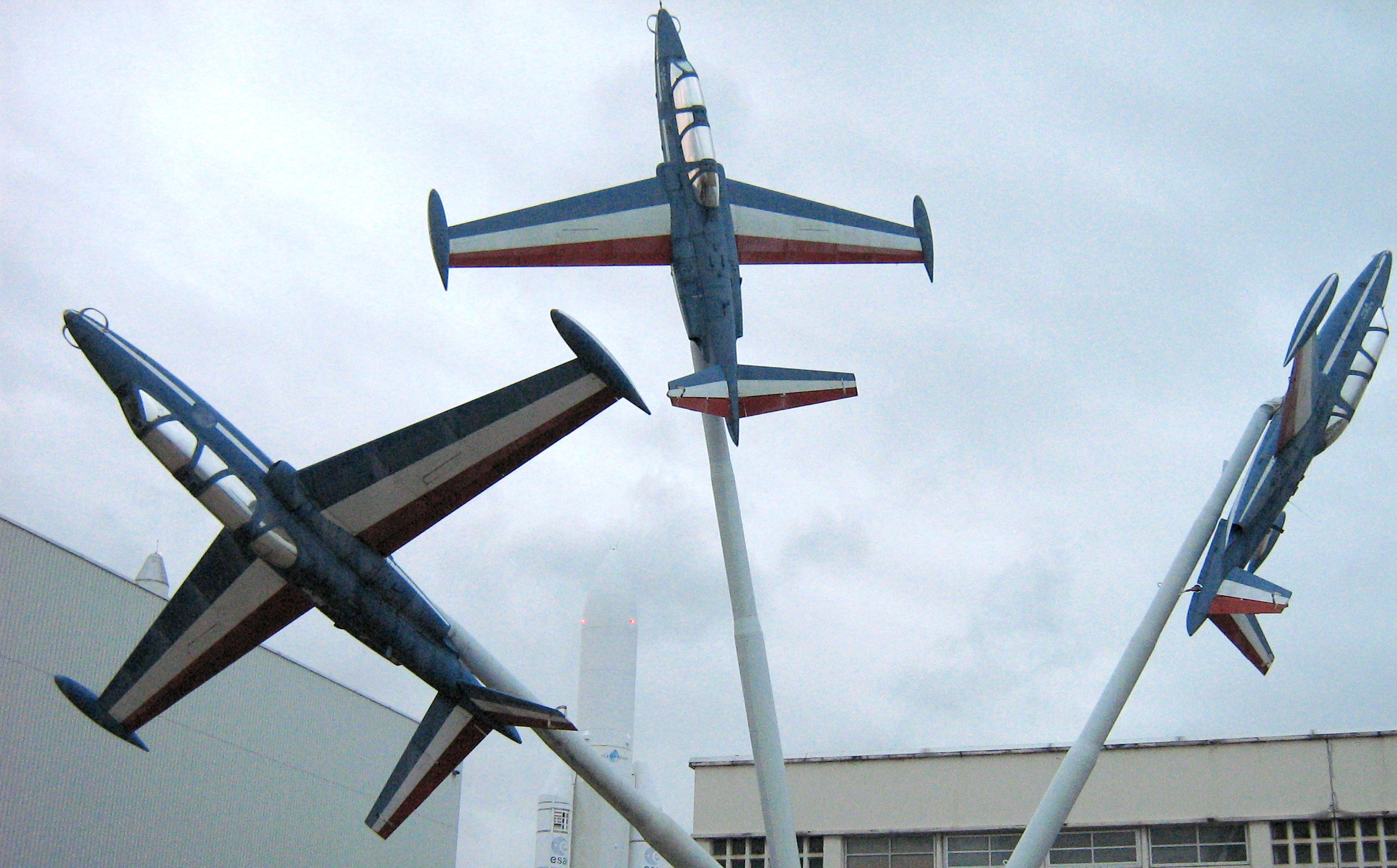
Les trois répliques des Fouga CM-170 Magister à l'entrée du musée (1985-2019).

En 2011, les trois Fouga CM-170 Magister de la Patrouille de France trônant à l'entrée du musée ont été déposés pour des raisons de conservation, à la suite de l'usure extrême de leurs cellules. Ils n'ont pas été remis en place et sont un temps remplacés par des répliques en polyuréthane et en résines, hissées en mai 2013. En raison de vents violents survenus le 10 mars 2019, l'une des copies s'est décrochée et est tombée au sol. La nouvelle Réserve Grands Formats de Dugny de 3 000 m2 et d'un coût de 2,2 millions d'euros, destinée au stockage des grands aéronefs, a été livrée début 2024. 
La fréquentation du musée a atteint 315 787 visiteurs en 2019. Grâce à la création d'un accès direct par la ligne 17 du métro fin 2026, le musée ambitionne de passer à 500 000 entrées annuelles, avec l'ouverture en juin 2025 dans l'ancienne tour de contrôle d'un espace dédié à la navigation et au contrôle aérien dit projet NAVACA, la construction d'un planétarium doté d'un dôme de quatorze mètres de haut contre huit auparavant, puis l'ouverture en 2027 d'un nouveau hall d'un coût de 8,1 millions d'euros, dédié à l’aviation civile, commerciale, légère et sportive après 1945, dénommé projet Astreos.

## Collections
Le musée conserve plus de 40 000 objets relatifs à la conquête de l'air et de l'espace (avions, moteurs, instruments, objets d'art et techniques) et possède un centre de recherche et de documentation de plus de 560 000 documents.

### Médiathèque
La médiathèque, réaménagée et portée à 738 m² le 1er février 2023, comporte une salle audiovisuelle aménagée dans la carlingue d'un Airbus A380, une ludothèque et une bibliothèque de 1 600 livres et 103 revues qui sont en libre accès sur 415 m² ; ainsi qu'une salle de recherche dont le catalogue n'est qu'en partie numérisé et qui compte :
- 500 000 photographies, dont 80 000 plaques de verre ;
- 28 000 ouvrages depuis le XVIe siècle ;
- 19 000 dessins, gravures et affiches ;
- 2 500 titres de périodiques depuis le XVIIIe siècle ;
- 10 000 notices techniques ;
- 1 900 plans d'appareils ;
- 1 522 documents audiovisuels numérisés, comprenant des films remontant à 1908.
- 120 fonds d'archives ;

Sur les plus de 400 aéronefs de la collection, 120 sont exposés au public dans 11 halls et sur la piste.

### Avant 1900: les pionniers
Le musée présente dans la Grande Galerie de nombreuses maquettes et gravures à commencer par le vol d'Icare. Il expose également une importante collection de moteurs, de nacelles et d'autres éléments d'engins plus légers que l'air (montgolfières, ballons et dirigeables), ainsi que de nombreux objets courants illustrant le thème des aérostats (vaisselle, sculptures, etc.) :
- Médaillon des frères Montgolfier par Jean-Antoine Houdon (1783)
- Reproductions d'aquarelles sur papier de Nicolas-Jacques Conté sur la fabrication des aérostats militaires au château de Meudon fin du XVIIIe siècle.

Fabrication des aérostats militaires au château de Meudon fin du XVIIIe siècle. Aquarelles sur papier de Nicolas-Jacques Conté.
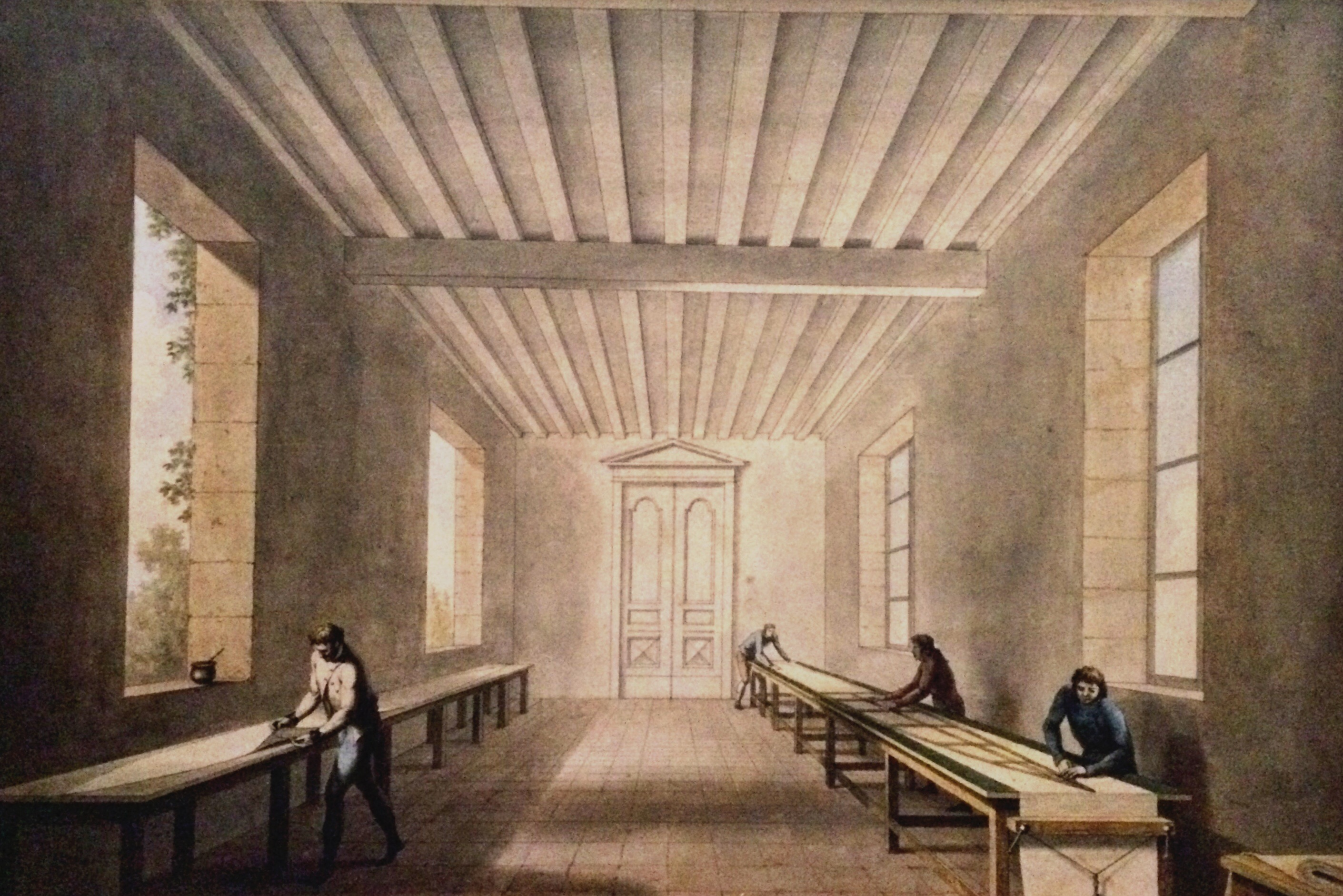
Découpage des toiles pour composer des fuseaux (1/5).
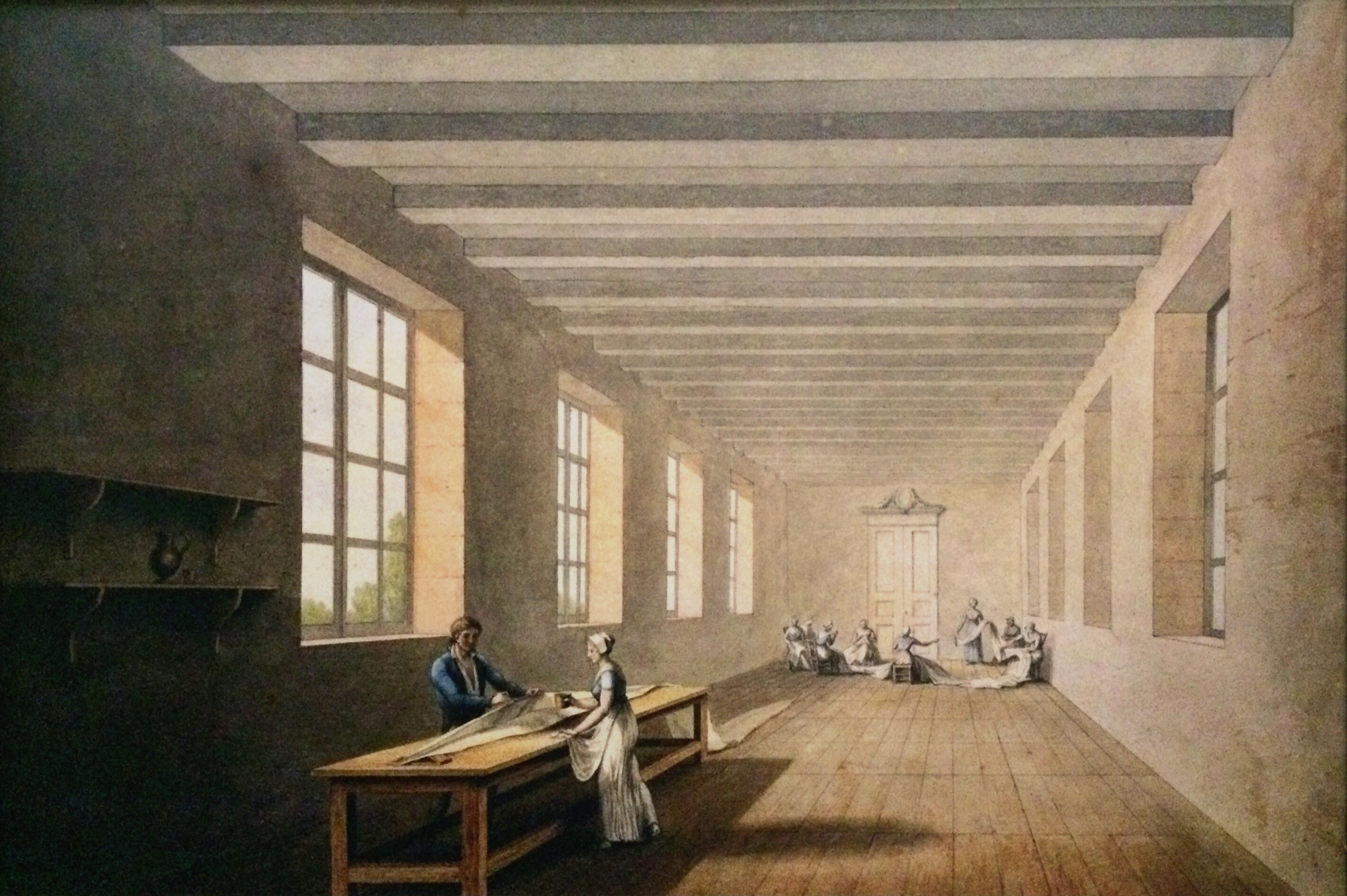
Assemblage des fuseaux (2/5).
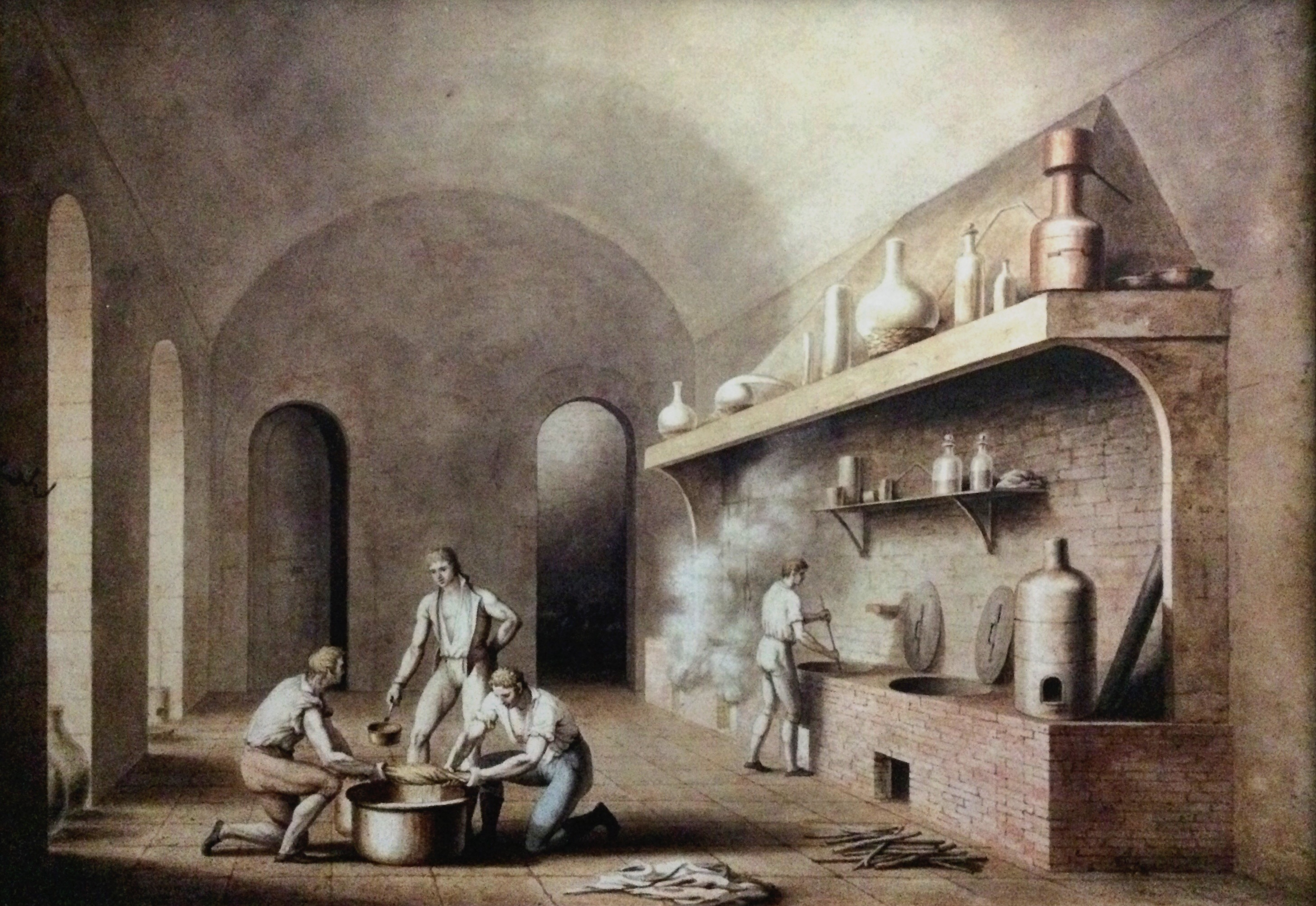
Préparation du vernis (3/5).
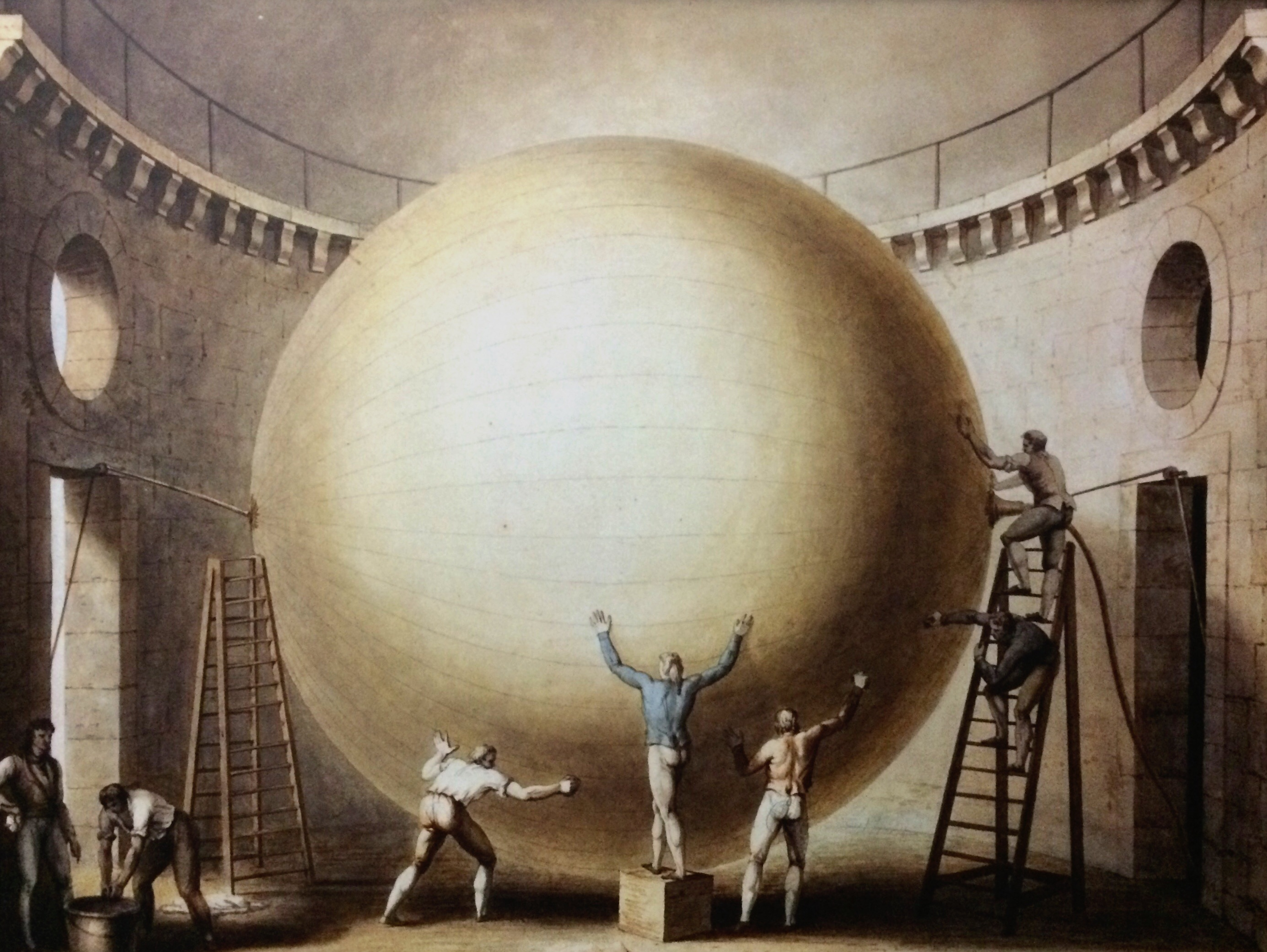
Étalage du vernis et vérification des joints (4/5).
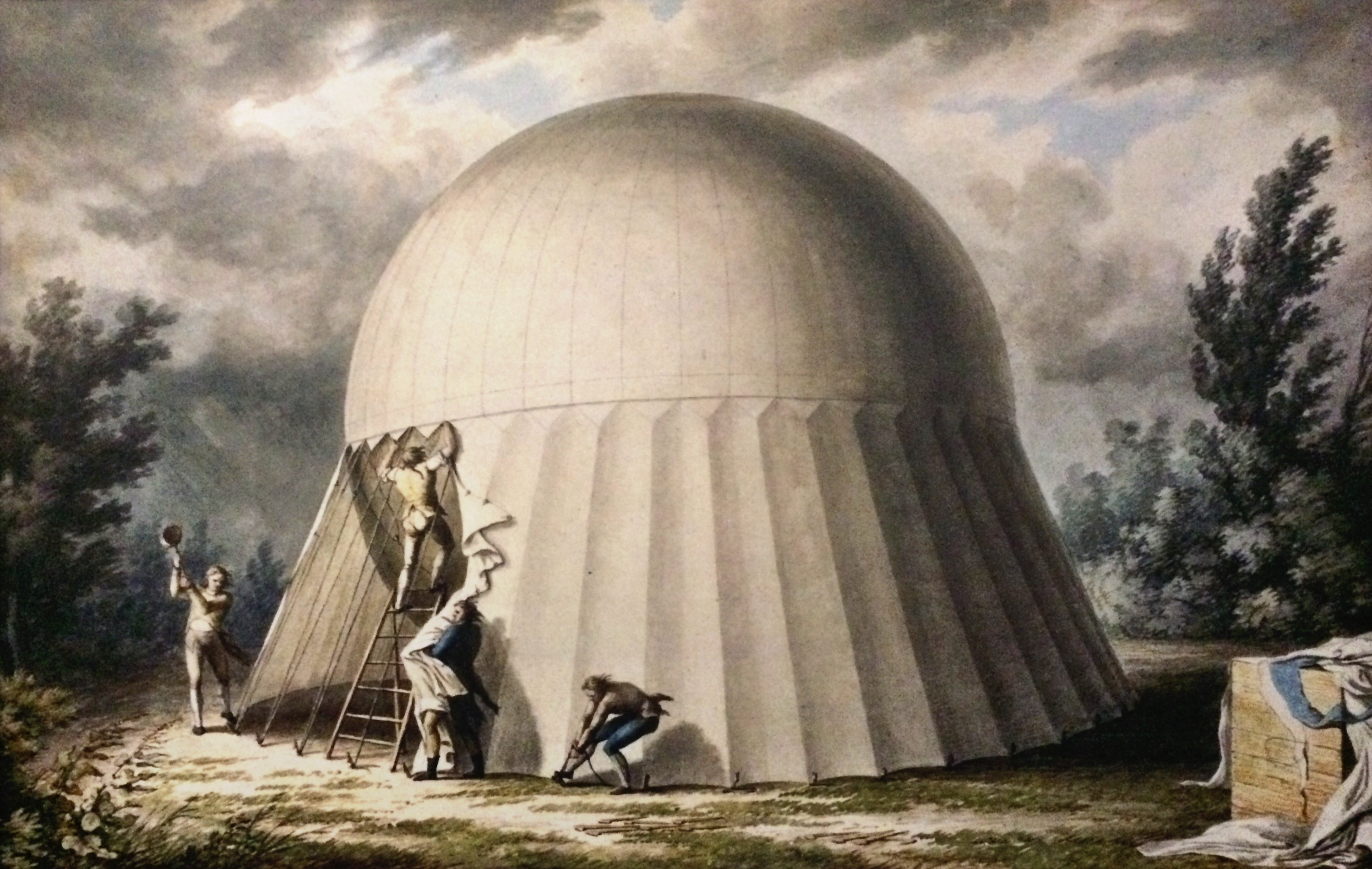
Aérostat au campement sous sa tente de protection (5/5).

Le musée expose également plusieurs originaux et reconstitutions des premiers engins volants des XVIIIe siècle et XIXe siècle :
- la maquette au 1/6,3e de la montgolfière du 1er vol habité de Jean-François Pilâtre de Rozier depuis la Folie Titon à Paris, le 19 octobre 1783.
- la réplique de la Barque ailée de Jean-Marie Le Bris brevetée en 1857 ;
- le planeur Massia-Biot (30 kg), le plus vieux « plus lourd que l'air » original, 1879 ;
- la nacelle du dirigeable La France, le premier à réaliser un circuit fermé, 1884 ;
- un planeur d'Octave Chanute, seul original subsistant, 1896 ;
- la nacelle du dirigeable de Santos Dumont, vainqueur du prix Deutsch de La Meurthe, 1901 ;
- une réplique de 1920 d'un planeur d'Otto Lilienthal de 1895.

Avant 1900 : Le temps des pionniers
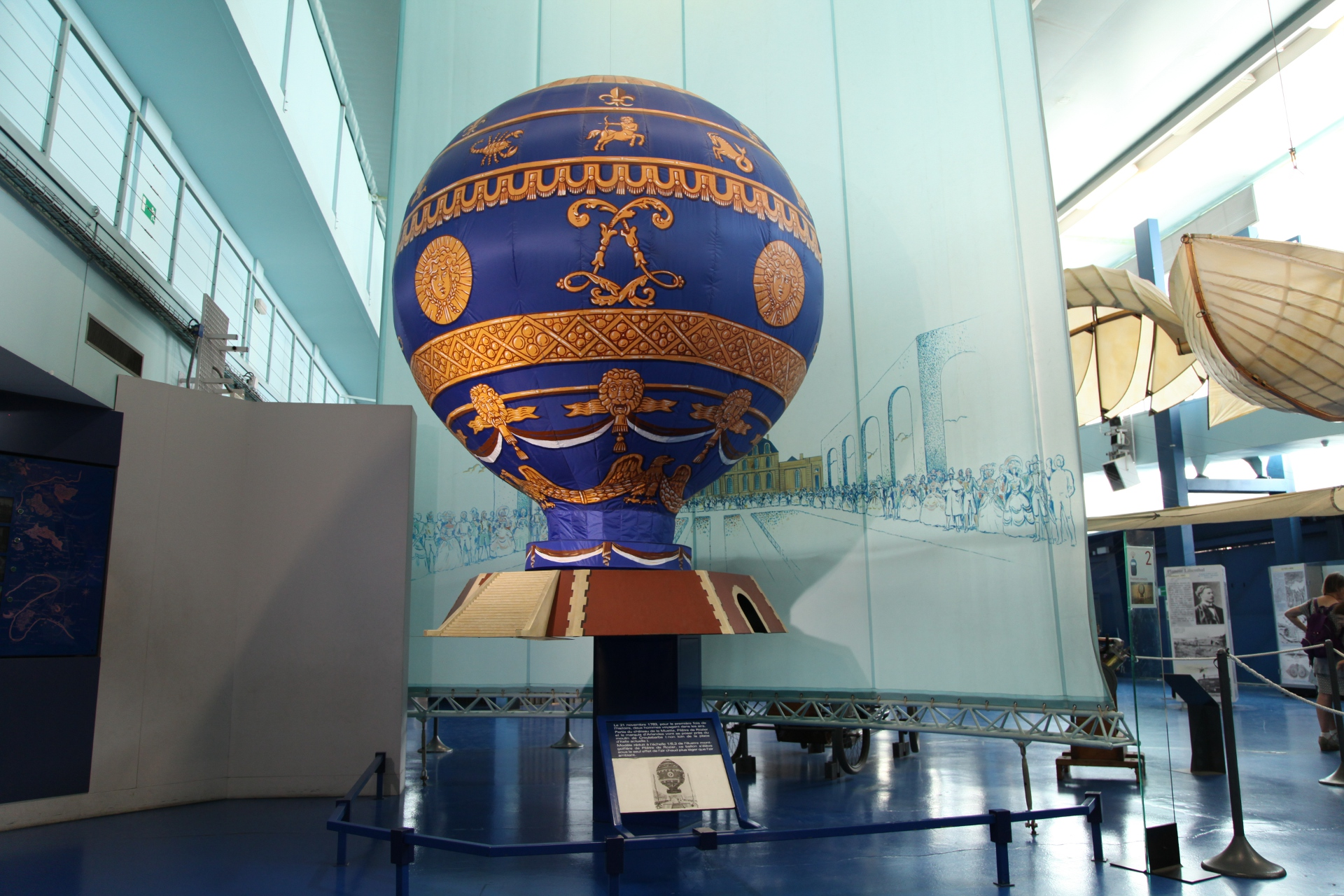
1783 : maquette de Montgolfière.
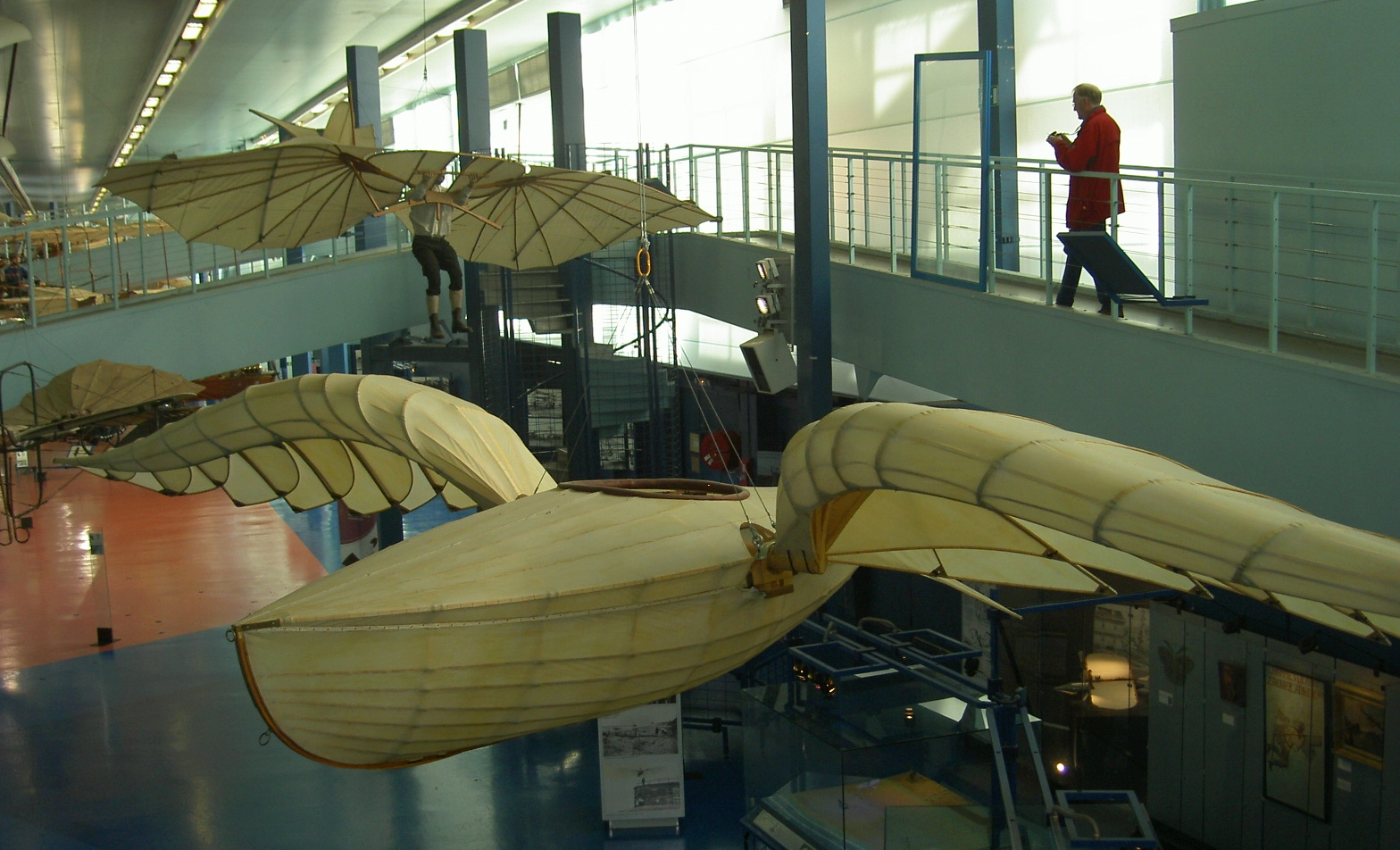
1857 : réplique de la Barque aillée de Jean-Marie Le Bris.
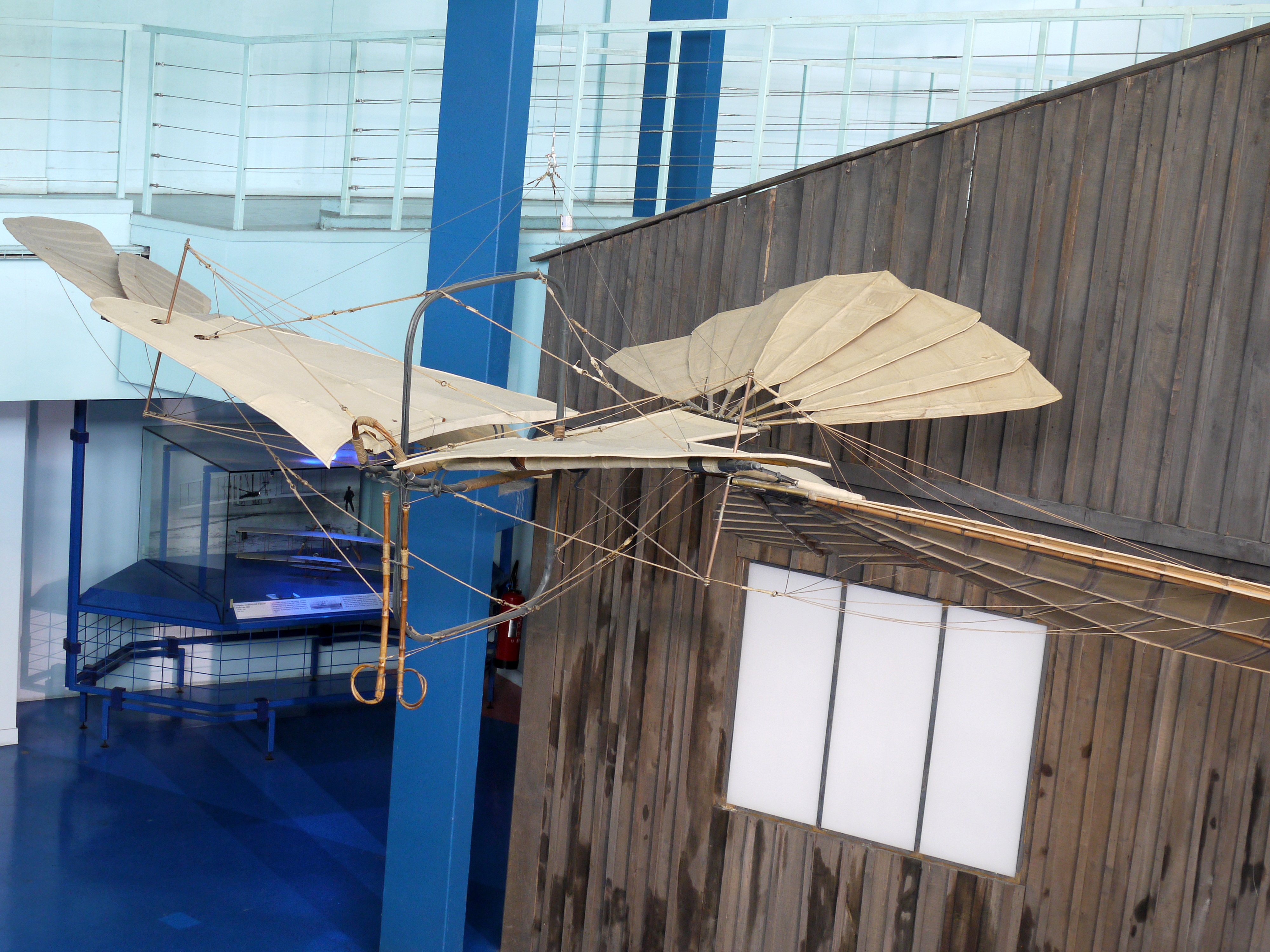
1879 : le planeur Massia-Biot.
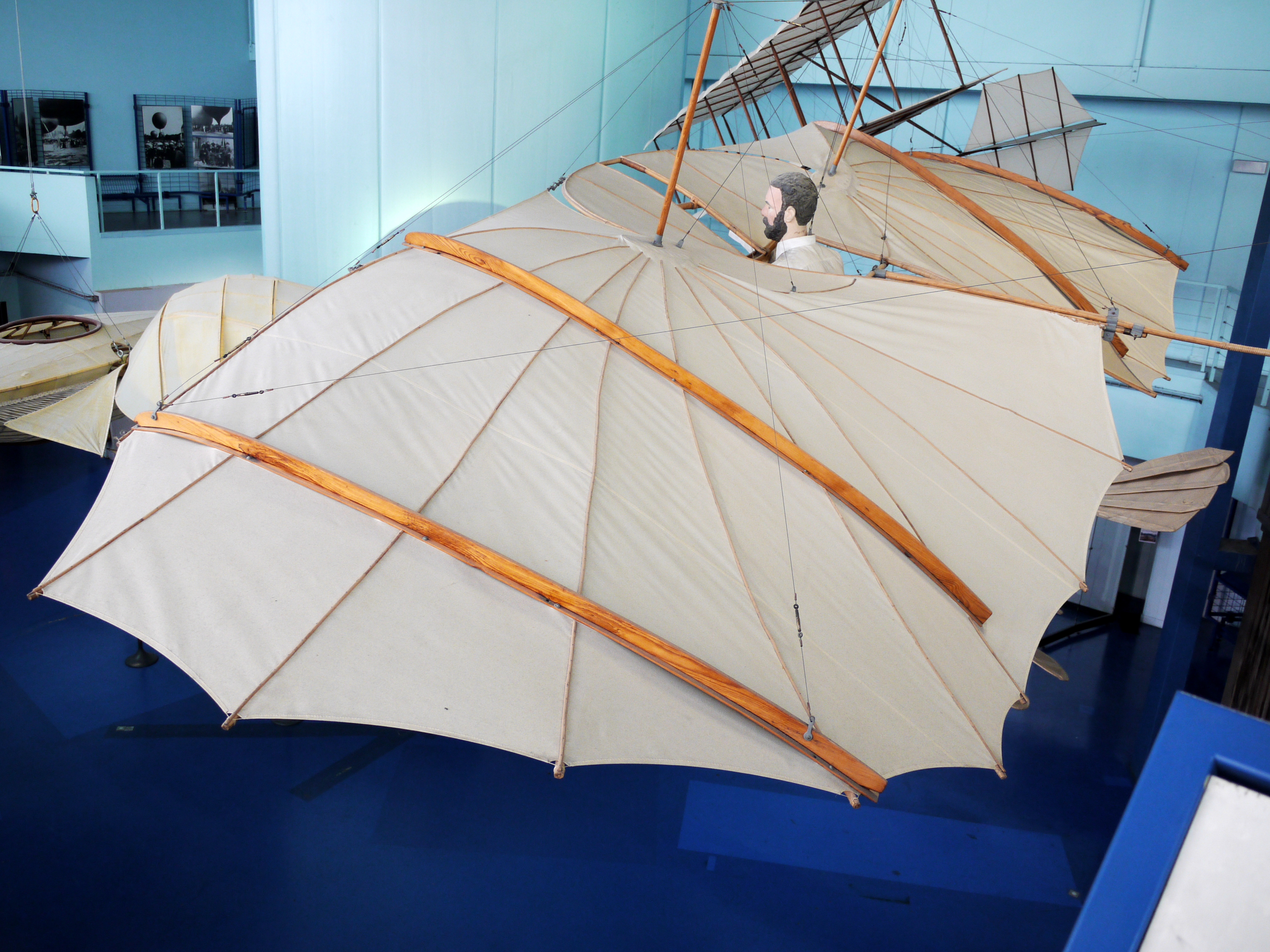
1895 : réplique du planeur d'Otto Lillienthal.

### Débuts de l'aviation
La plus grande collection mondiale d'appareils des débuts de l'aviation, jusqu'en 1920, est exposée dans la Grande galerie, avec : 
- l'aéroplane de Trajan Vuia, 1906 ;
- le Voisin-Farman de 1907 (530 kg) qui réalisa le premier circuit fermé d'un kilomètre (réplique construite par les ateliers Voisin en 1919), supposant la faculté de virer ;
- la Demoiselle d'Alberto Santos-Dumont (130 kg avec le moteur), vers 1908 ;
- le Levavasseur Antoinette, 1908 ;
- l'Astra-Wright type BB "Baby", 1910 ;
- le REP type D, 1910 ;
- l'hydravion d'Henri Fabre qui décolla en 1910 de l'étang de Berre ;
- la réplique du Coandă de 1910, le premier avion à réaction (exposé dans le Hall Concorde) ;
- le Deperdussin B, 1911 ;
- le Farman HF.20, 1912 ;
- le Morane-Saulnier type « H », un des premiers appareils fiables qui permit à Roland Garros de traverser la mer Méditerranée, 1913 ;
- un Blériot XI de 1914 du type de celui qui traversa la Manche le 25 juillet 1909 ;
- le Deperdussin « monocoque », un des premiers à dépasser les 200 km/h, vers 1914 ;
- le Nieuport IIN, modèle de 1920.

Débuts de l'aviation
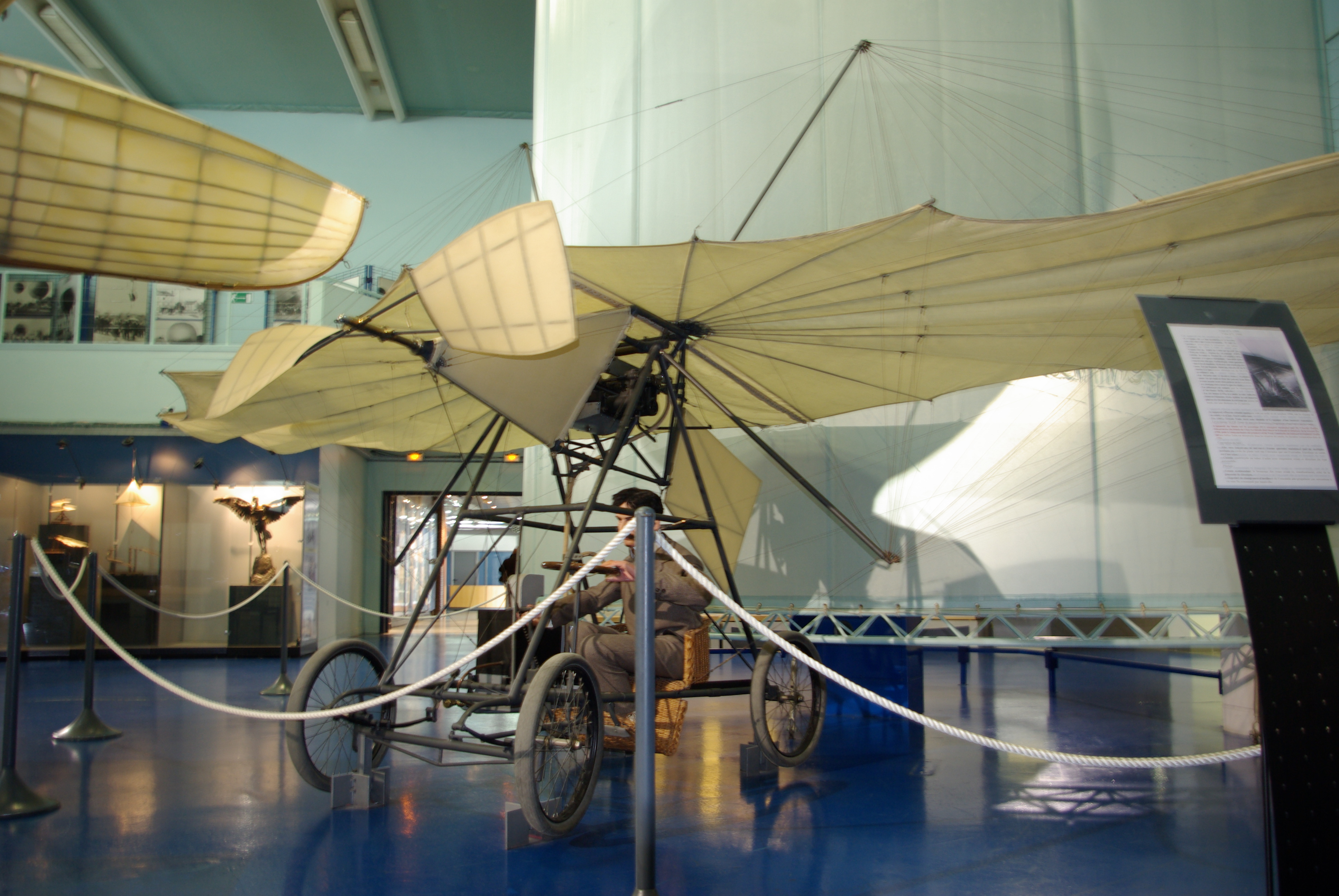
1906 : Vuia N°1.
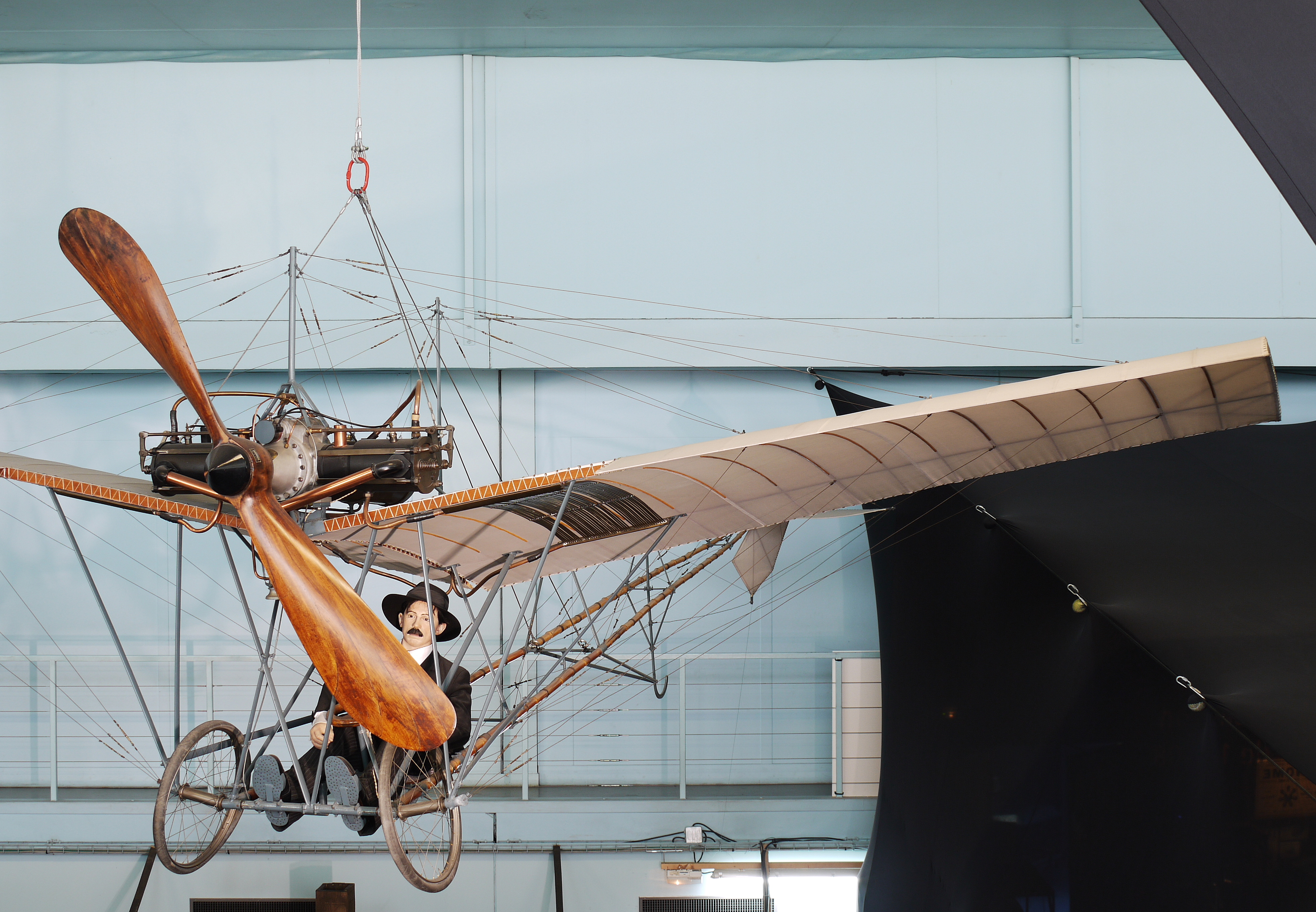
1907 : Demoiselle d'Alberto Santos-Dumont.
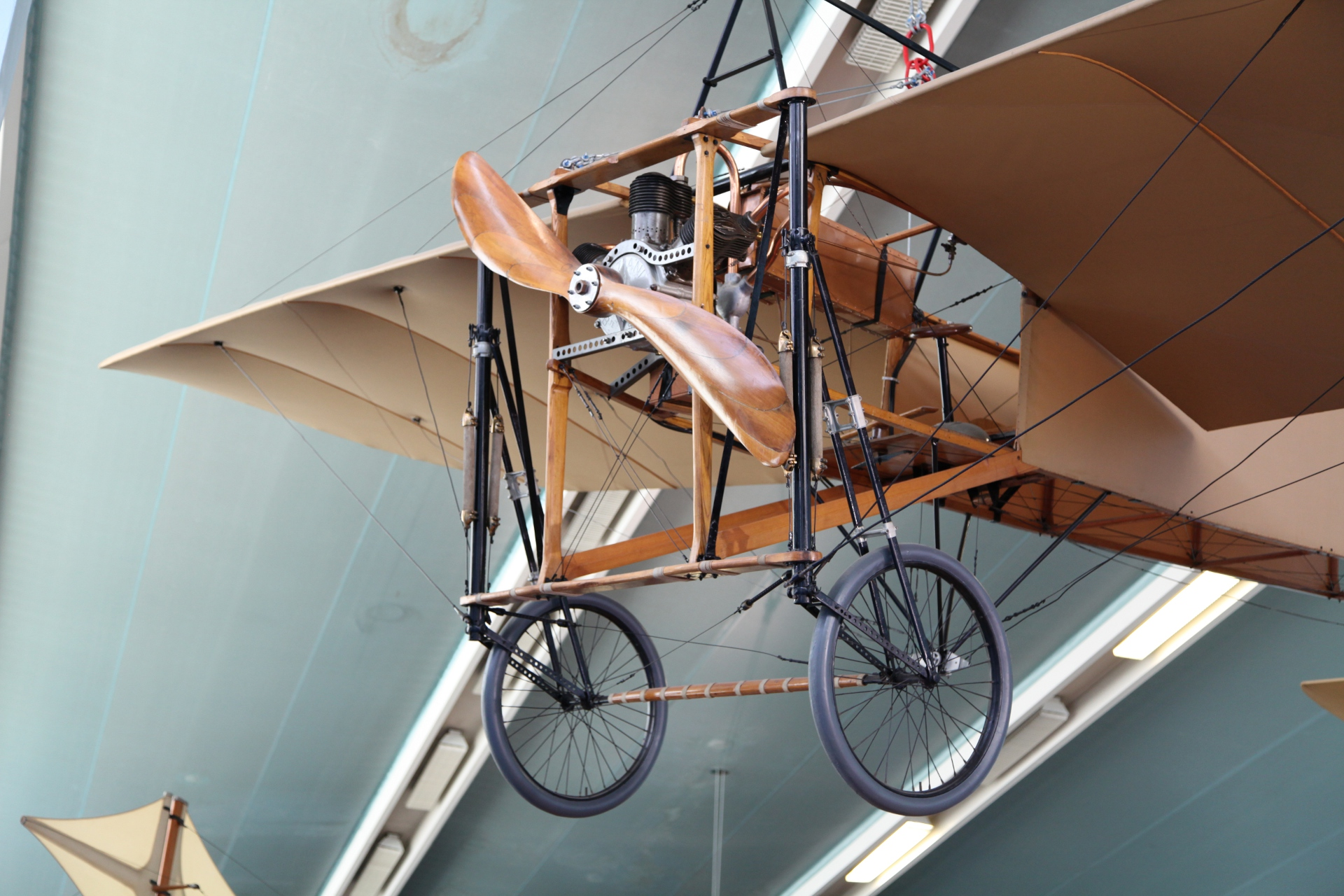
1909 : Blériot XI.
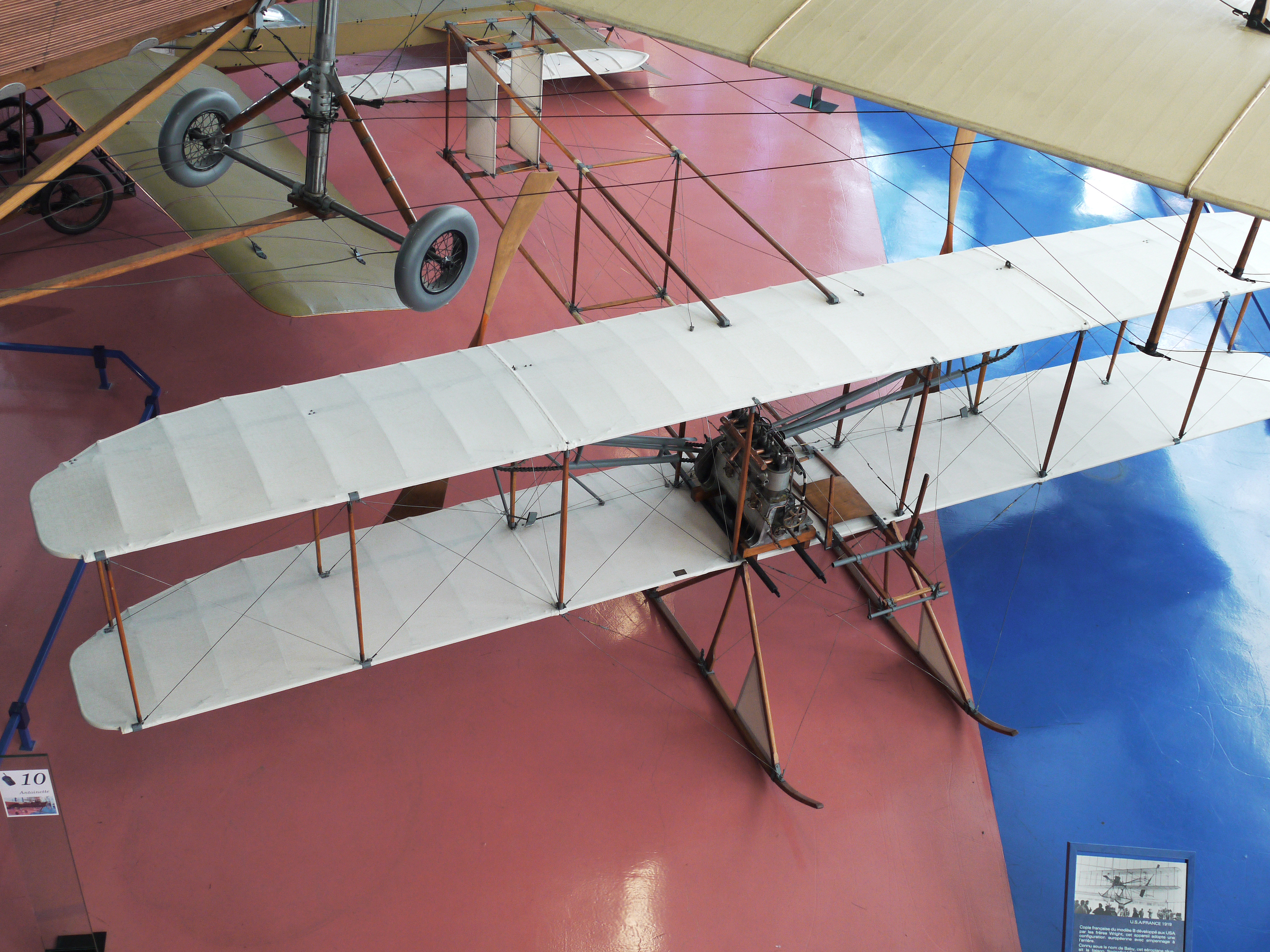
1910 : Astra-Wright.

### Première Guerre mondiale
Le musée présente dans l’aérogare du Bourget une grande exposition permanente interactive sur la guerre aérienne de 1914-1918. Au début du conflit, les avions sont essentiellement utilisés pour la reconnaissance. Très vite, les pilotes engagent le combat avec les appareils ennemis. La première victoire aérienne est remportée par Joseph Frantz et Louis Quenault, le 5 octobre 1914, sur un biplan Voisin III. Le commencement de la  bataille de Verdun (1916) marque les débuts de la chasse aérienne. C'est le temps des as comme René Fonck et Georges Guynemer dont l'un des appareils est exposé : un SPAD S.VII.
De nombreux appareils, témoins de l'essor engendré par la Première Guerre mondiale, sont présentés :
- Farman MF.7, 1913 ;
- REP type K, 1913 ;
- Caudron G.3 N°203, 1914 ;
- Caudron G.4, 1915 ;
- Nieuport XI, 1915 ;
- Voisin L.A.S, 1915 ;
- SPAD VII du capitaine Georges Guynemer, dit le "Vieux Charles", 1916 ;
- Breguet XIV A2, 1917 ;
- De Havilland DH.9, 1917 ;
- fuselage d'usine et moteur de chasseur Spad XIII, 1918 ;
- Junkers J 9, 1918 ;
- Fokker D.VII, 1918 ;
- nacelle du Zeppelin LZ 113, 1918.

Le musée recrée aussi l'atmosphère d'une base aérienne avec ses baraquements Adrian abritant le bureau du chef d'escadrille et le bar[réf. nécessaire].
Ses collections témoignent également du rôle des femmes dans la Grande Guerre avec, notamment, les faïences patriotiques de Madeleine Zillhardt.

Première Guerre mondiale
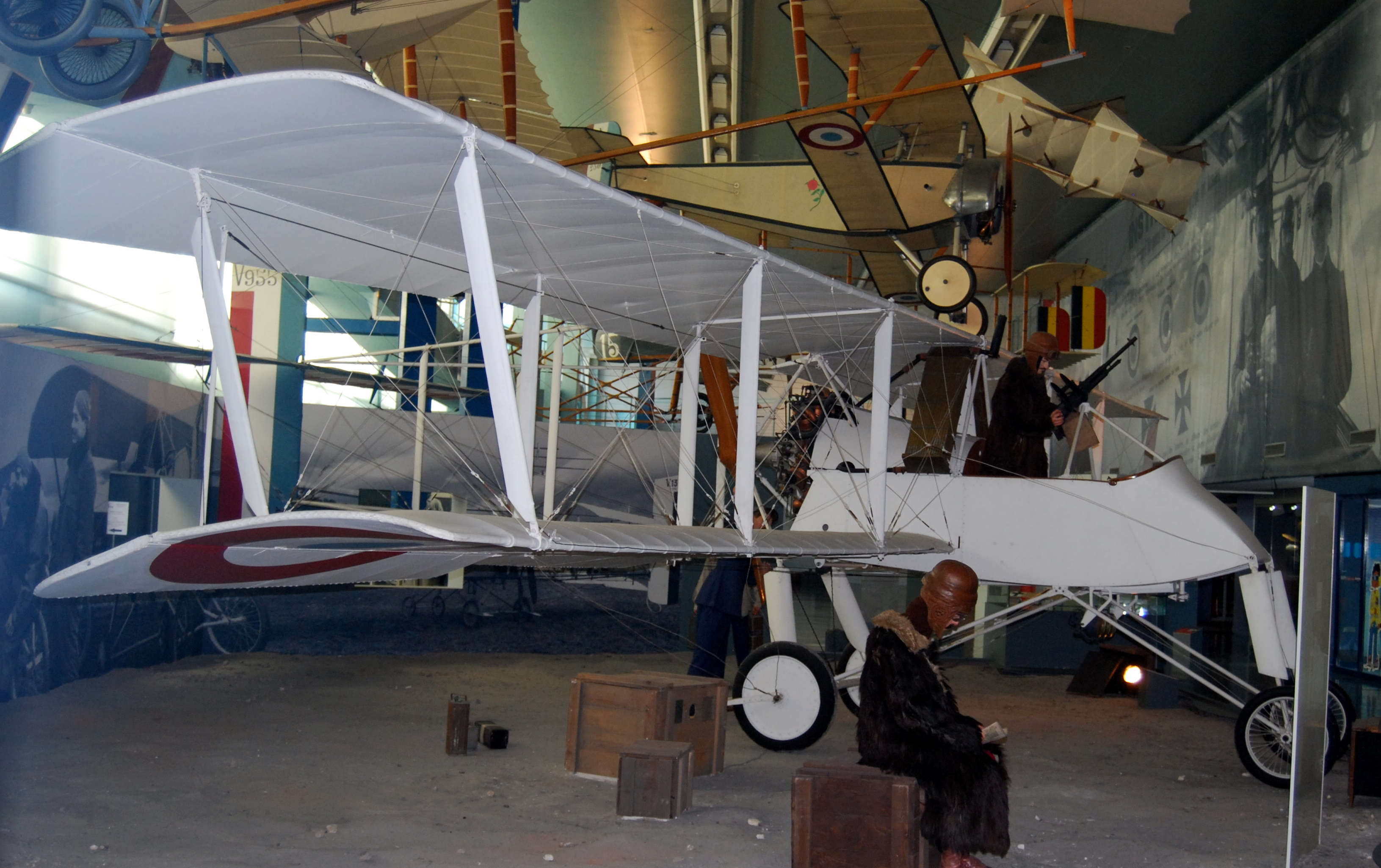
1915 : Voisin LAS.
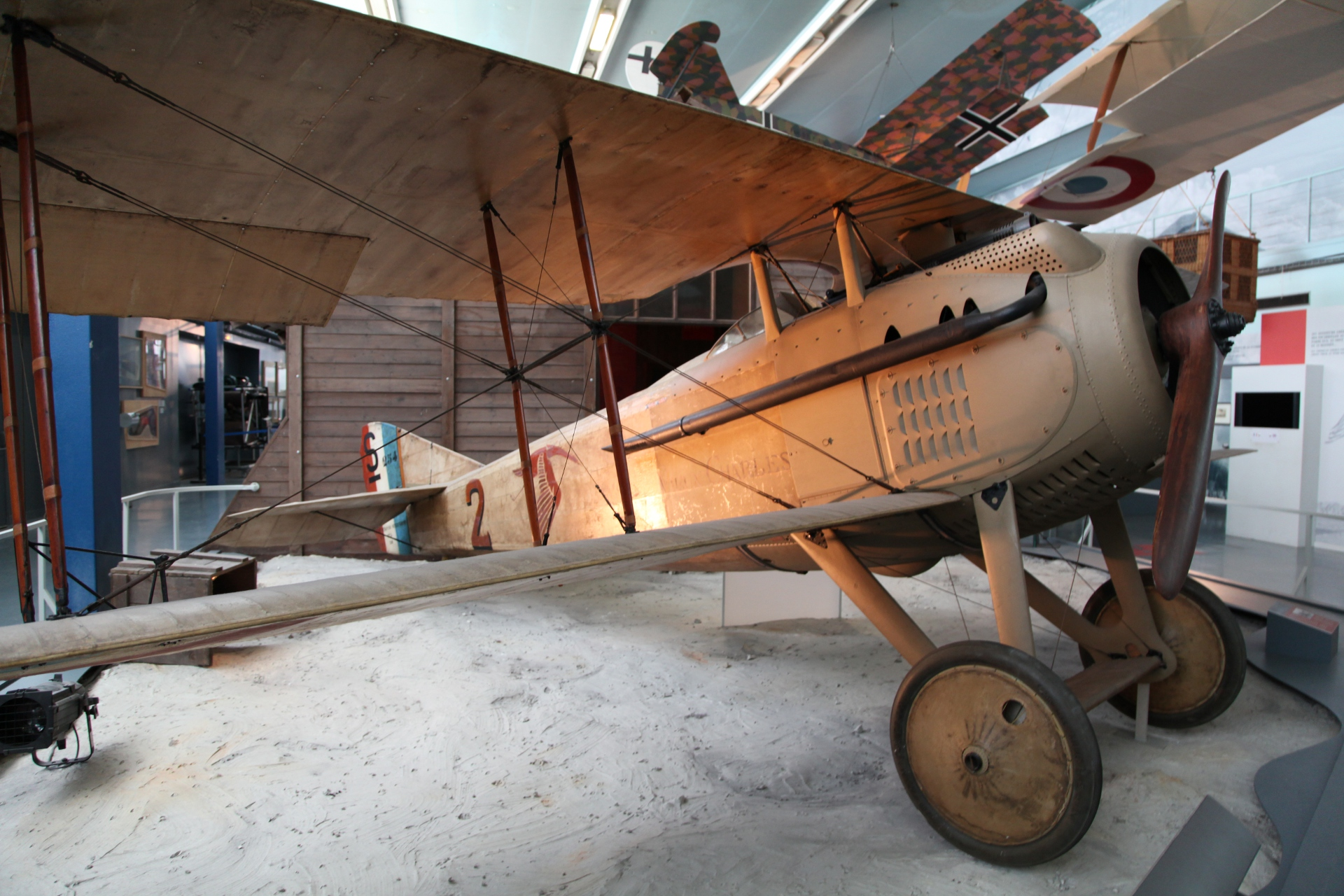
1916 : le Spad S.VII de Guynemer.
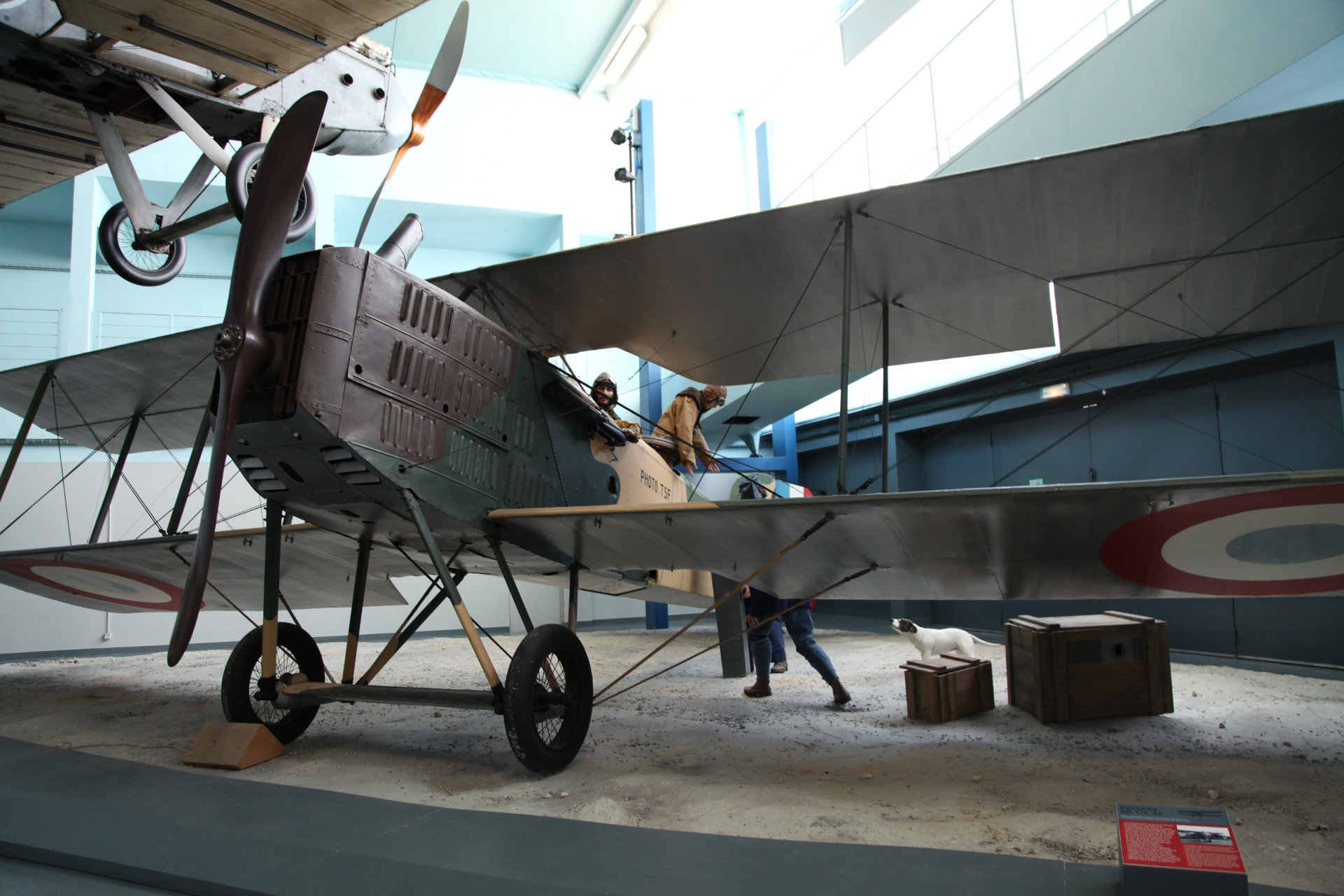
1917 : Breguet XIV.

### Entre-deux-guerres
De l'entre-deux-guerres les progrès sont à l'initiative des États-Unis malgré les :
- Bernard 191 (Oiseau Canari) qui a réalisé la première traversée française de l’Atlantique avec trois hommes d'équipage (Jean Assollant, René Lefèvre et Armand Lotti) et un passager clandestin (Arthur Schreiber), du Maine vers l'Espagne, les 13 et 14 juin 1929 ;
- Breguet 19 Point d'interrogation de Costes et Bellonte qui réalisa Paris-New York le 2 septembre 1930 ;
- Caudron C.60[14] et Caudron Simoun ;
- Potez 53 vainqueur de la coupe Deutsch de la Meurthe à 322 km/h en 1933 ;
- Pou-du-ciel petit monomoteur destiné à l'aviation populaire (1934).
- Morane-Saulnier MS.317.

Le musée dispose de l'unique relique de l'Oiseau blanc, l'avion à bord duquel disparurent Charles Nungesser et François Coli en 1927 lors de leur tentative de rallier Paris et New York par les airs. Il s'agit du train d'atterrissage largué quelques minutes après leur décollage du Bourget le 8 mai 1927 (en réserves sous caisse). Il fut dévoilé au public dans le cadre d'une exposition sur les liaisons aériennes vers l'Outre-mer qui s'est déroulée du 20 juin au 31 décembre 2011.

Entre-deux-guerres
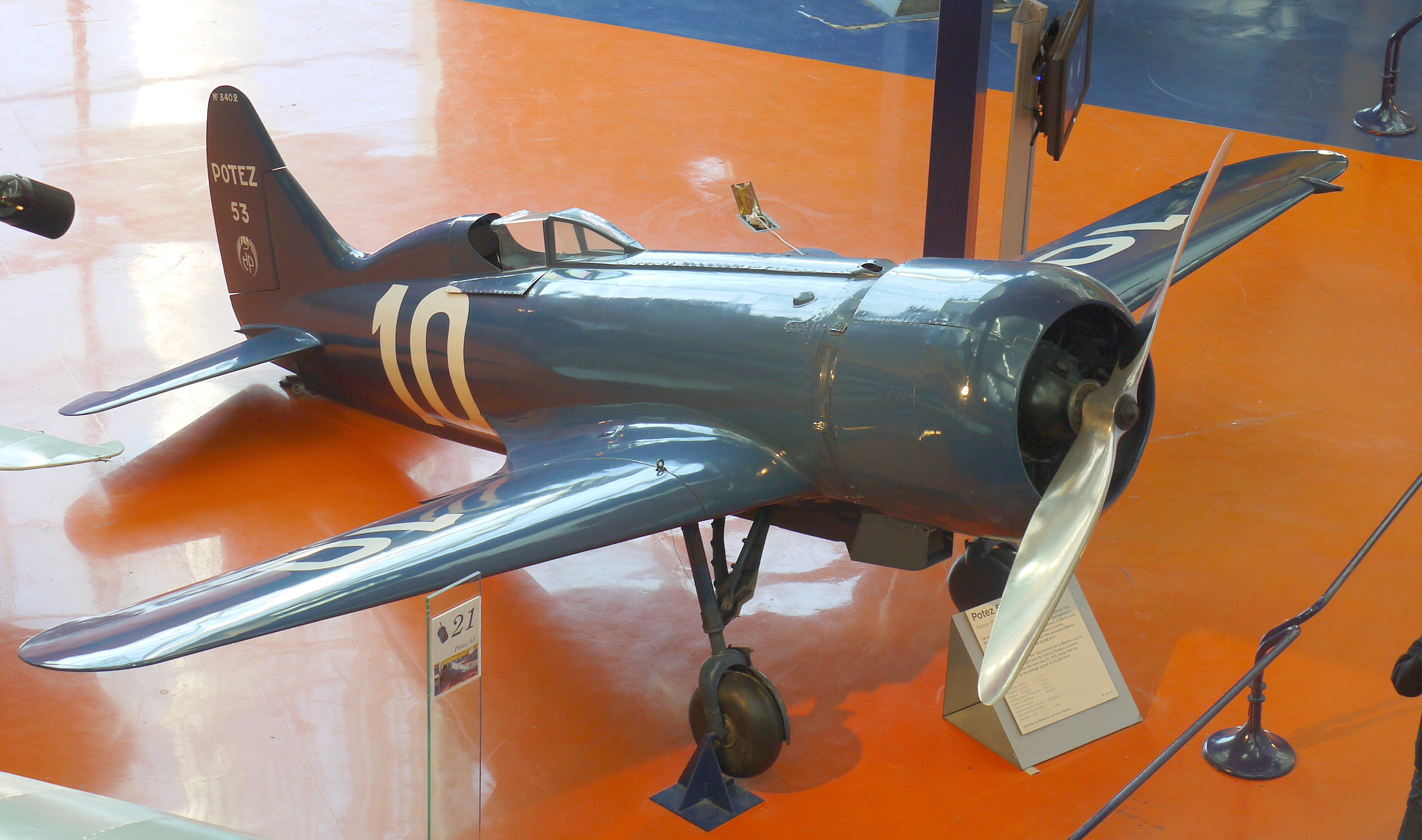
1933 : Potez 53.
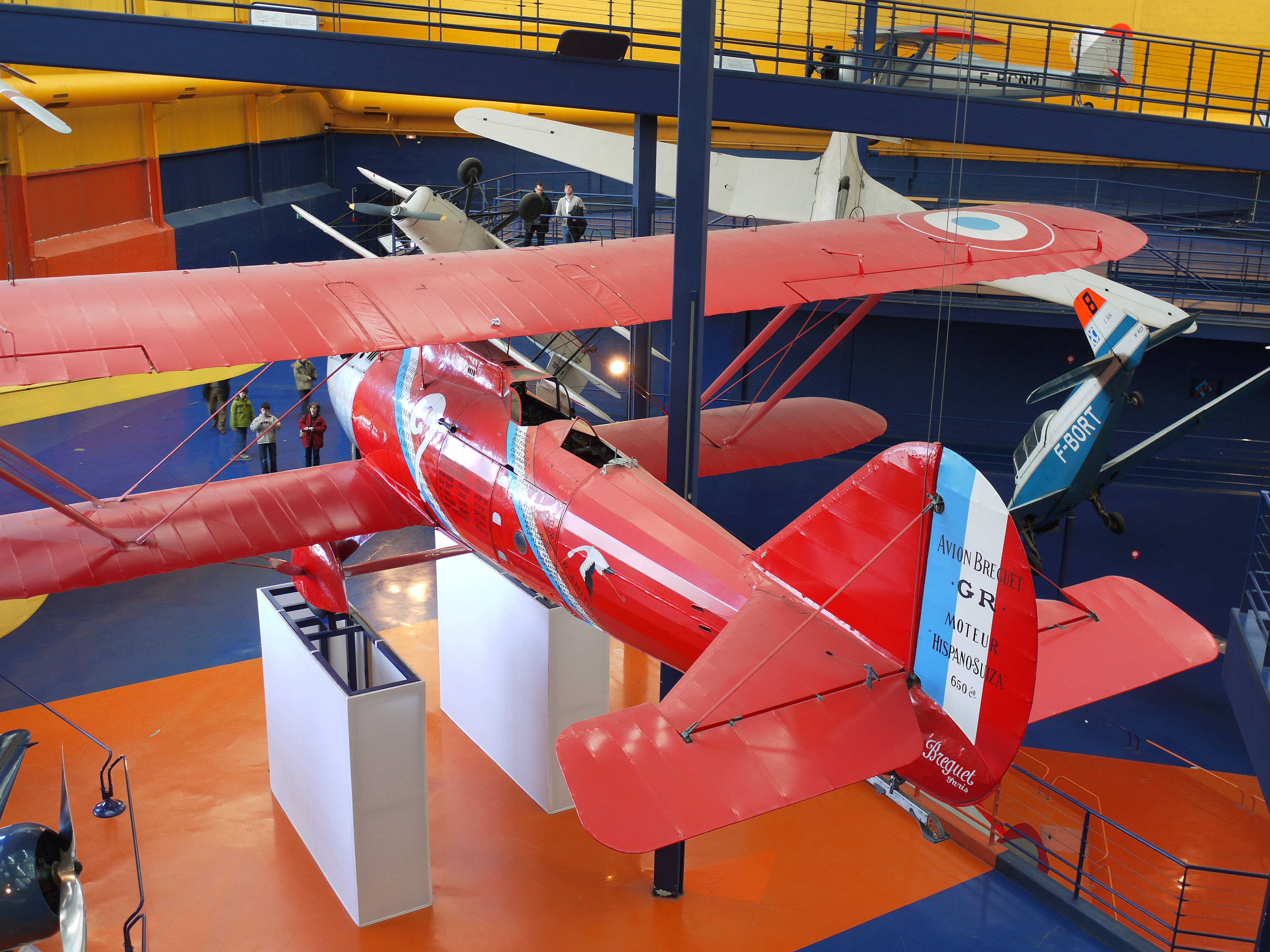
1930: Le Point d'interrogation de Costes et Bellonte.
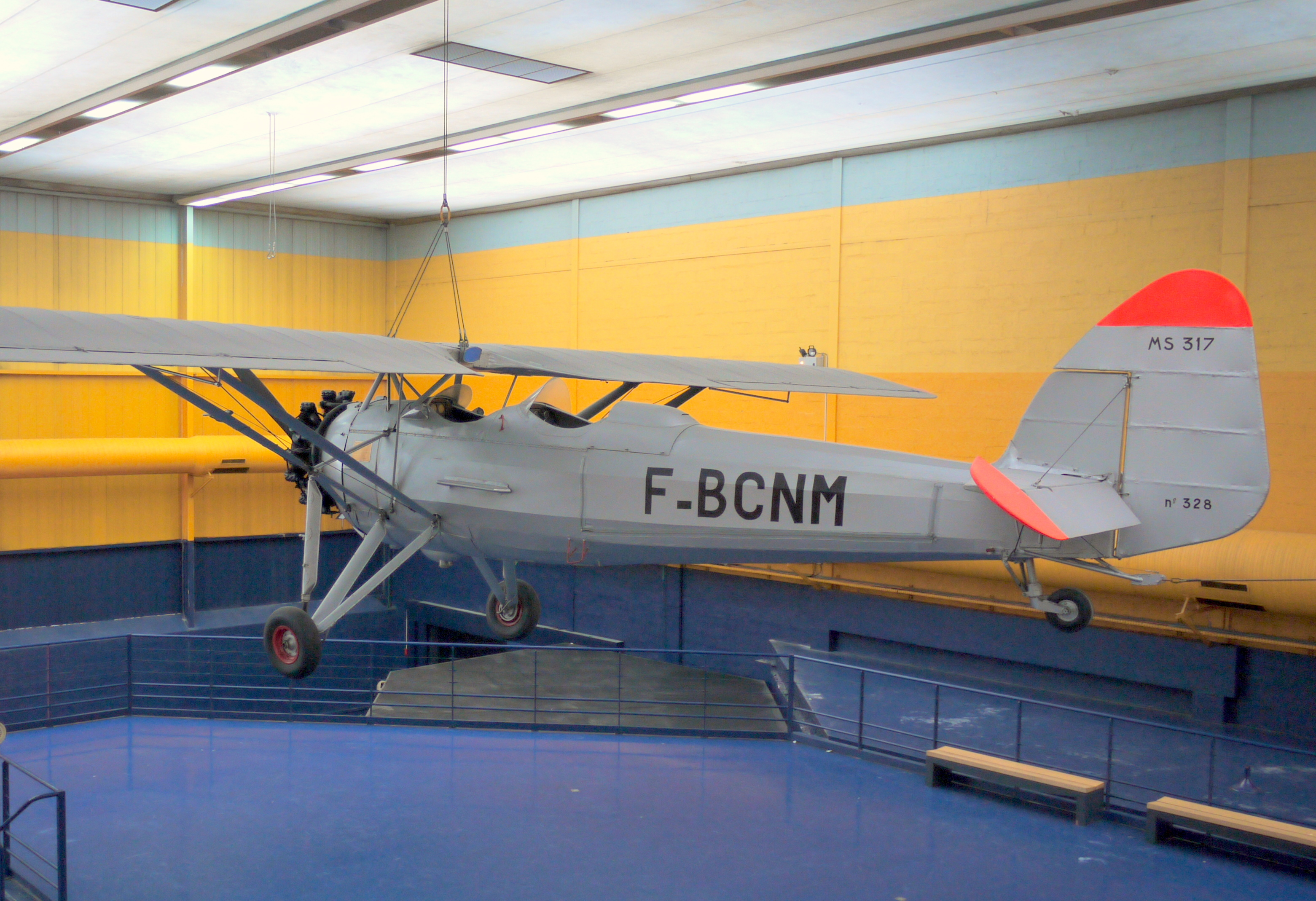
1930 : Morane-Saulnier MS.317.

### Aviation militaire durant la Seconde Guerre mondiale
Plusieurs appareils allemands (Focke-Wulf Fw 190), américains (P-47, P-51 Mustang), britanniques (Spitfire), soviétiques (Yak-3) de la Seconde Guerre mondiale voisinent avec les témoins français, dont le Dewoitine D.520. Le musée possède également dans ses collections un bombardier CASA 2.111 présenté sous la cocarde de l'Ejército del aire, la force aérienne espagnole. Ce n'est pas le seul bimoteur présent puisqu'un Douglas C-47 Skytrain y est aussi exposé, quant à lui, sous les couleurs des États-Unis.

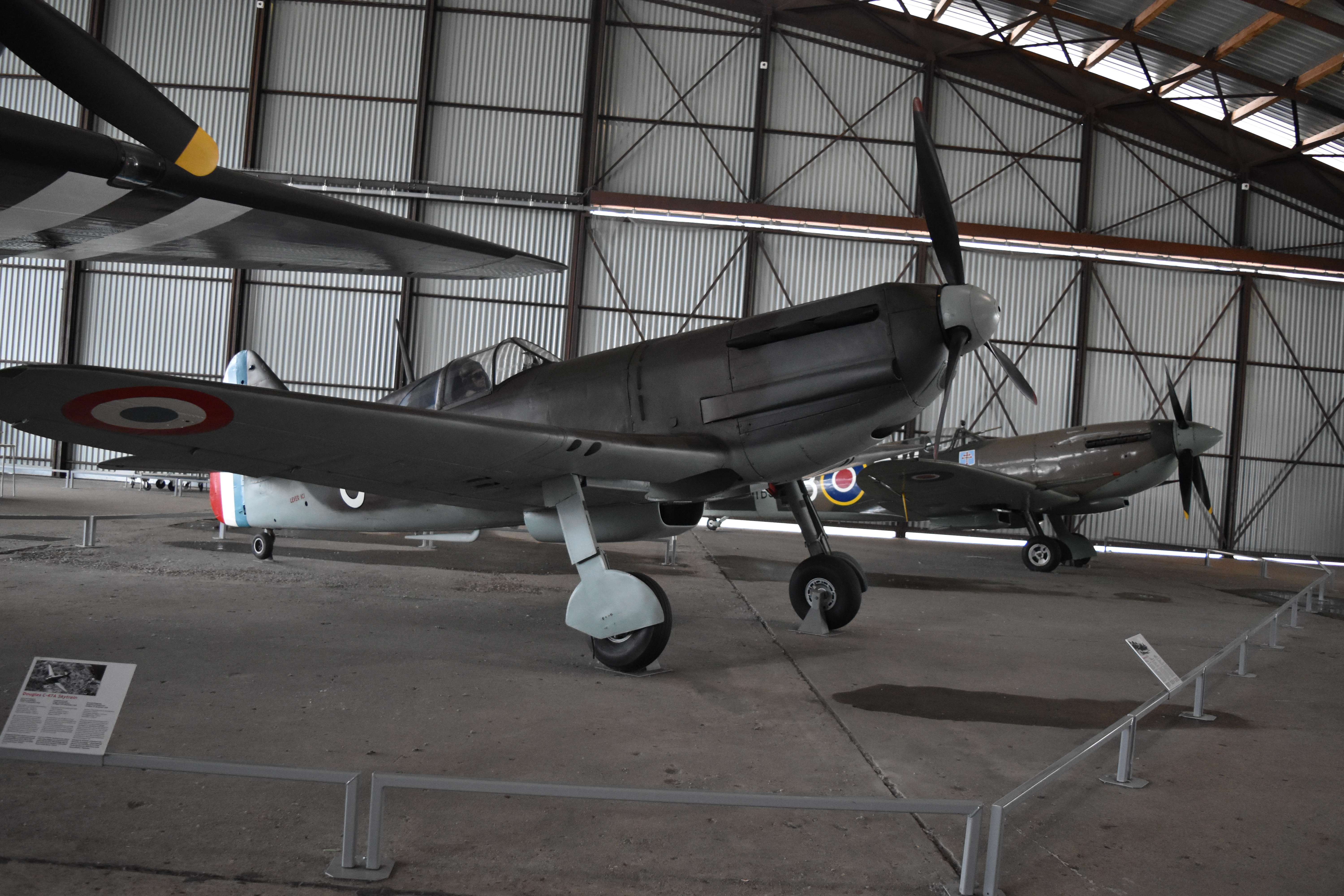
1940 : Dewoitine D.520.
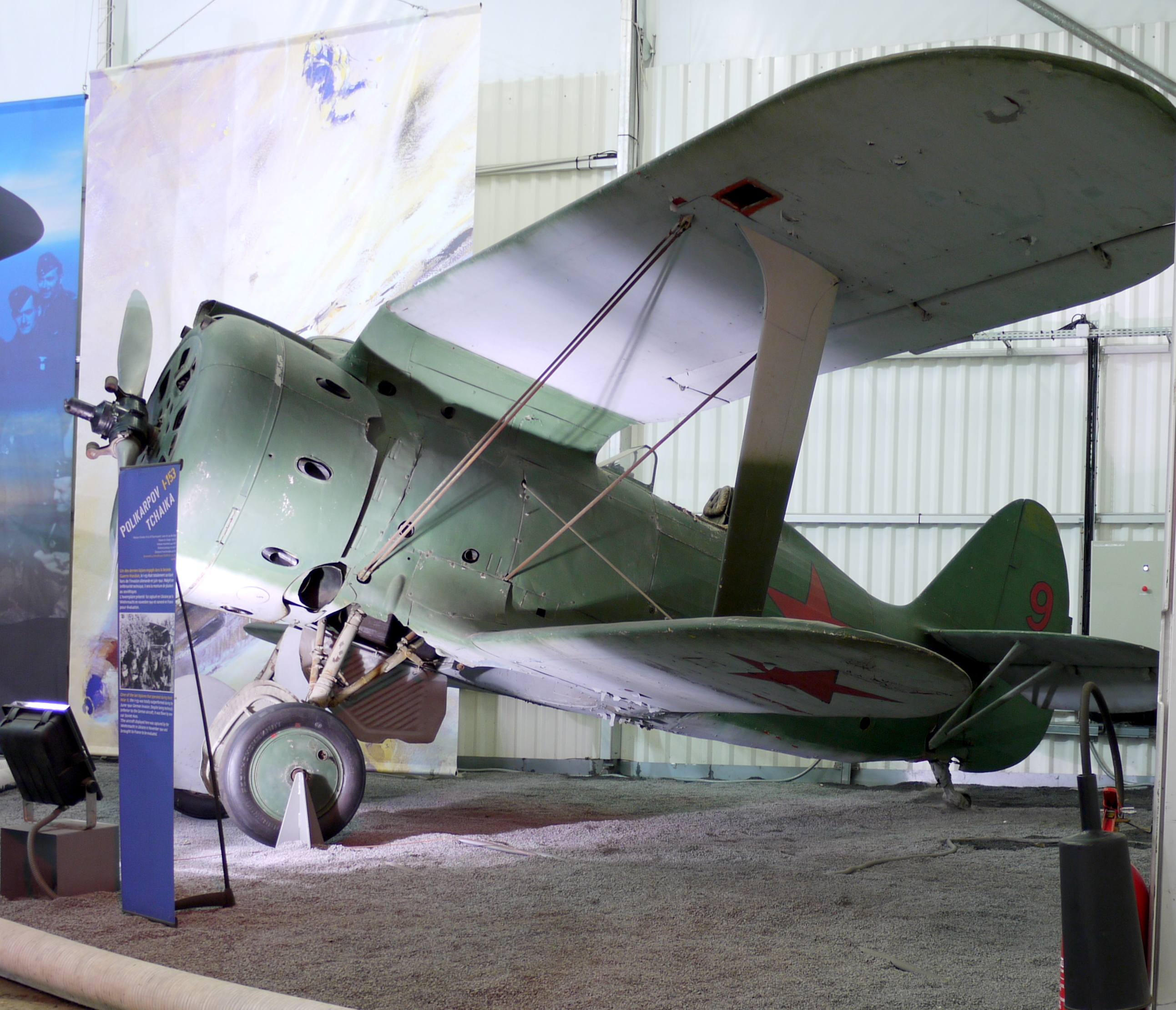
1938 : Polikarpov I-153.
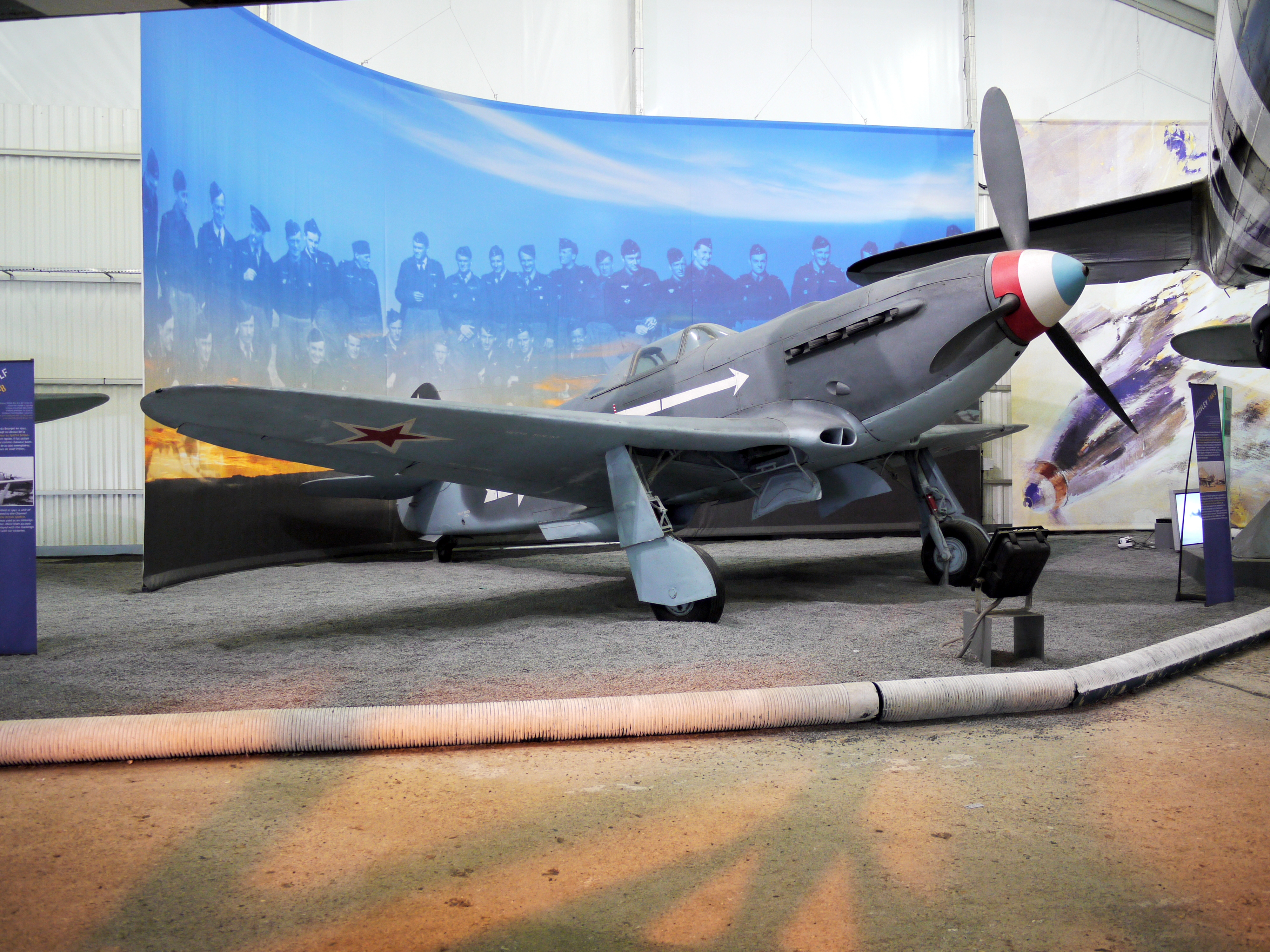
1943 : chasseur soviétique Yak 3.
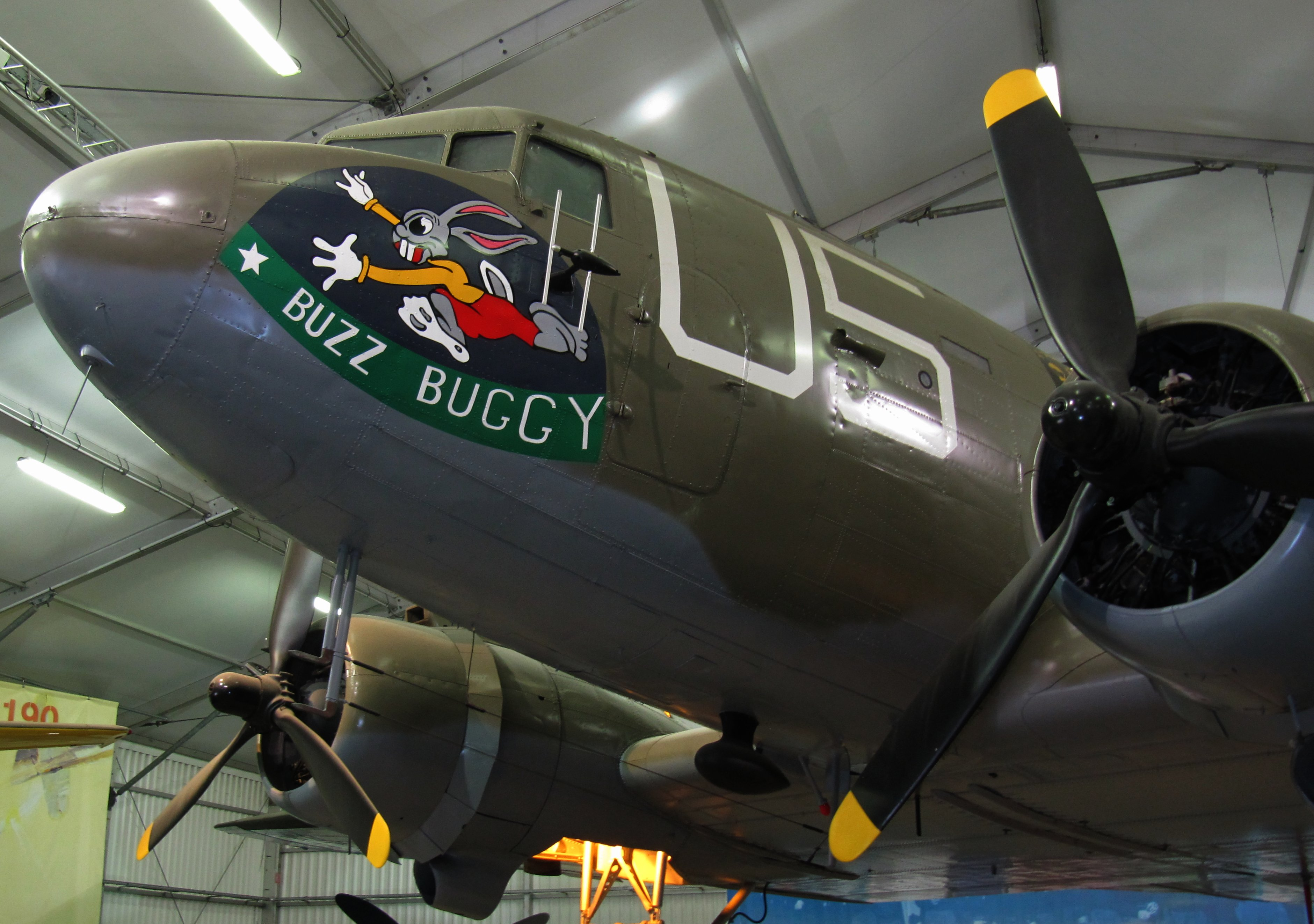
1942 : Douglas C-47A Skytrain.
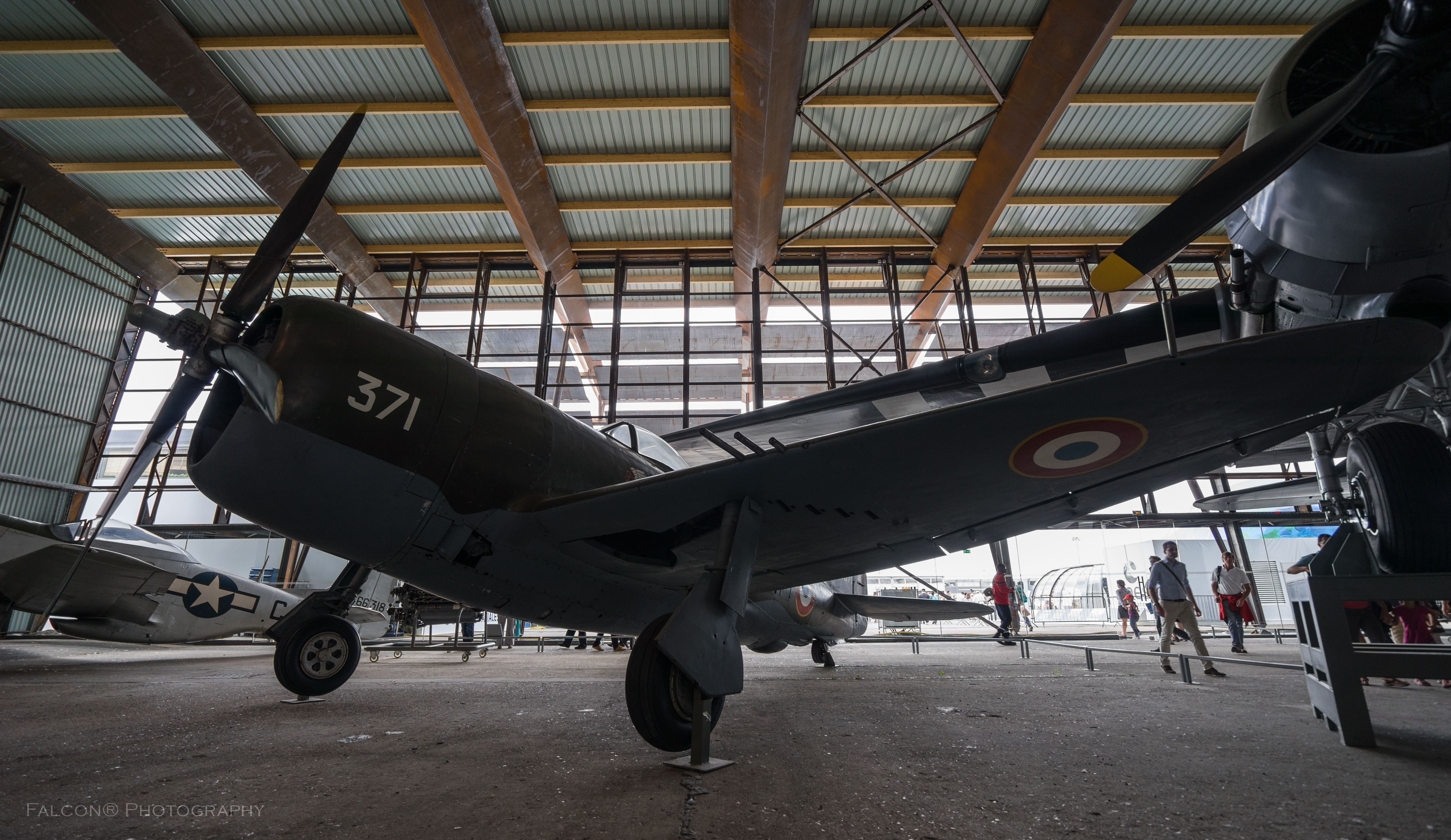
1943 : Republic P-47D Thunderbolt.
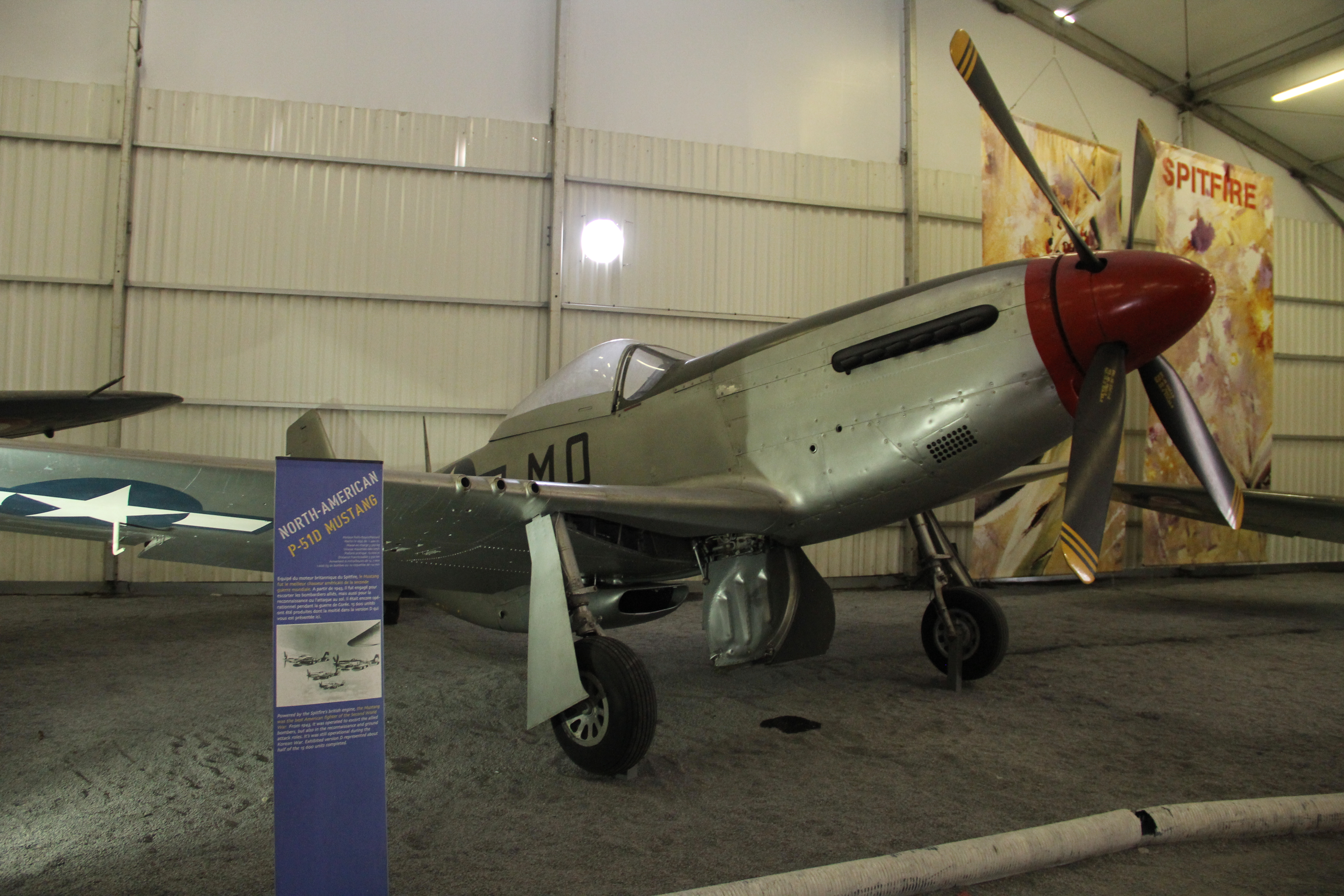
1942 : North American P-51D Mustang.
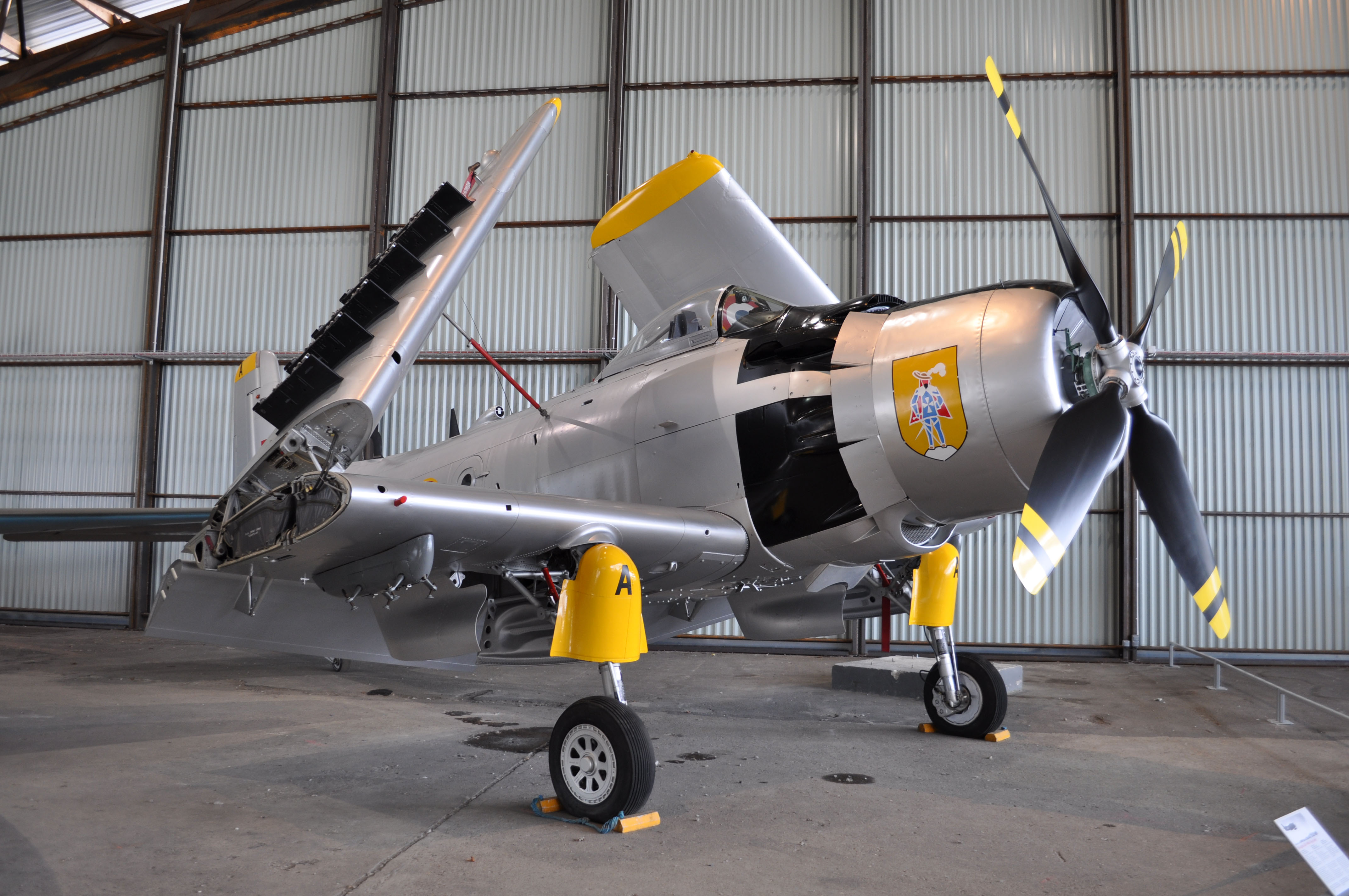
1954 : Douglas AD-4NA Skyraider de l'escadron II/20 Ouarsenis (guerre d'Algérie).
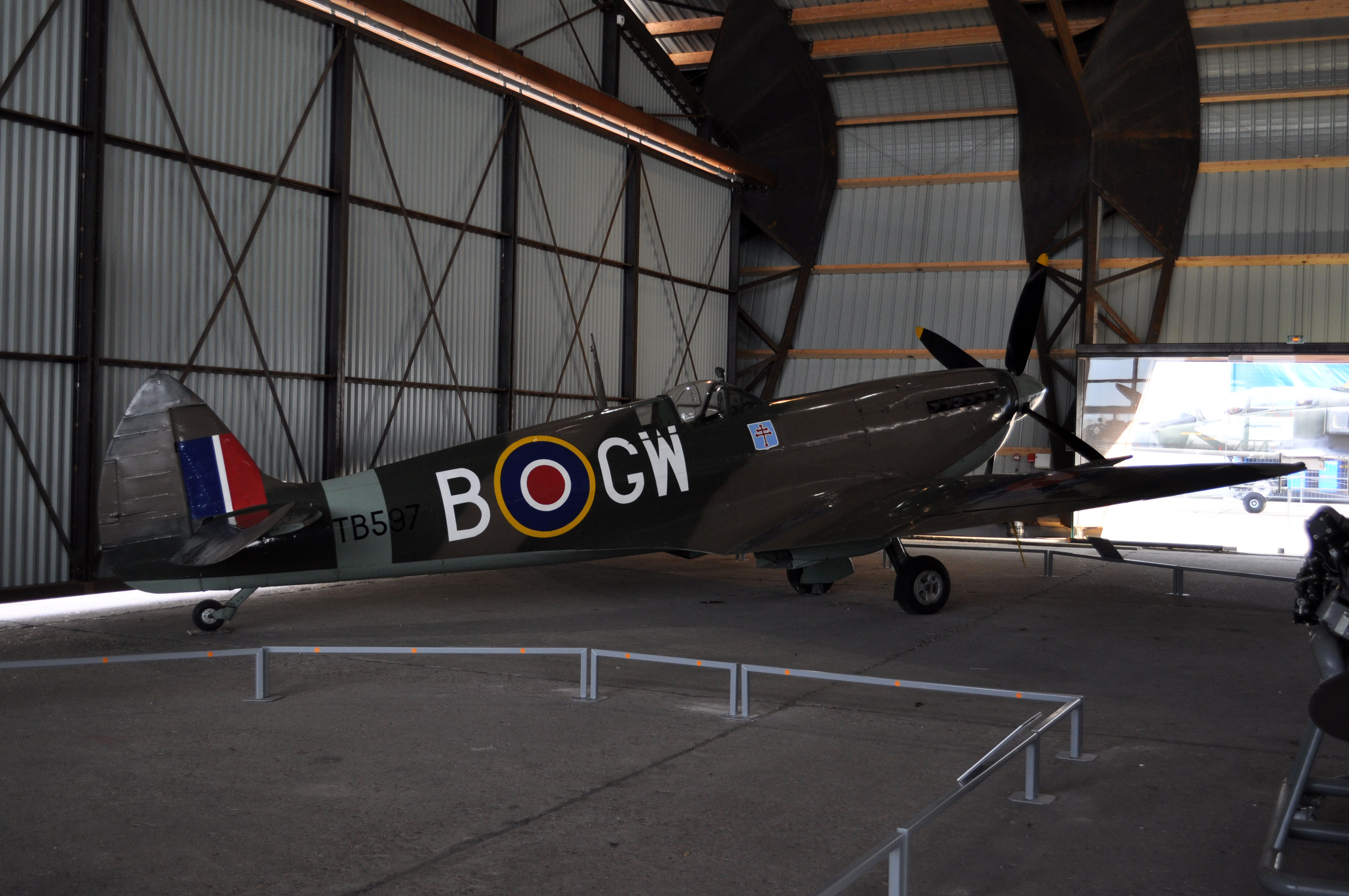
1938 : Supermarine Spitfire LF Mk. XVIe.
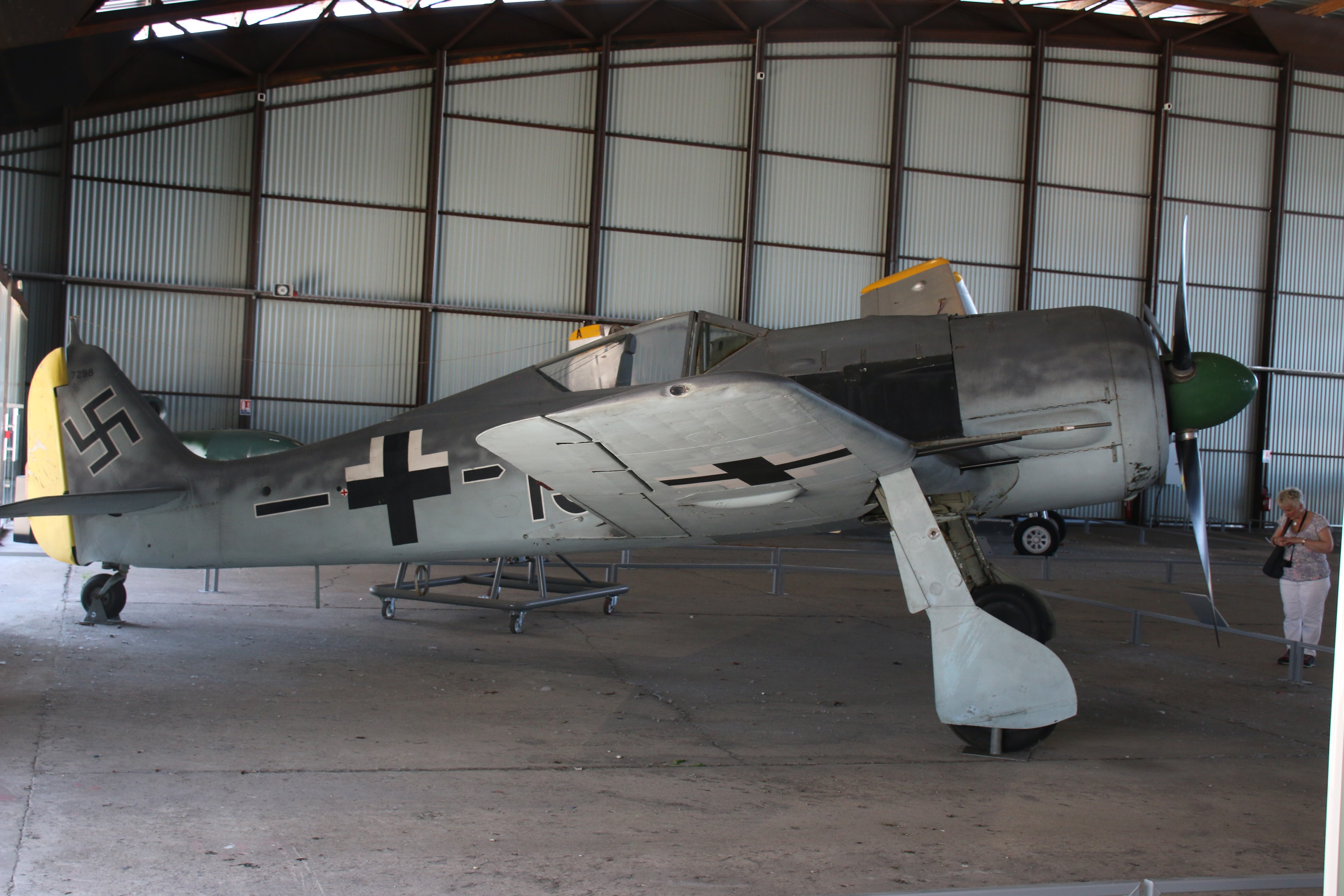
1941 : Focke-Wulf 190 A9.
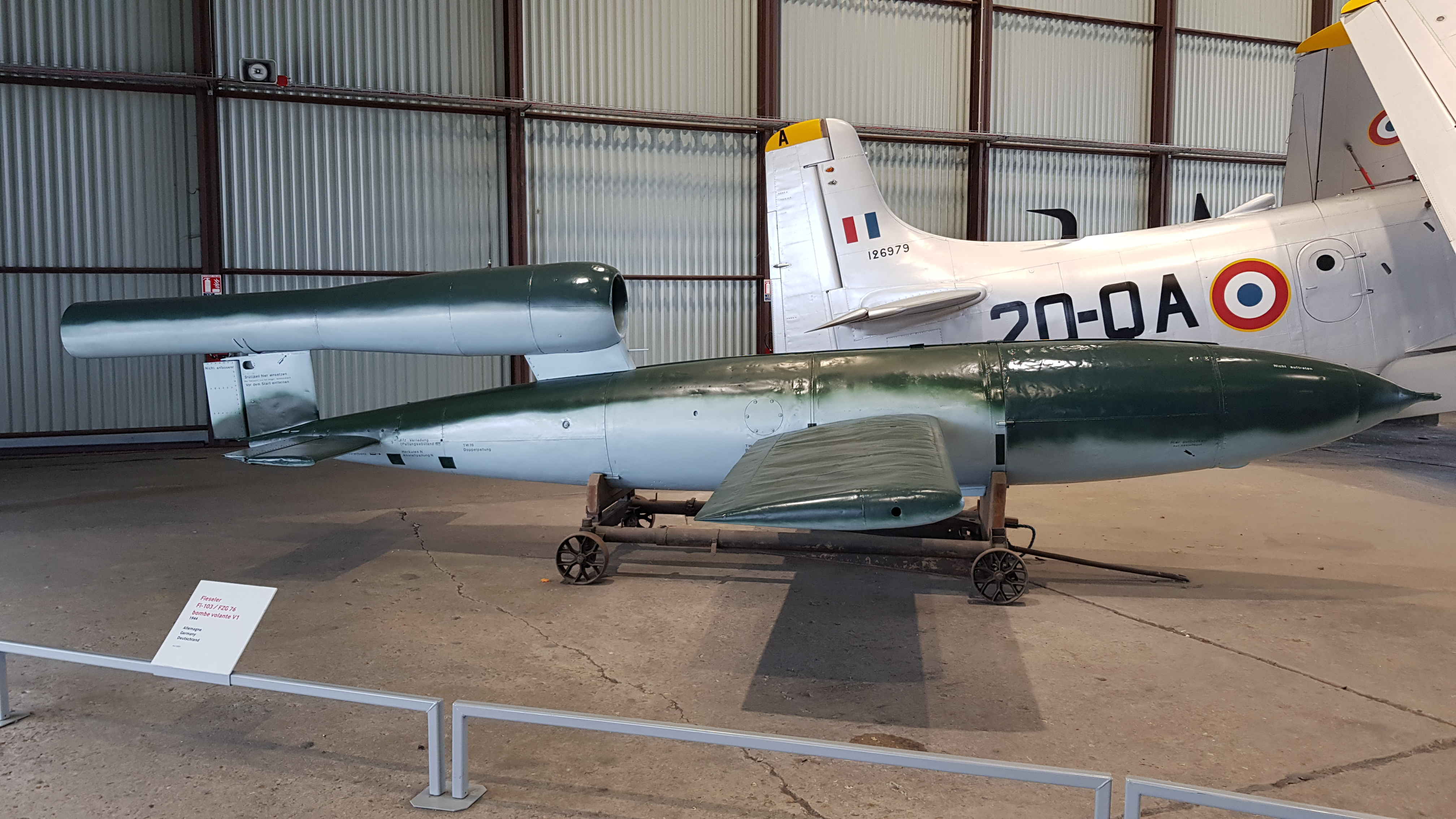
1944 : Missile allemand V1.

Le musée conserve aussi les restes du P-38 Lightning d'Antoine de Saint-Exupéry, retrouvés près de l'île de Riou en septembre 2003 et formellement identifiés le 7 avril 2004 grâce au numéro de série de l'appareil.

### Prototypes de l'aviation française d'après-guerre
Parmi les collections permanentes sur la période d'après-guerre, le musée rassemble dans les halls C et D quelques prototypes français témoins d'une intense activité : 
- SO.6000 Triton, de la SNCASO, premier prototype à réaction français (1949) ;
- Leduc 010 et 022, destinés à tester la formule du statoréacteur ;
- Nord 1500 « Griffon II », chasseur équipé d'un statoréacteur ;
- Payen Pa-49, prototype destiné à tester la formule de l'aile delta ;
- Hirsch H-100, bimoteur pour tester un système absorbeur de rafales de René Hirsch (1954) ;
- Hurel-Dubois HD-10 (1948) ;
- Atar volant, plateforme ADAV (avion à décollage et atterrissage vertical) ;
- SO.9000 Trident, de la SNCASO avec moteur-fusée (1953) ;
- Breguet Br.1001 Taon, prototype de chasseur français pour l'OTAN (1956) ;
- Sud-Aviation Ludion, prototype d'ADAV individuel (1967) ;
- Dassault Mirage III V, prototype de chasseur français ADAV (1965) ;
- Dassault Mirage G, prototype à géométrie variable de chasseur français  (1971).

Prototypes de l'aviation française d'après-guerre
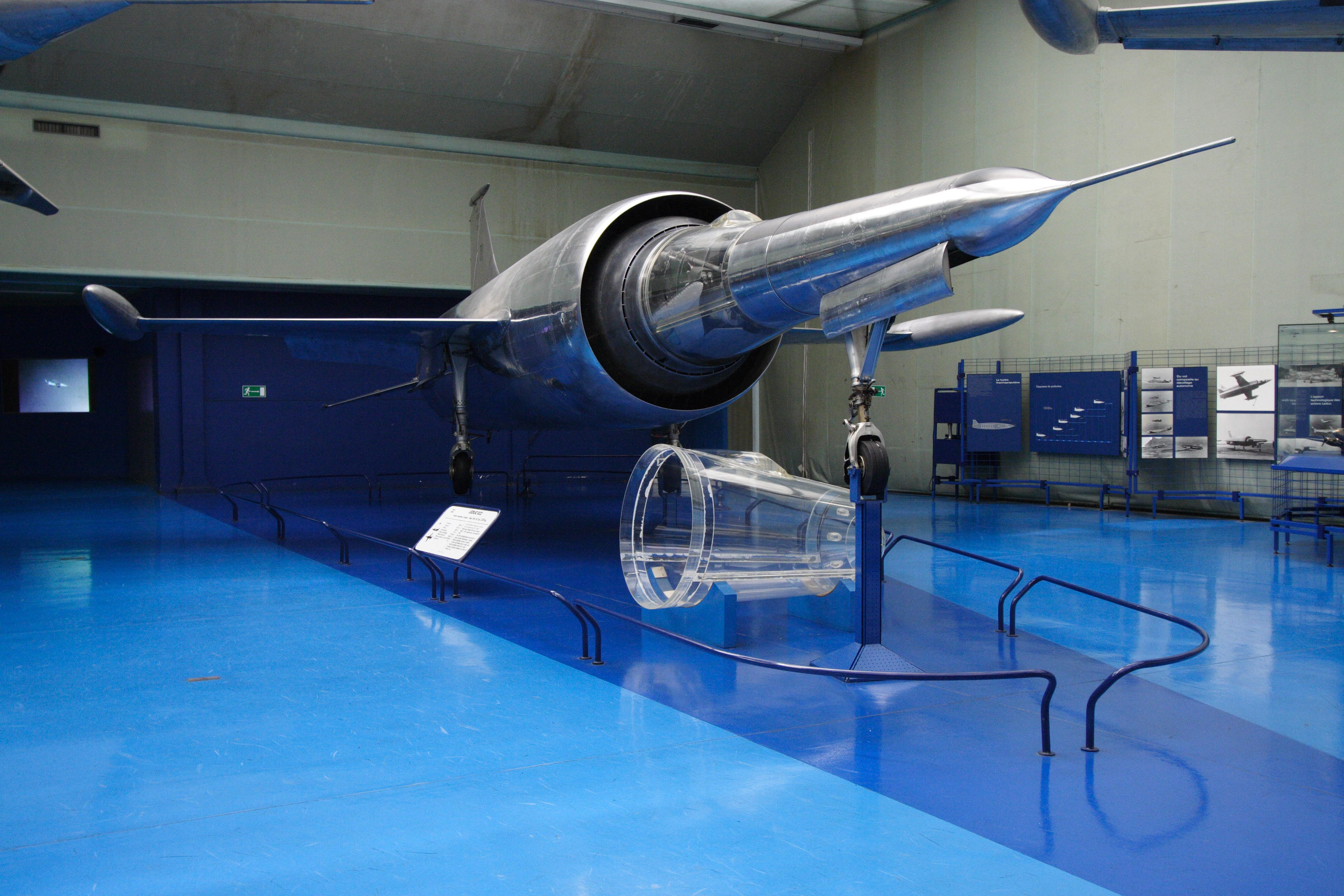
1956 : Leduc 022.
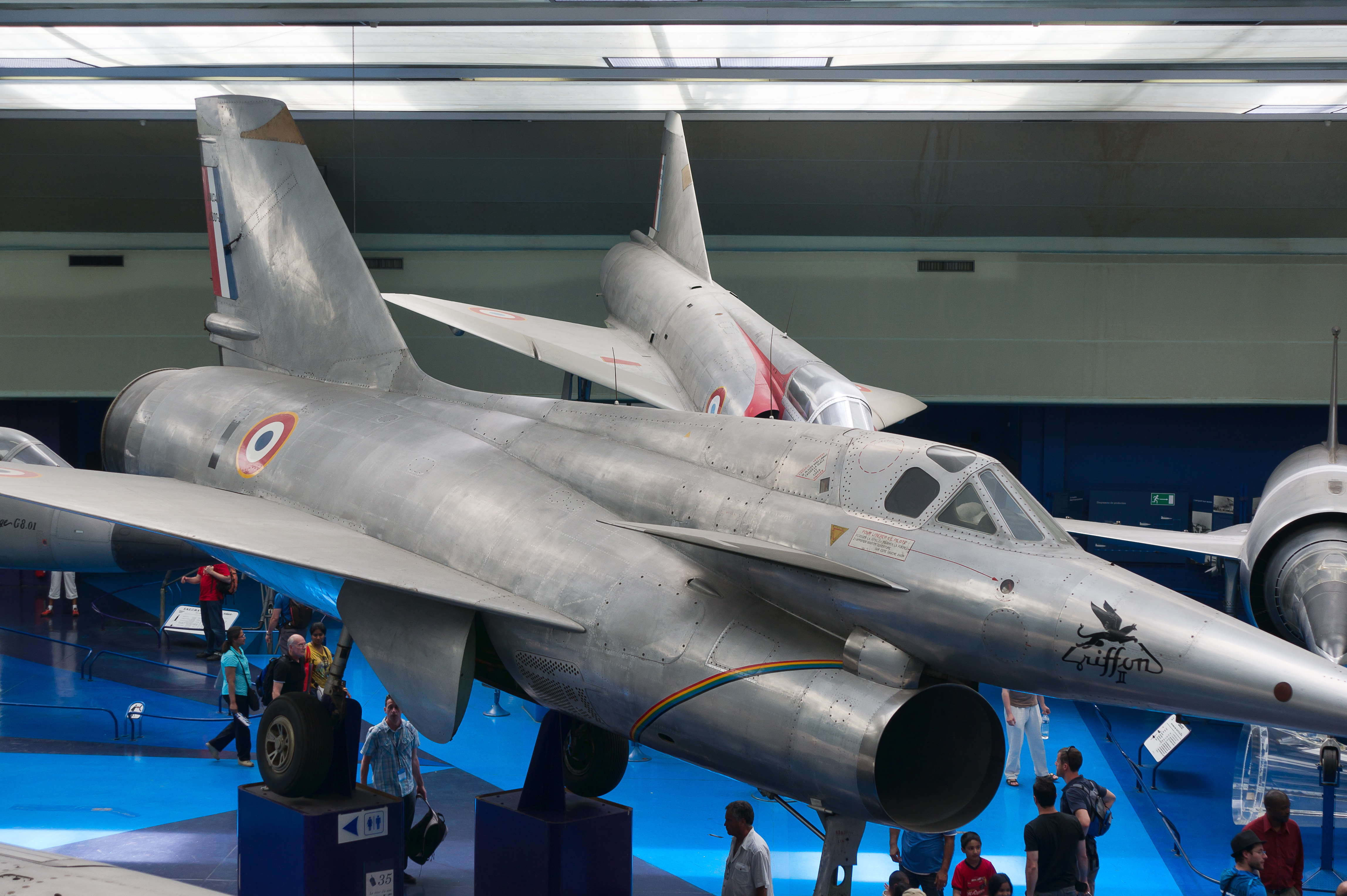
1957: Nord 1500 « Griffon II ».
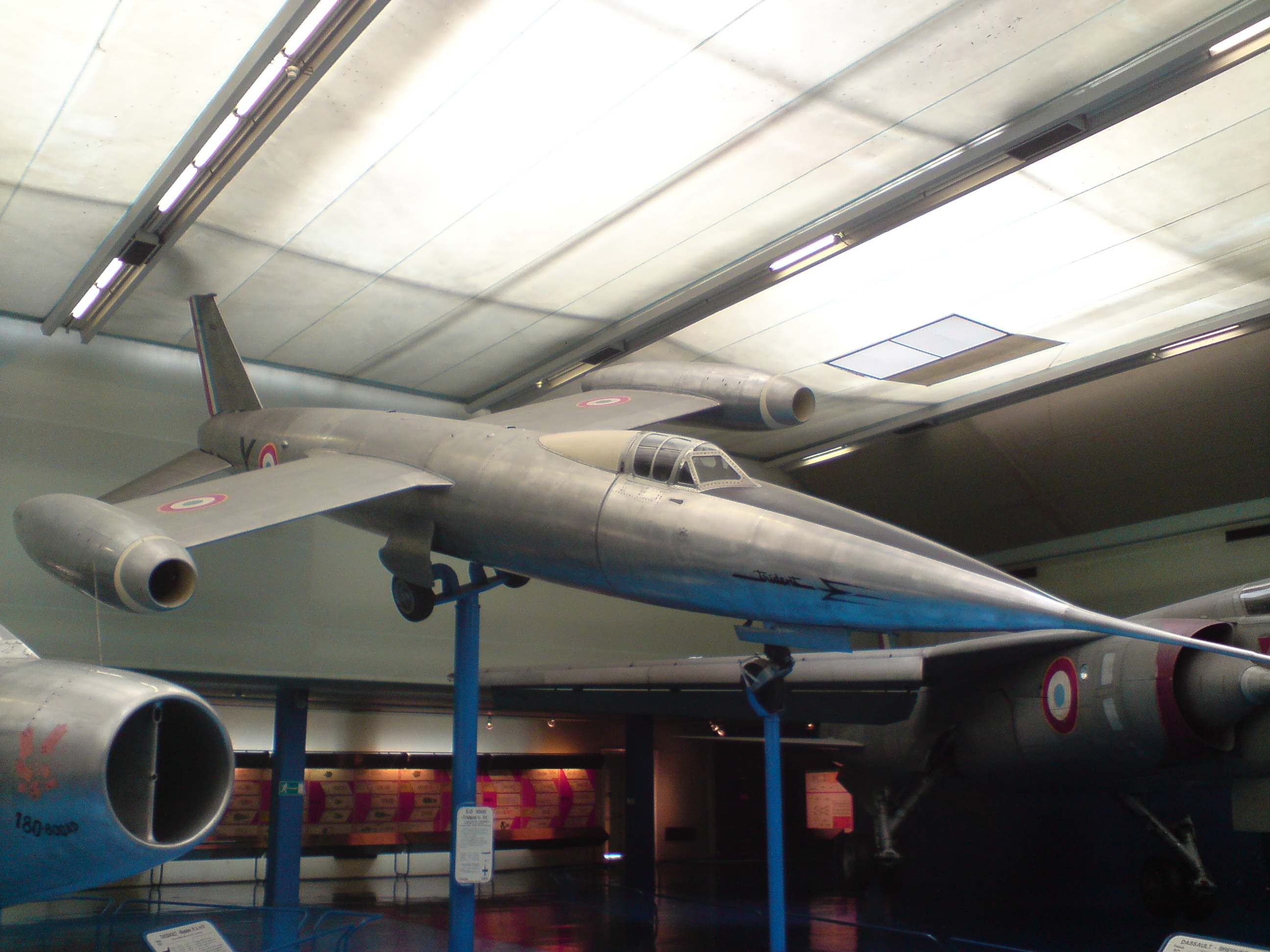
1953 : SO.9000 Trident.

### Aviation militaire d'après guerre
Les produits de l'avionneur Marcel Dassault sont également bien représentés avec les prototypes des Mirage 4000, Mirage 2000 et Dassault Mirage III, Étendard, Dassault Mystère IV A. Le démonstrateur technologique Rafale A a également rejoint les collections.
- Douglas AD Skyraider, exposé dans le hall de la Seconde Guerre mondiale à laquelle il n'a jamais participé[15]
- SNCASE SE535 Mistral
- Dassault Ouragan, premier chasseur à réaction français (1954) ;
- Breguet Atlantic
- Lockheed P2V-7 Neptune
- MiG-21F
- Saab 32 Lansen
- Republic F-84F Thunderstreak
- North American F-100 Super Sabre
- Lockheed F-104 Starfighter
- F-105G
- Fiat G.91
- Saab Draken
- Gloster Meteor
- SEPECAT Jaguar, les monoplaces A1, A04, et A91 ainsi que le biplace E3[16]
- MiG-23 Flogger
- C-160 Transall R18
- Tucano[17]

Aviation militaire d'après guerre
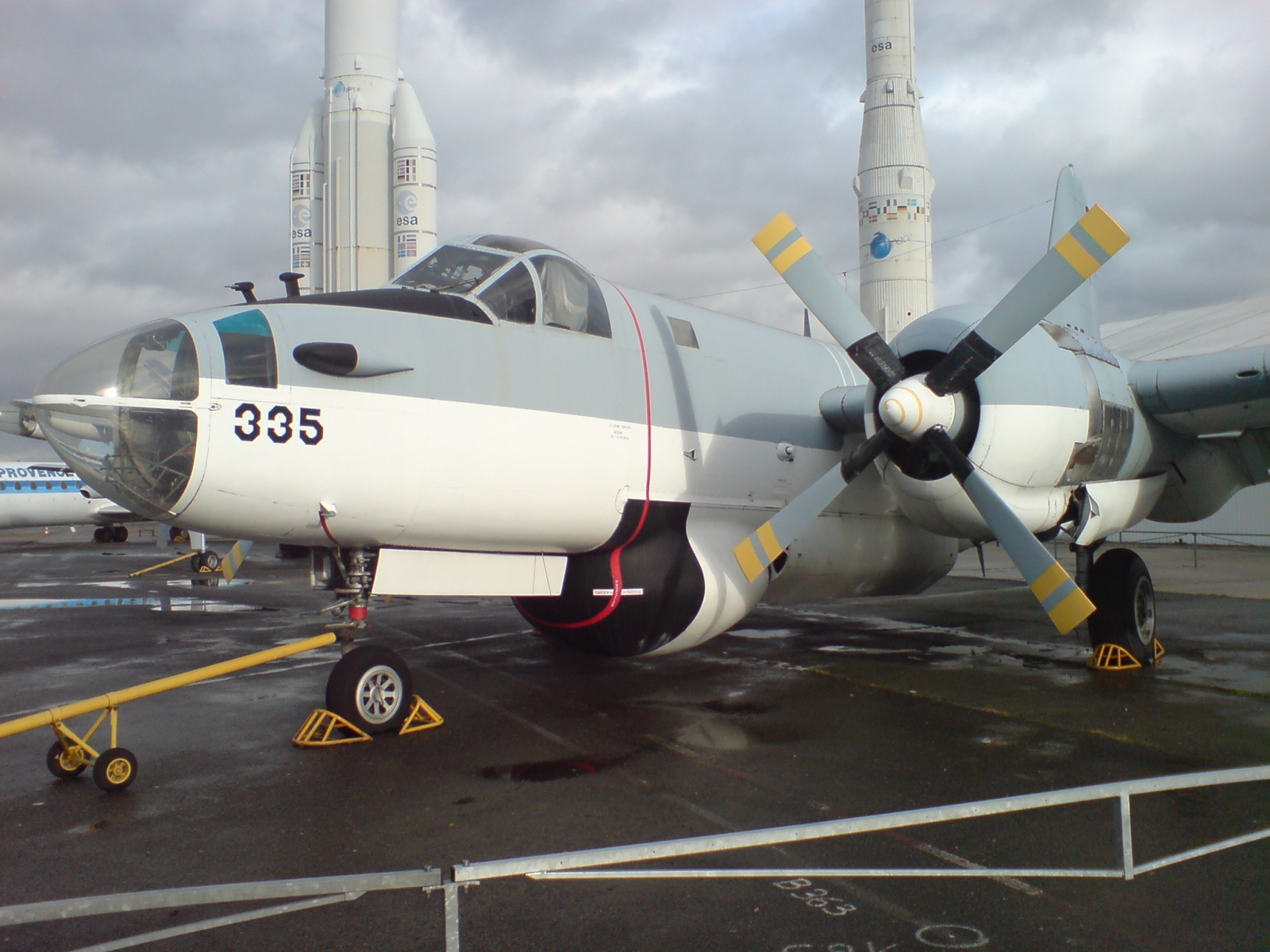
1945 : Lockheed P2V-7 Neptune.
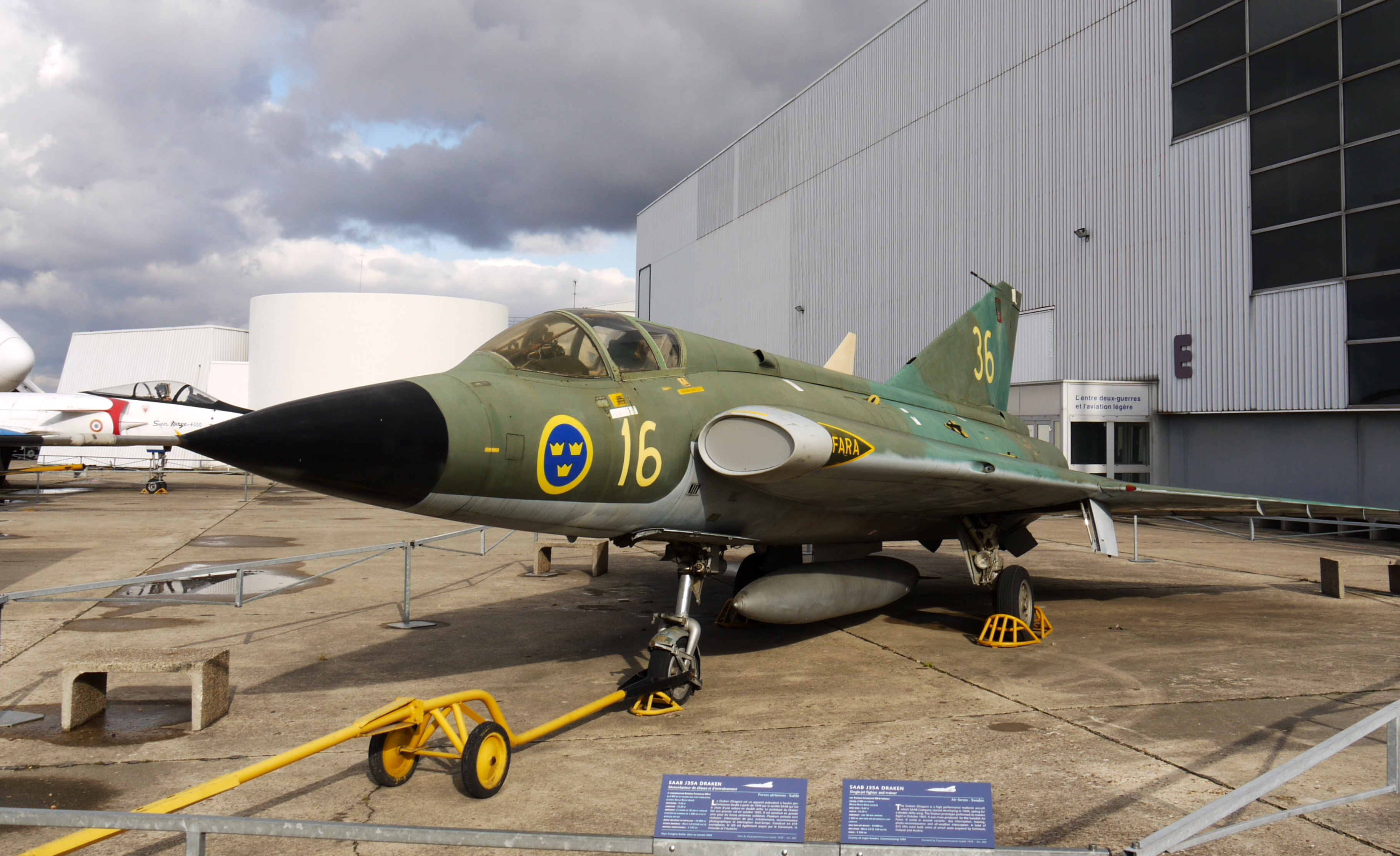
1959 : Saab Draken.
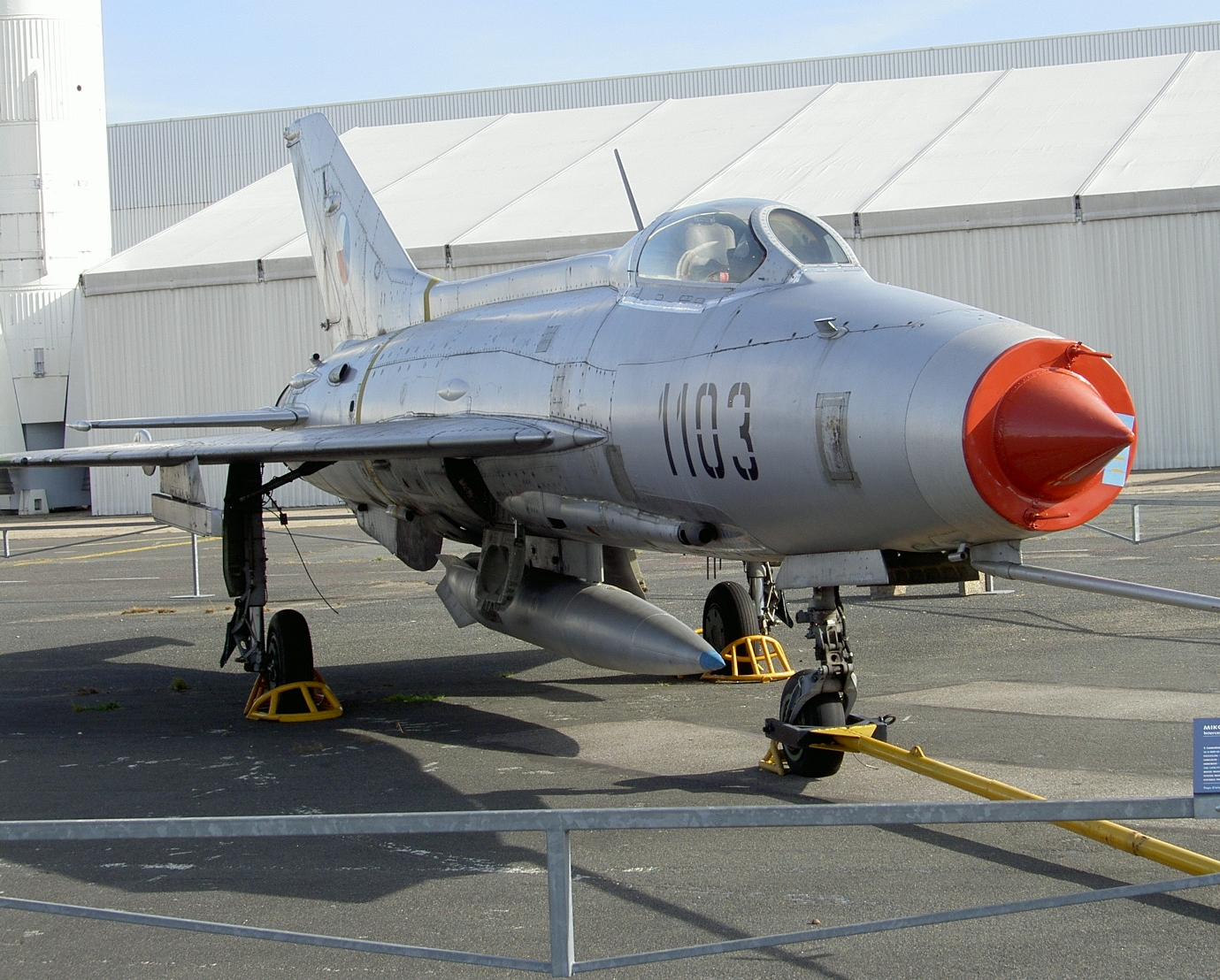
1955 : MiG-21F Fishbed C.

### Aviation civile
Les modèles présentés comprennent :
- deux Concorde, dont le prototype 001 avec lequel André Turcat a réalisé les essais en vol ;
- un Boeing 747-128 d'Air France entièrement visitable ;
- un Boeing 727 de FedEx ;
- une Sud-Aviation Caravelle ;
- le De Havilland DH.89 Dragon Rapide ;
- le HFB 320 Hansajet ;
- le jet d'affaires Aérospatiale Corvette ;
- un Airbus A380, depuis le 14 février 2017[18] (appareil d'essai F-WWDD, MSN004).

Sur le tarmac, un ancien bombardier d'eau Canadair CL-215 de la Sécurité civile est également visible dans sa traditionnelle livrée jaune.

Aviation civile
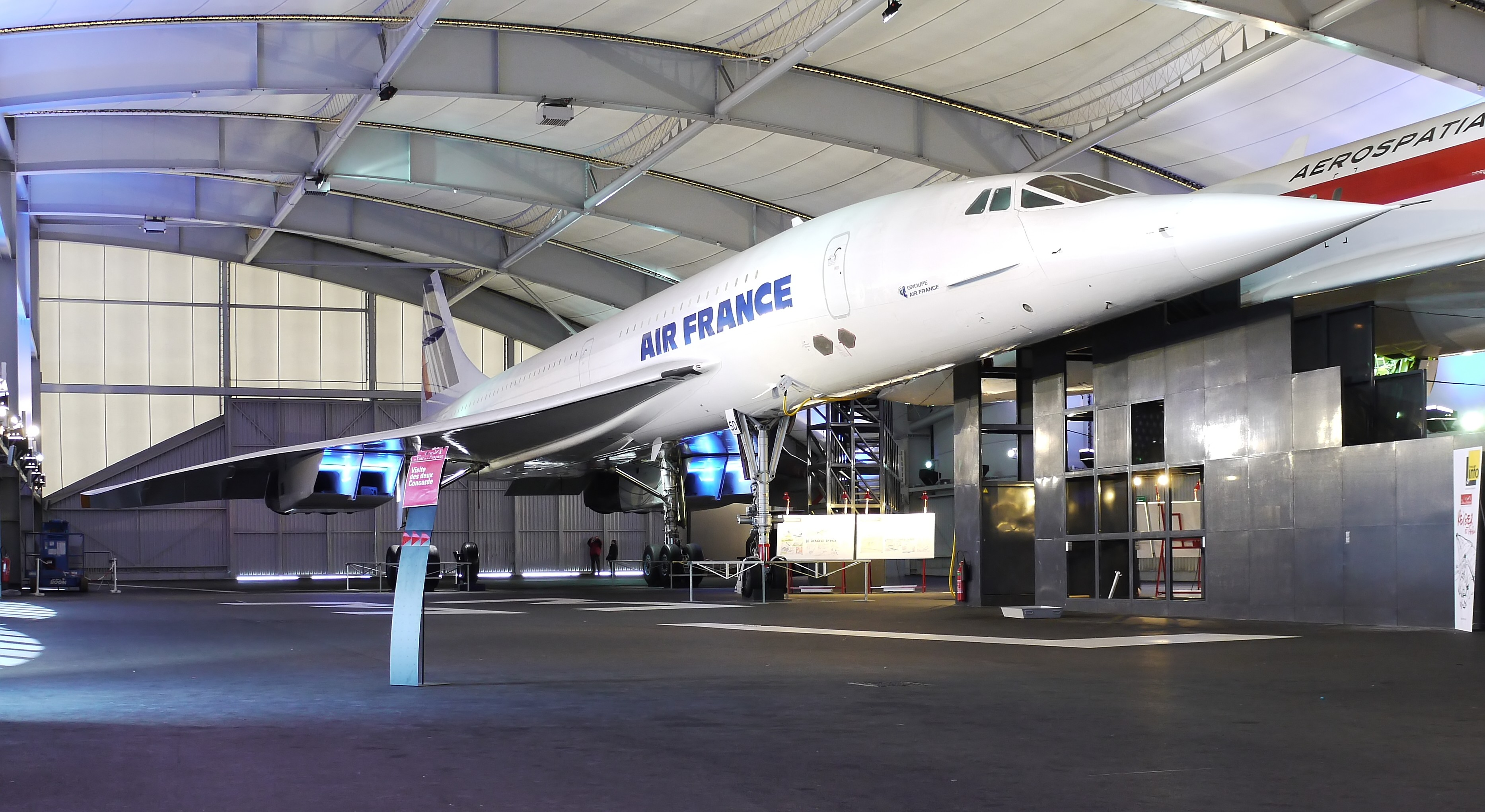
1969 : Concorde.
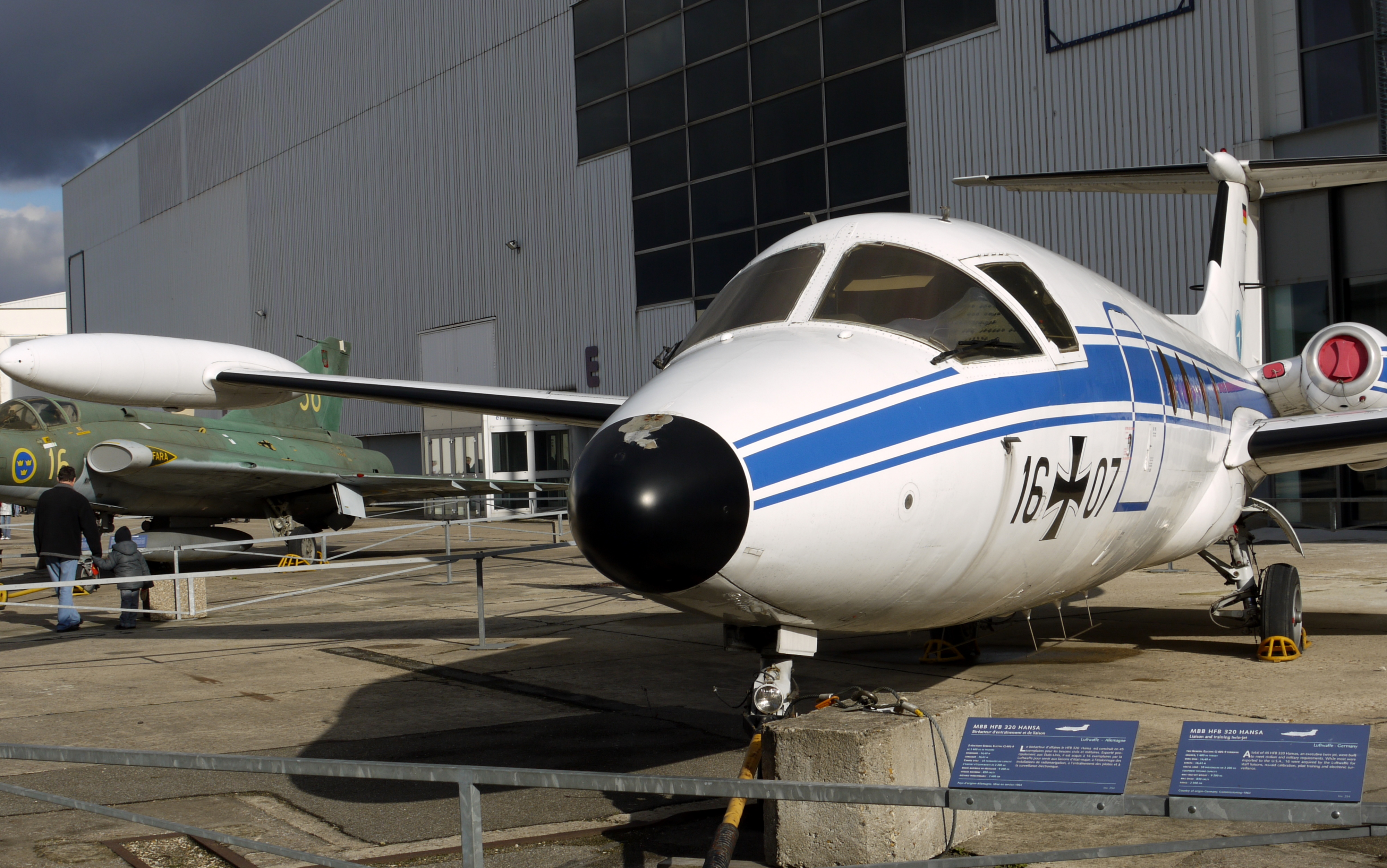
1964 : HFB 320 Hansajet.
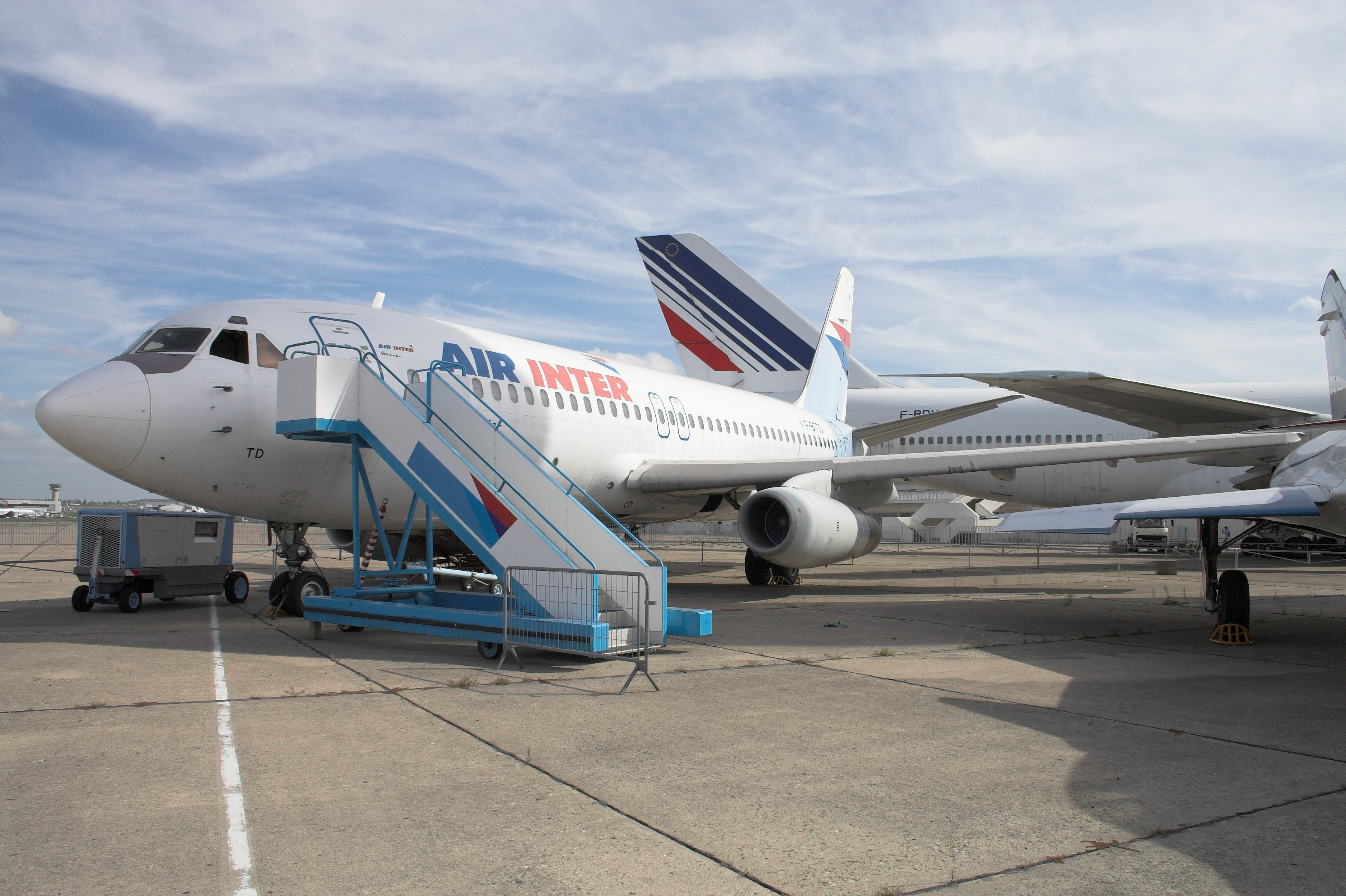
1971 : Mercure 100.

### Voilures tournantes
Plusieurs prototypes et hélicoptères de série sont exposés dans un hall dédié.
- Breguet G.111, prototype à deux rotors coaxiaux (1951)
- Autogire Cierva C.30 (Leo C302) (1932)
- Ariel (1952)
- Hiller 360
- Sud-Est 3.111
- Piasecki HUP de l'aéronavale (1953 à 1964)
- Djinn (1953)
- Sikorsky H-34 portant l'emblème de l'École du personnel navigant d'essais et de réception (Epner)
- Alouette III F-ZBAN portant la livrée de la Sécurité Civile
- SA342M Gazelle de l'ALAT
- Eurocopter X3 remis le 17 juin 2014. Début 2017, il est transféré dans les Bouches-du-Rhône, au musée de l'aviation à Saint-Victoret[19]
- etc.

Entre les hall E et F sont exposés également une Alouette II et un Super Frelon dont la soute peut être visitée.

Voilures tournantes
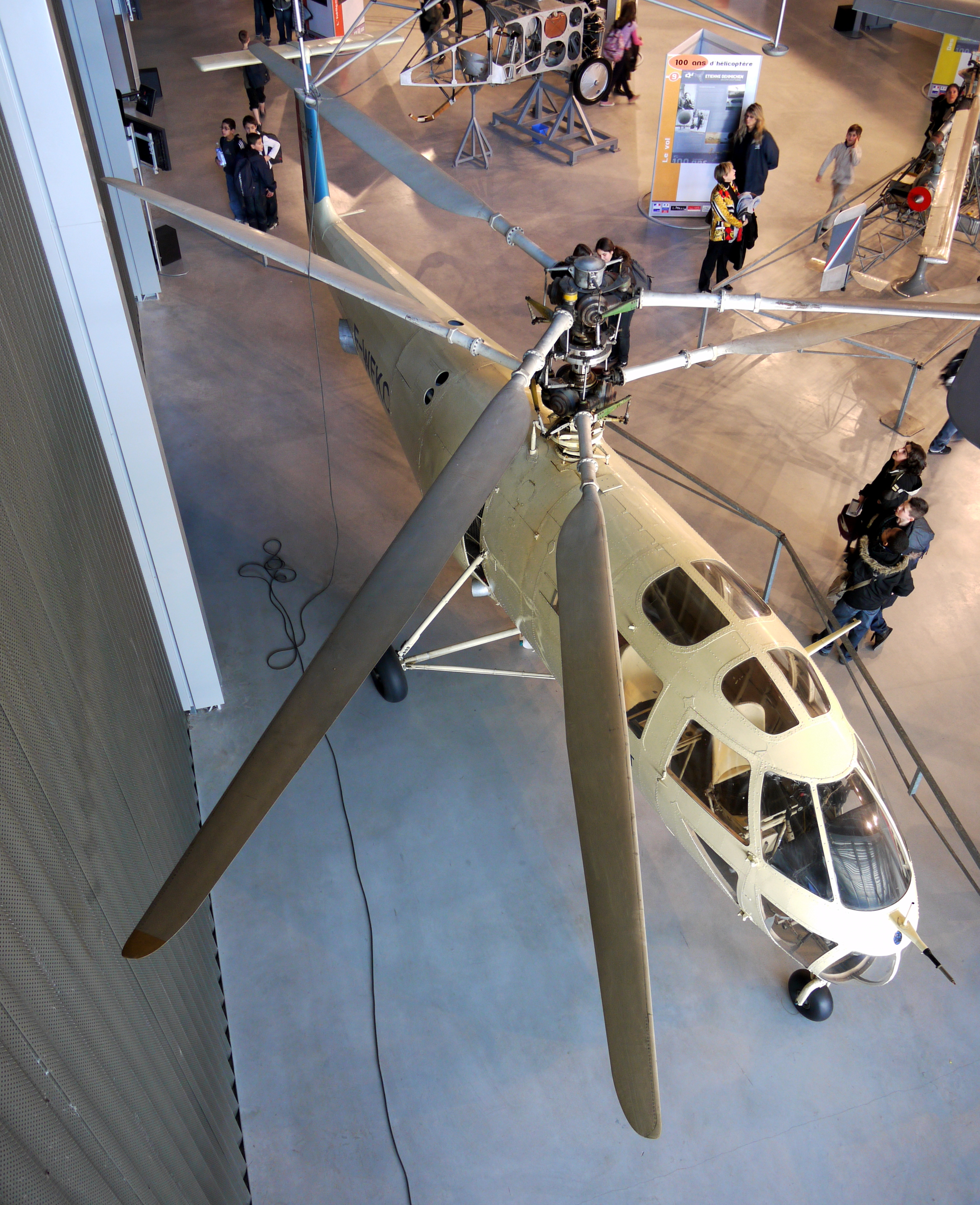
1951 : Breguet G.111.
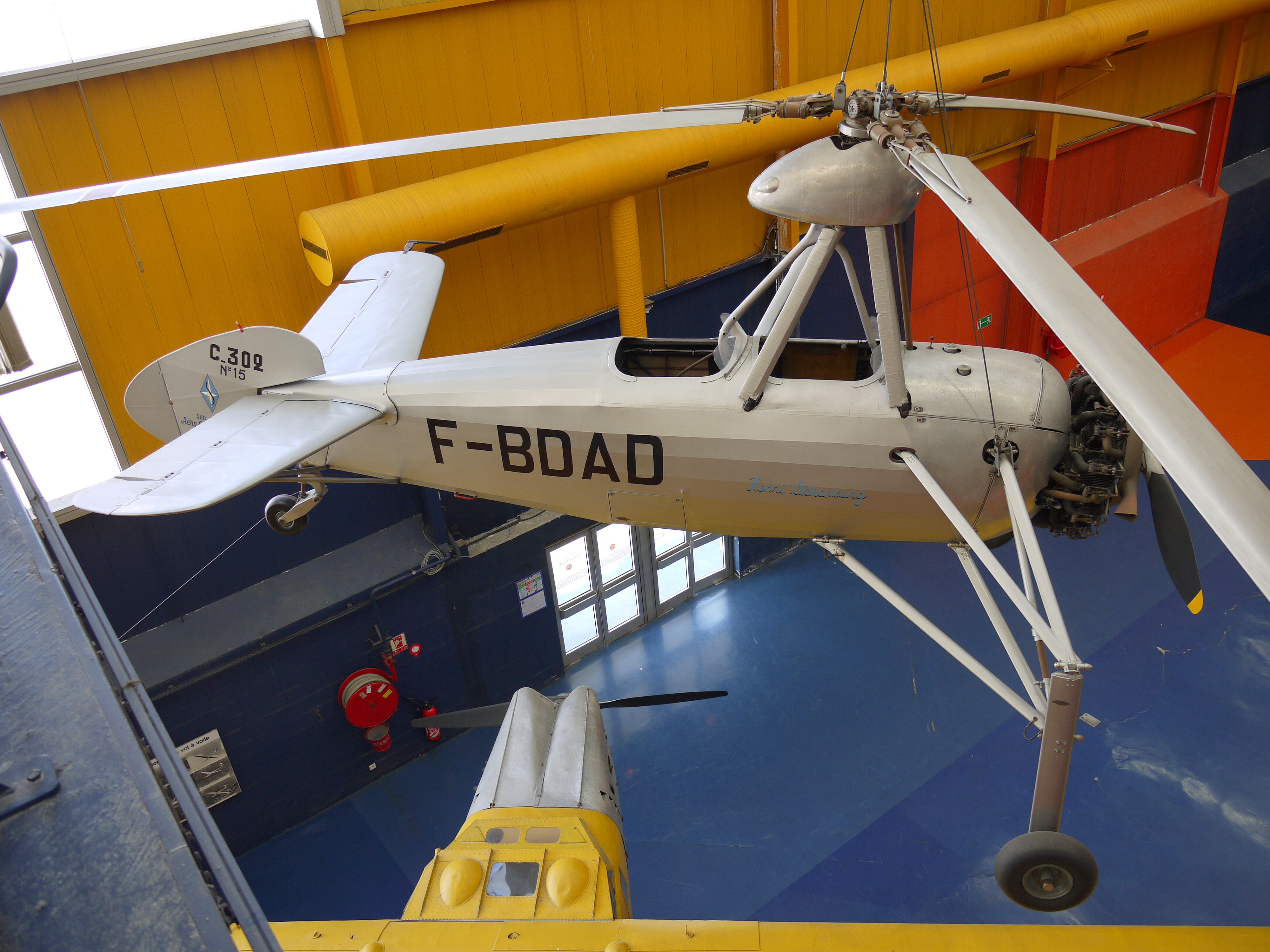
1932: Autogire Cierva C.30.
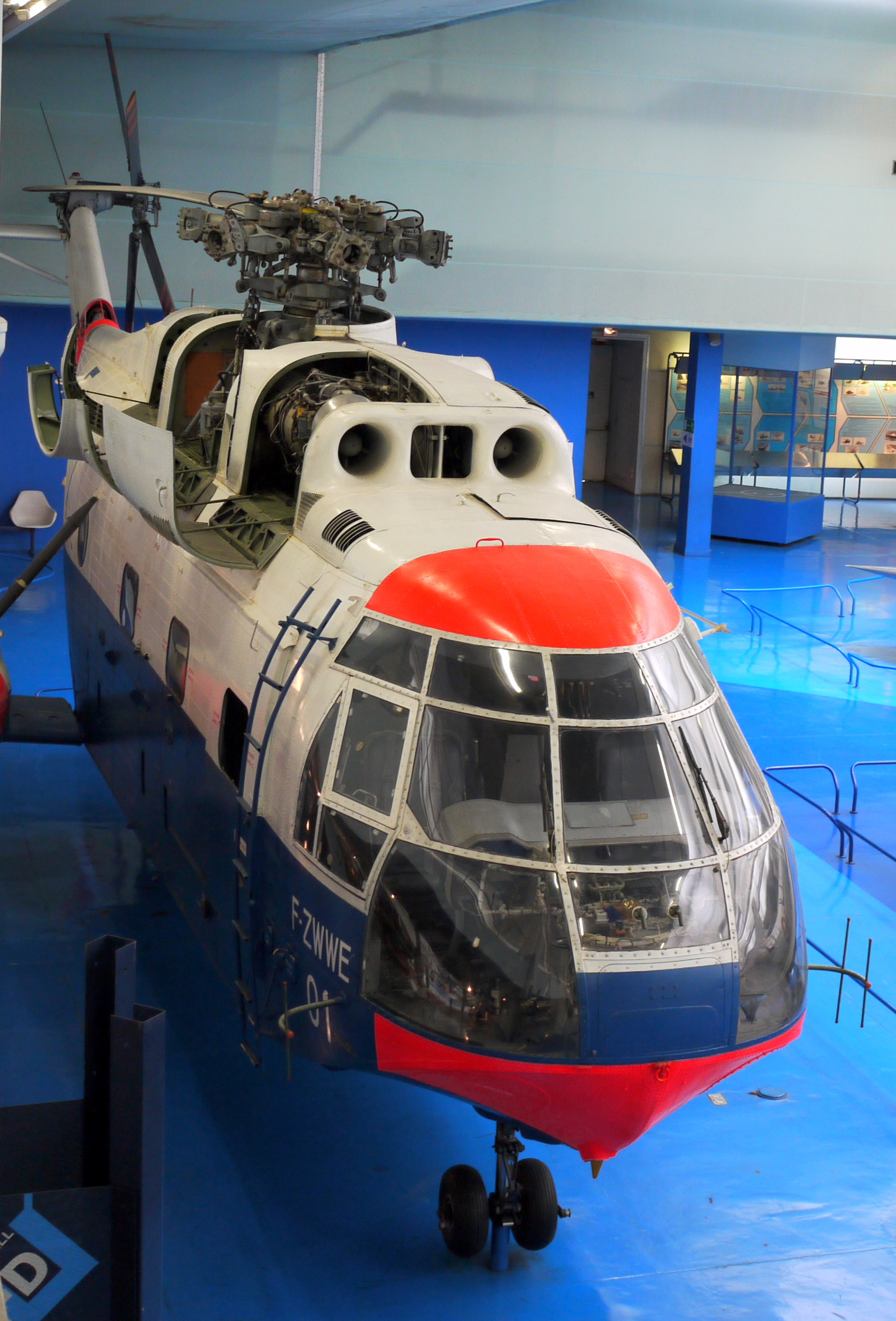
1962 : Super Frelon.

### Aviation de loisirs duXXesiècle
Des avions de voltige et des planeurs d'avant et après la Seconde Guerre mondiale sont stockés dans le Hall E, fermé au public[réf. nécessaire].
Parmi les planeurs, on peut voir les avions suivants :
- Breguet 901 ;
- Siren C.30 Edelweiss ;
- DFS Habicht planeur personnel de Marcel Doret (1939) ;
- Schneider SG38 monoplace école allemand en versions brute et carénée ;
- Arsenal Air 101 (1947) ;
- PZL SZD-24 Foka ;
- Caudron C.800 biplace côte à côte ;
- Emouchet SA-104 très répandu en France dans les années 1950 ;
- Fauvel AV-36 planeur aile volante (1954) ;
- Castel C-301S.

Aviation de loisirs du XXe siècle
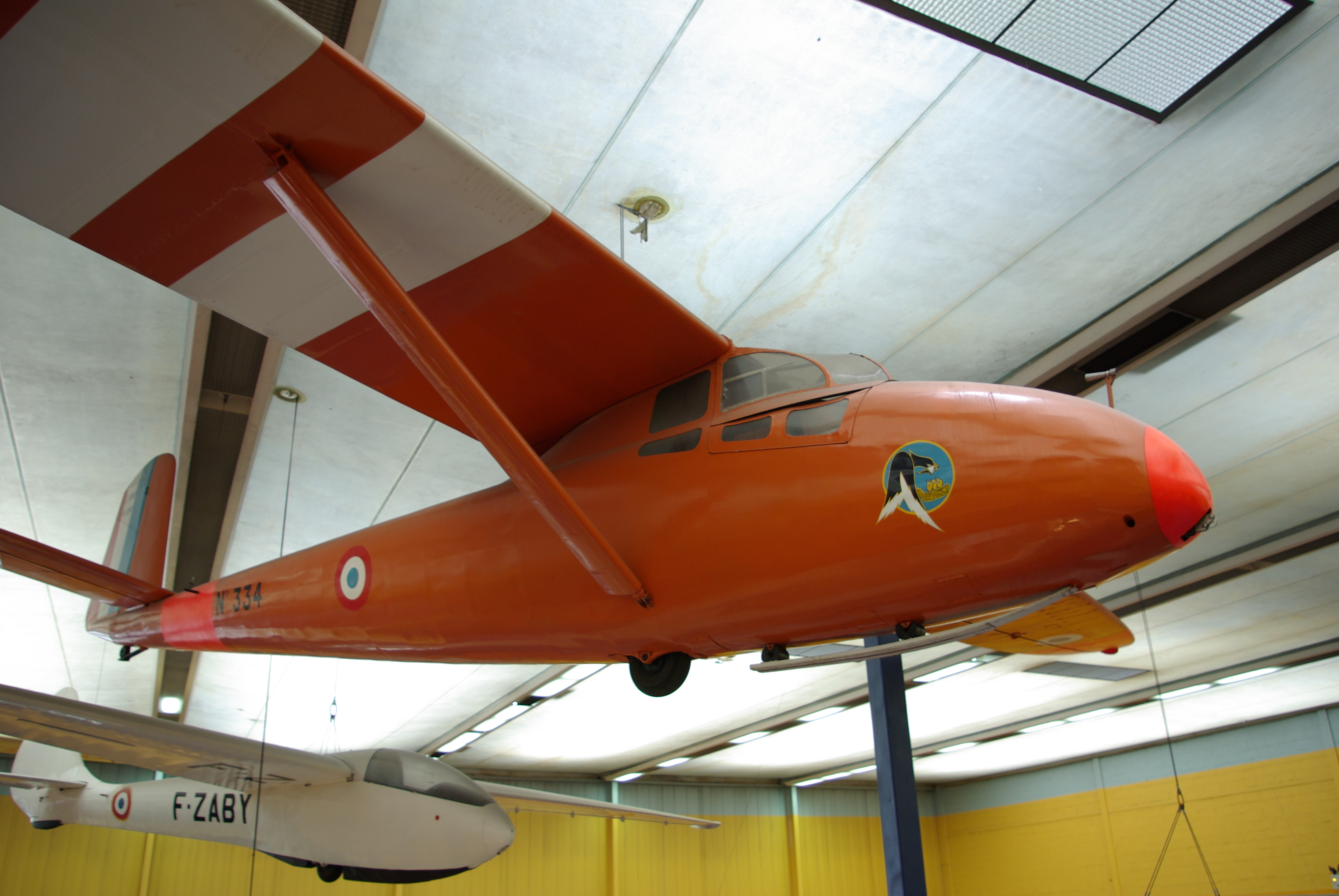
19xx: Caudron C.800 biplace côte à côte.
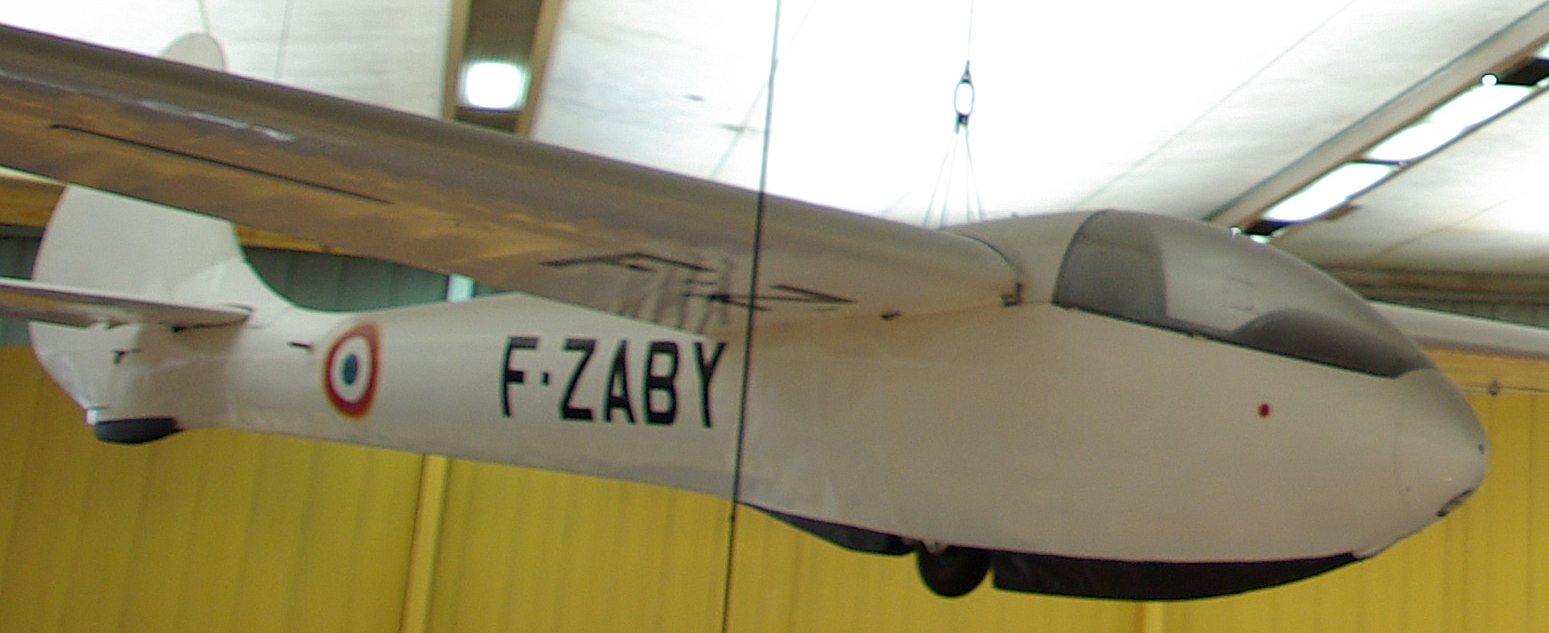
1947 : Arsenal Air 101.
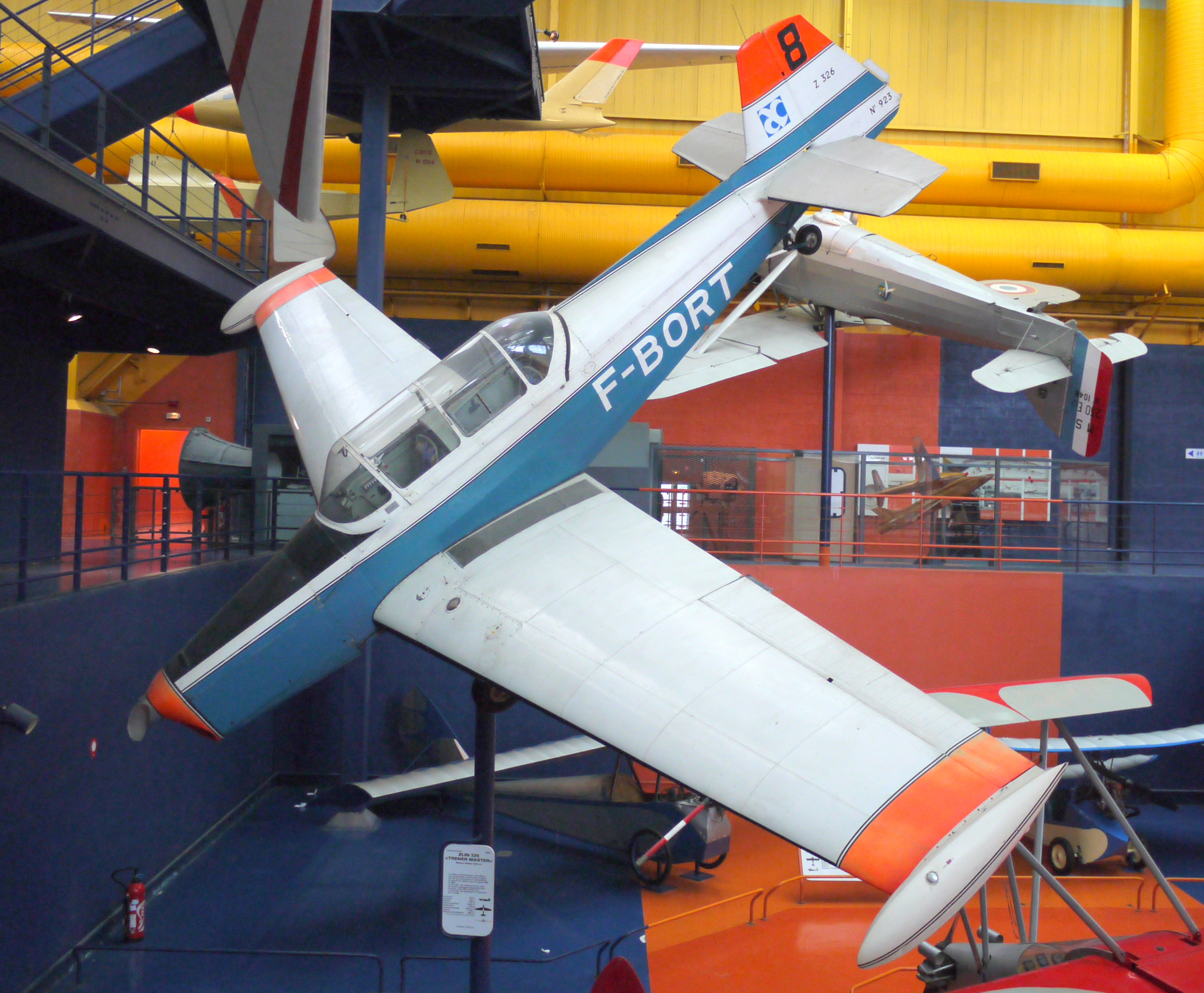
1957 : Avion d'acrobatie aérienne tchèque Zlin 236.

### Espace
Le musée dispose d'un hall entier consacré à l'exploration spatiale avec :
- la première fusée française EA-41 (1945) ;
- la maquette de la fusée Ariane 1 à l'échelle 1 (à l'extérieur sur le tarmac) ;
- la maquette de la fusée Ariane 5 à l'échelle 1 (à l'extérieur sur le tarmac) ;
- la Fusée Diamant-A (non lancée) ;
- deux missiles S3 (dont l'un est présenté couché, par tronçons) ;
- la capsule de rentrée du vaisseau spatial Soyouz T-6 ;
- un moteur de missile V2 (non lancé) ;
- une fusée-sonde Véronique (non lancée) ;
- la maquette de plusieurs autres fusées-sondes françaises.

Des éléments de lanceur spatiaux sont exposés avec :
- de nombreuses maquettes de satellite à l'échelle 1 : Spoutnik 1, Vostok 1, Lunokhod 1, SPOT-1, Arabsat, Molnyia 1A, etc. ;
- différents équipements :
  - un four Méphisto (expérience scientifique embarquée dans la navette spatiale),
  - des combinaisons spatiales russes ;

ainsi que de nombreux éléments de la conquête spatiale.

Espace
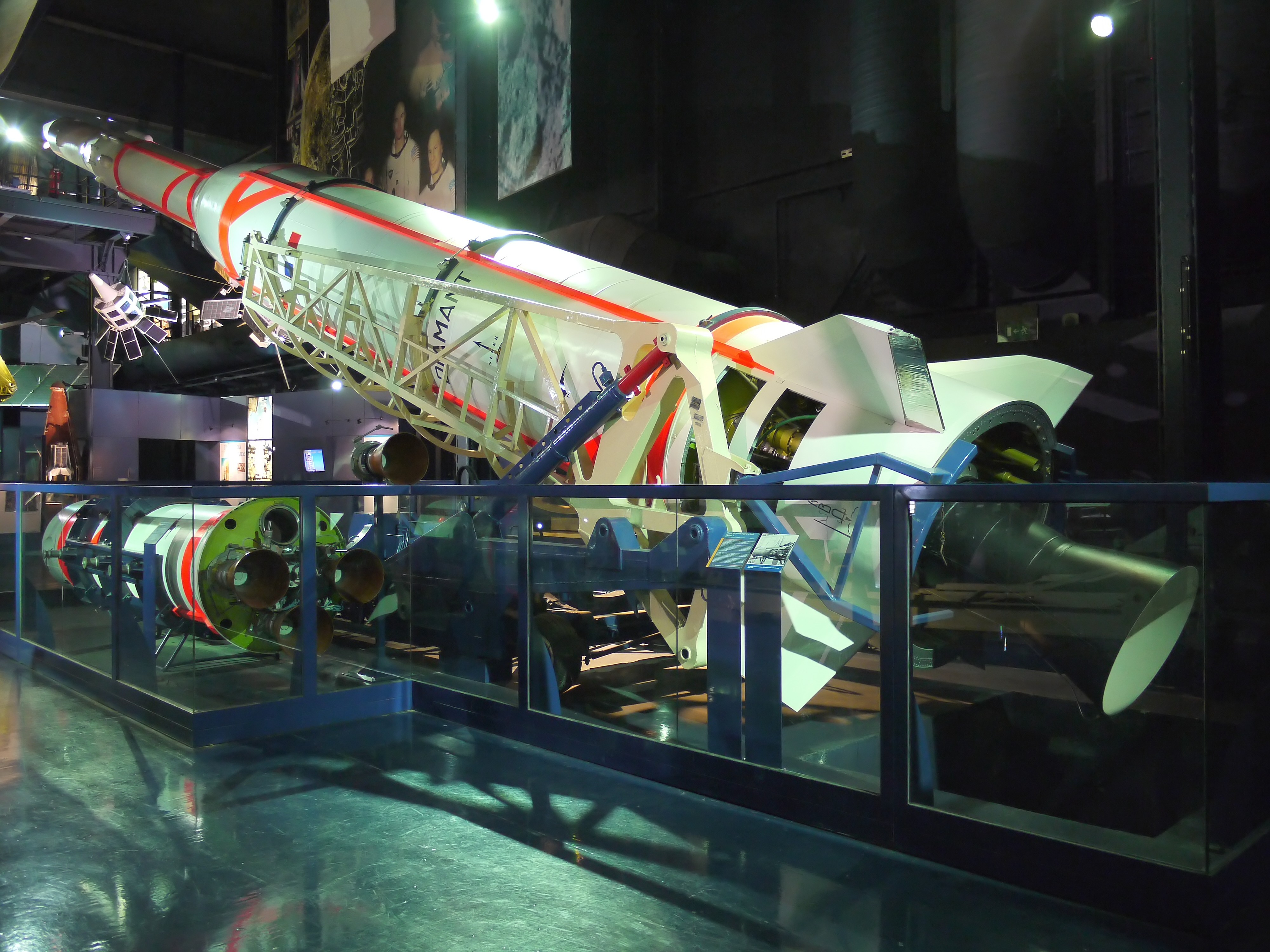
1965 : Fusée Diamant-A (non lancée).
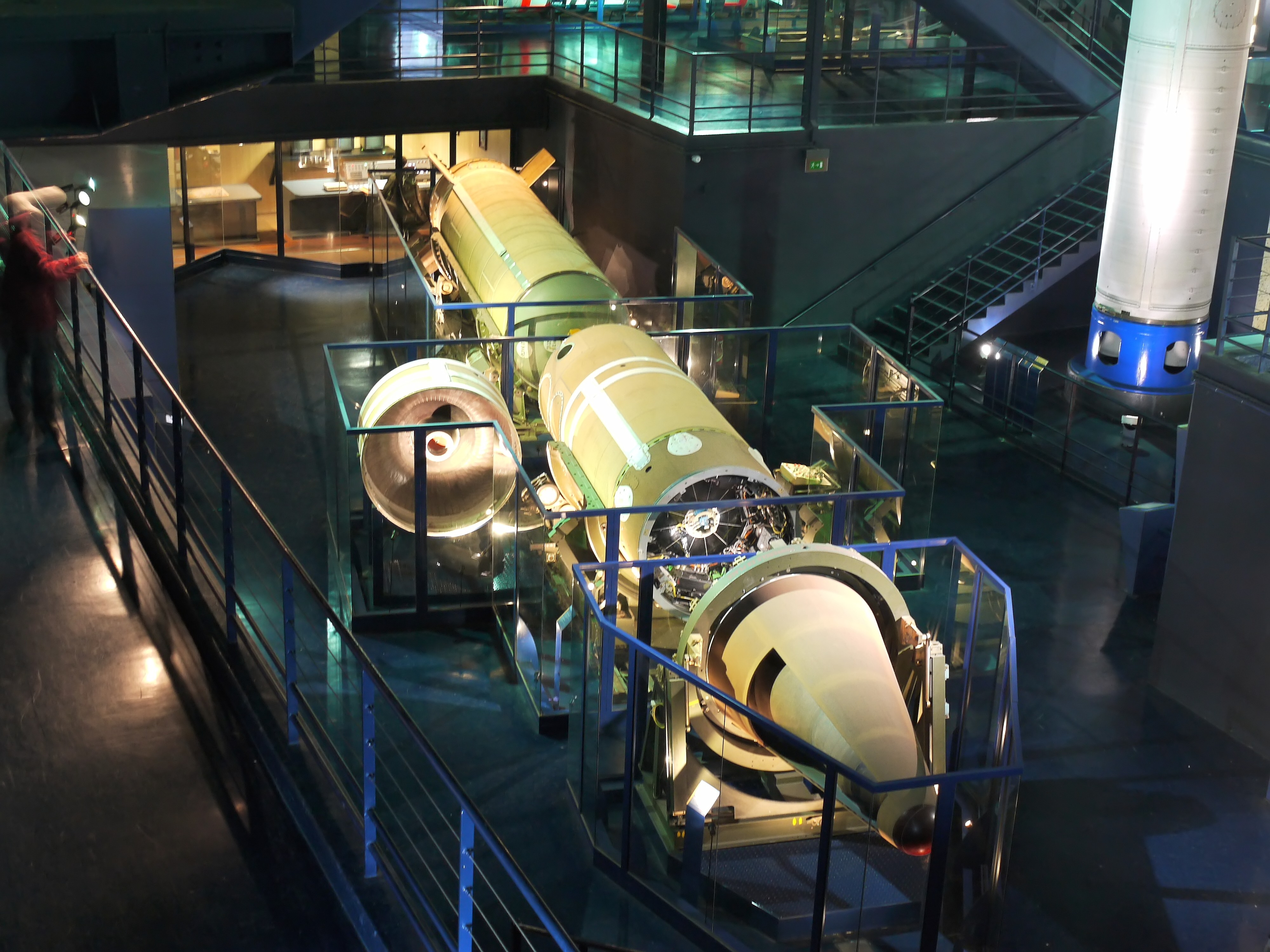
1980: missiles S3.
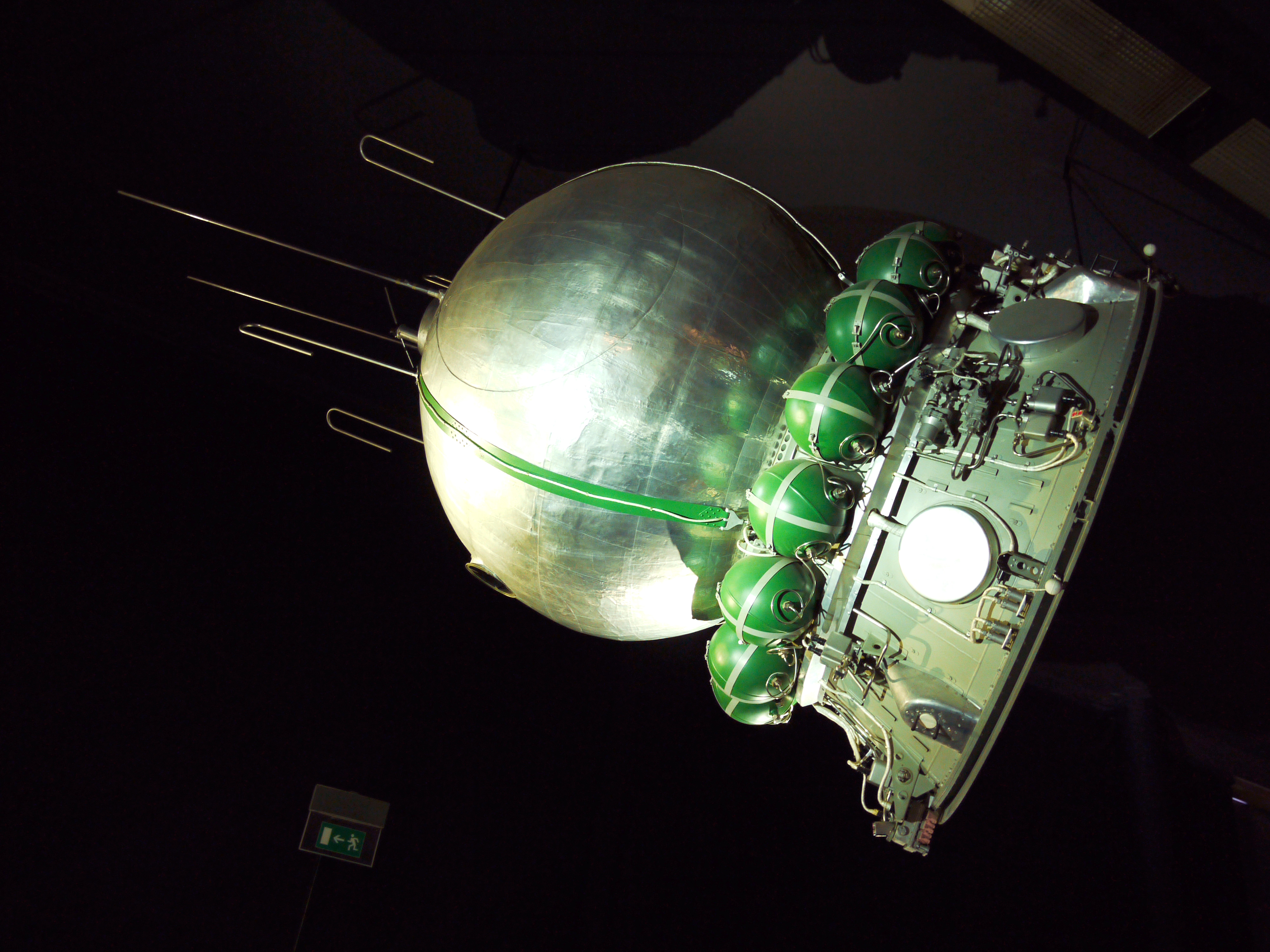
1961 : maquette de Vostok 1.

## Réserves

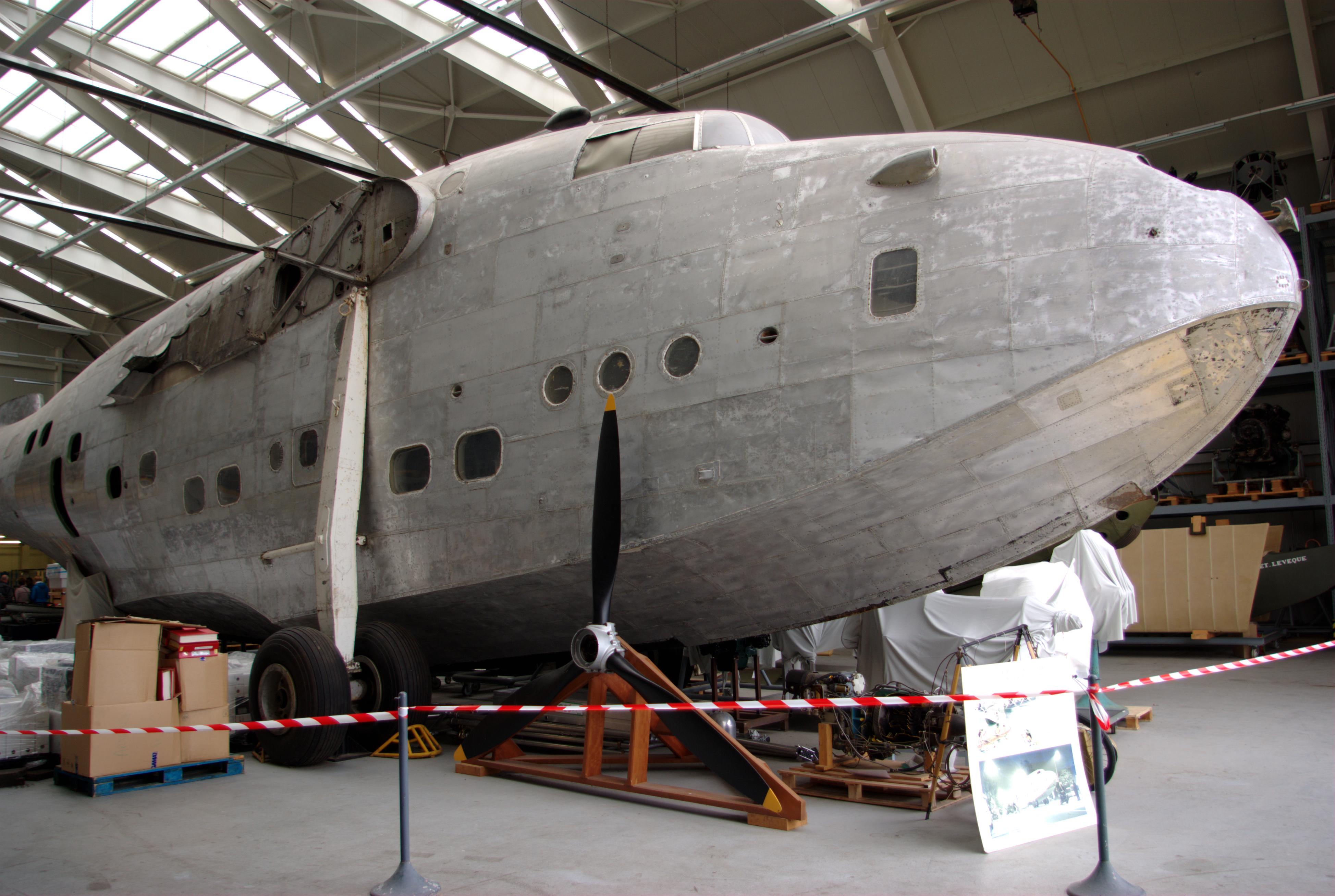
Short Sunderland V dans les Réserves de Dugny en 2015.

Les réserves sont accessibles à la visite publique en moyenne une fois par an, lors des Journées européennes du patrimoine. Cependant la concordance entre ces dernières et la Fête de l'Huma qui se tient dans le parc de La Courneuve tout proche, obligent souvent les responsables du musée à repousser cette ouverture exceptionnelle lors des Aéropuces.
Un important incendie est survenu le 17 mai 1990 dans les réserves de Dugny du musée, au cours duquel une partie de la collection fut perdue dont 25 appareils (compris un fuselage de 1915, quatre avions des années 1920 et sept de la seconde guerre mondiale), outre dix autres ayant quitté le musée ou ayant été ferraillés avant l'incendie.

## Hommage et monuments

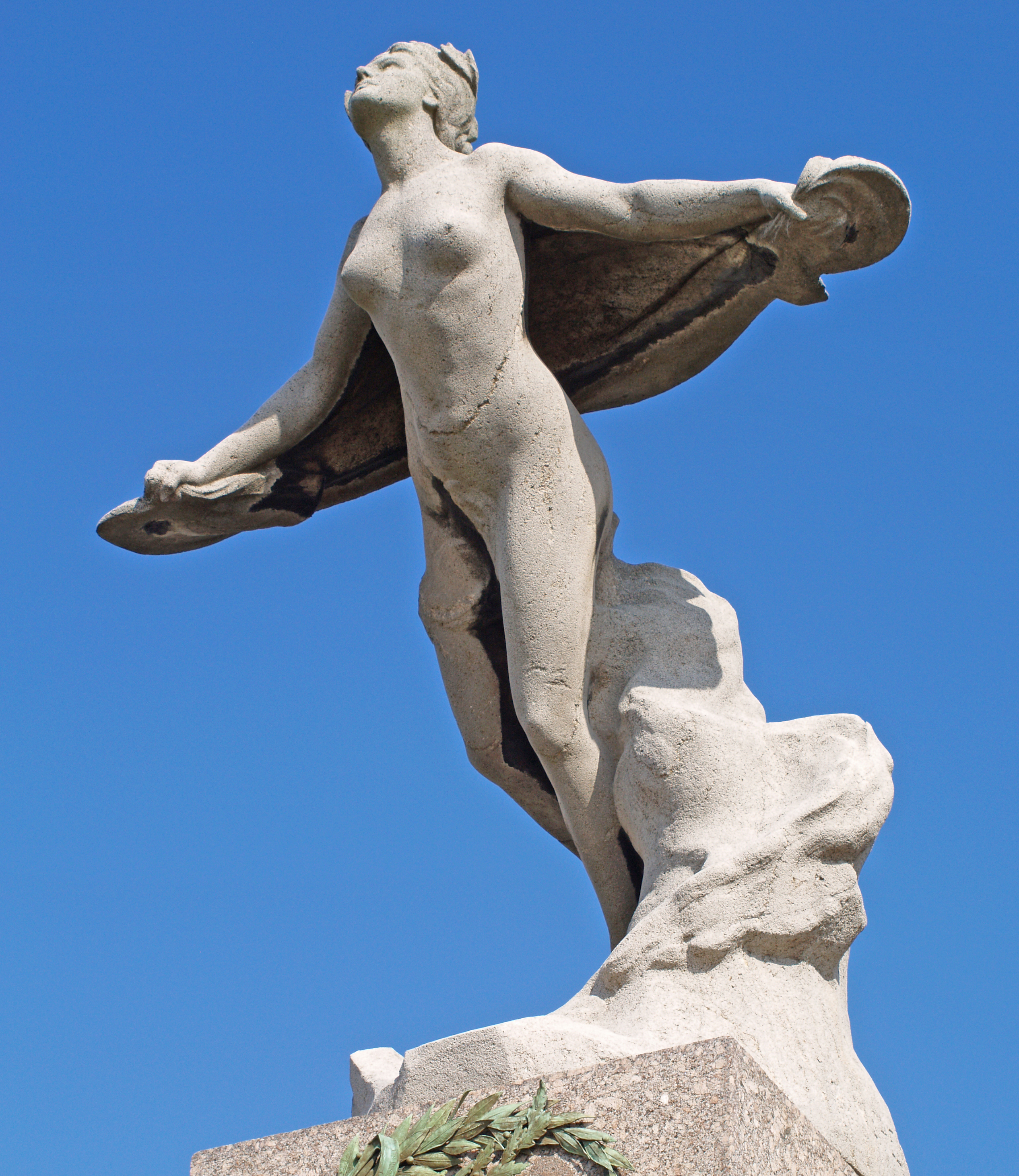
Statue en hommage à Nungesser, Coli et Lindbergh.

À l'entrée du musée, différents monuments commémorent l'histoire de l'aviation : une statue en hommage à Charles Nungesser, François Coli et Charles Lindbergh ayant tenté (pour les deux premiers) ou réussi (pour Lindbergh) la traversée sans escale Paris – New York et une statue en hommage au régiment Normandie-Niémen.
Sur la façade, trois statues réalisées par Armand Martial, représentant des femmes, symbolisent les principales destinations, avec la mention de villes desservies : l’Occident (en bas, avec New York, Athènes et Paris), l’Afrique (au centre, avec Tananarive et Dakar) et l’Extrême-Orient (en haut, avec Hanoï et Saïgon).

## Direction
- 1919-1928 : capitaine Auguste Édouard Hirschauer
- 1928-1958 : Charles Dollfus, conservateur des collections de l’aéronautique
- 1958-1972 : Jacques Rougevin-Baville
- 1973-1986 : général de division aérienne Pierre Lissarrague
- 1987-1990 : général Alain Brossier
- 1990-1995 : général Antoine Dumas
- 1995-2001 : général de brigade aérienne Jean-Paul Siffre
- 2001-2004 : général de division aérienne Marc Alban
- 2005-2010 : Gérard Feldzer
- 2010-2017 : Catherine Maunoury
- 2017 : général de corps aérien Gérard Vitry (intérim)
- Depuis 2018 : Anne-Catherine Robert